# Скульптура Древней Греции

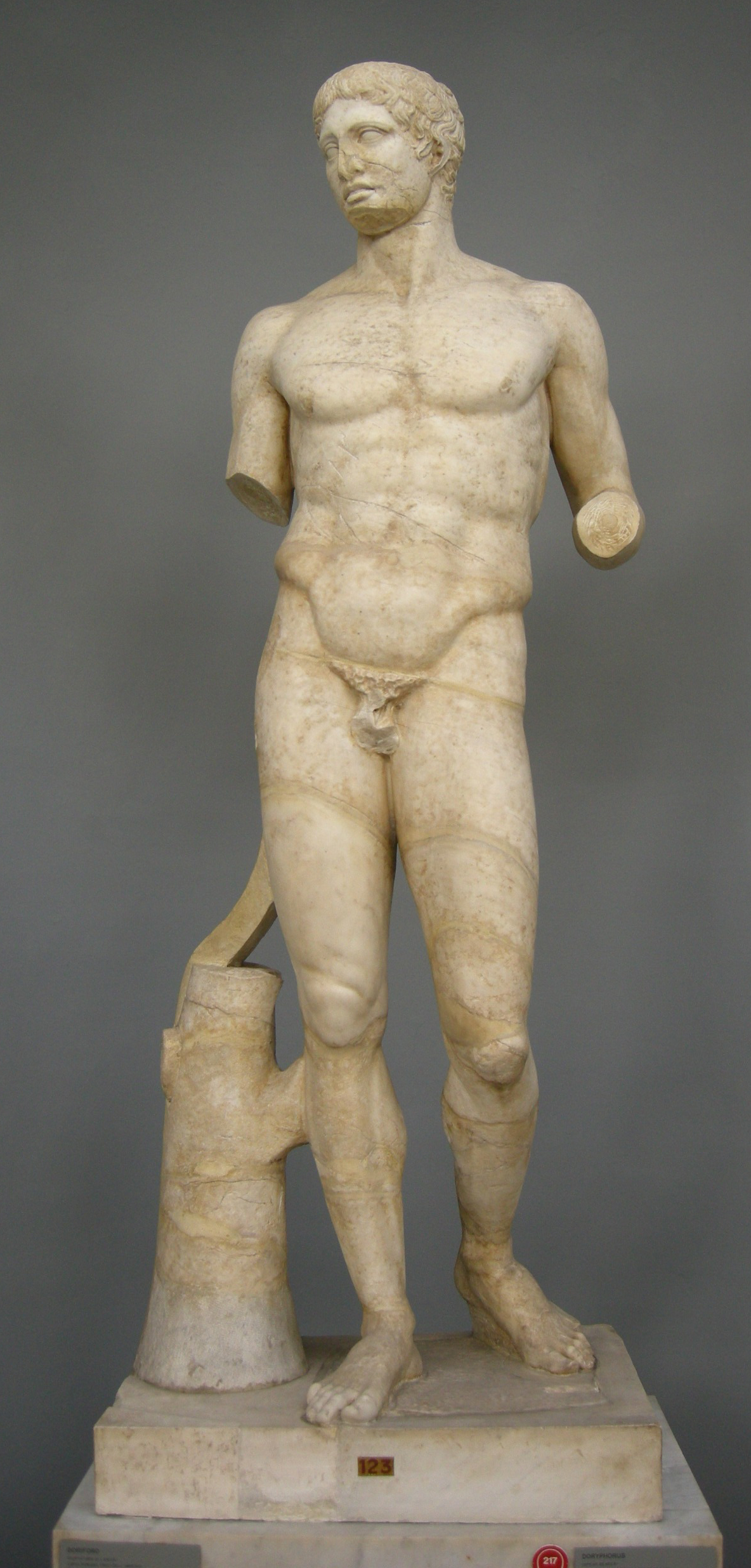
Римская копия с греческой статуи V века до н. э.

Древнегреческая скульптура — одно из высочайших достижений культуры античности, оставившее неизгладимый след в мировой истории. Зарождение греческой скульптуры можно отнести к эпохе гомеровской Греции (XII—VIII века до н. э.). Уже в эпоху архаики, в VII—VI столетиях, были созданы замечательные статуи и ансамбли. Расцвет и высочайший подъём греческой скульптуры пришёлся на период ранней и высокой классики (V век до н. э). А IV век до н. э., уже период поздней классики, также оставил в истории несколько имён великих скульпторов, у каждого из которых был свой индивидуальный почерк. Скульптура этого периода предвещала те изменения, которые произошли с наступлением нового исторического периода — эллинизма.

## Гомеровский период
Монументальная скульптура гомеровской Греции не сохранилась. Судить о ней можно по описаниям древних авторов. Представляли её деревянные статуи, лишь в самых грубых формах воспроизводившие человеческое тело, так называемые ксоаны . Подобные изваяния могли украшаться металлическими деталями одежды и оружия.

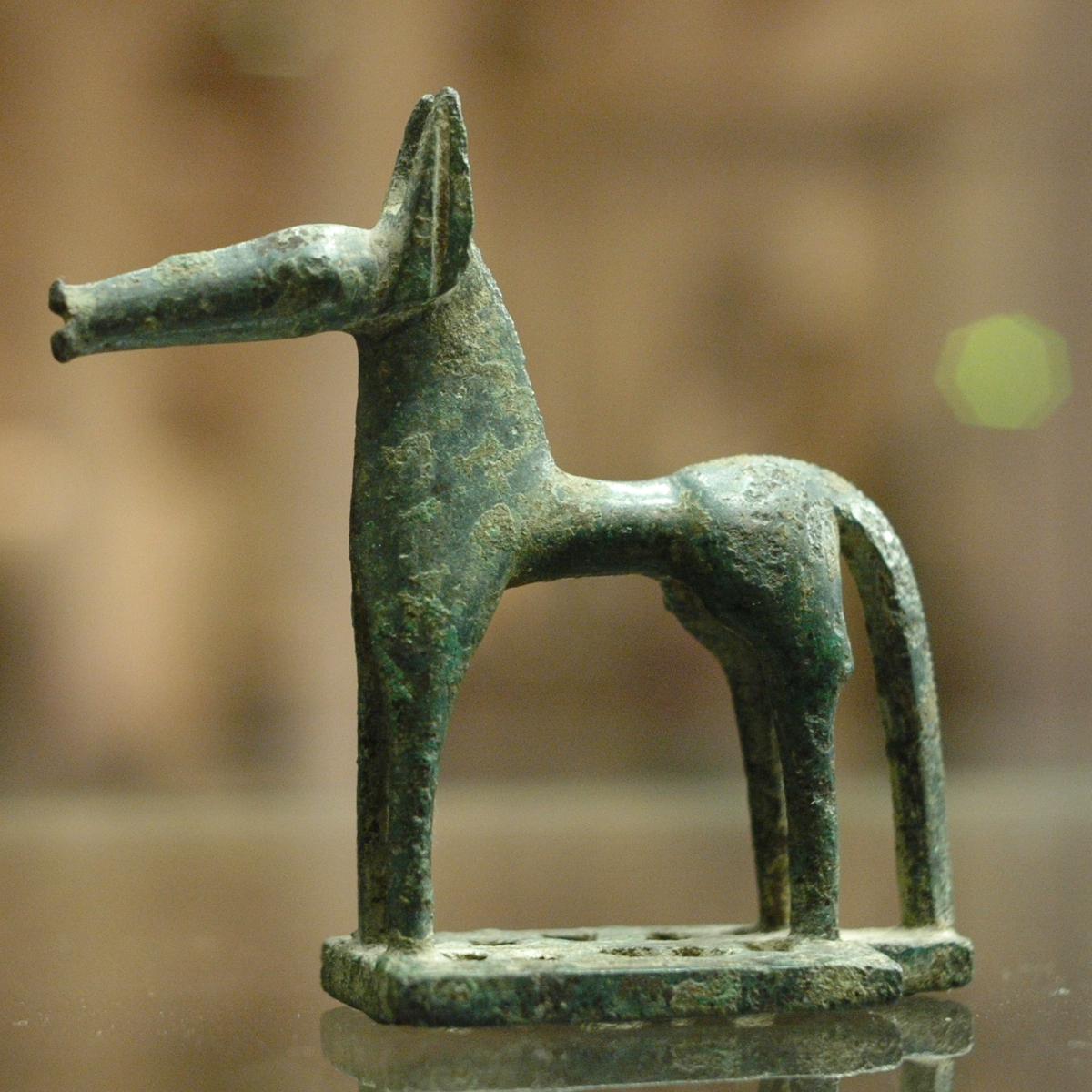
Статуэтка из Олимпии. VIII в. до н. э.

Из скульптуры этого времени до нас дошли только произведения мелкой пластики, в основном культового характера. Это статуэтки, изображающие богов или героев. Нередко они, также, как и сосуды, украшались росписью. Создавались они из терракоты, слоновой кости или бронзы. Среди них есть не только человеческие изображения, но и изображения коня, кентавра. В них только намечается интерес к передаче напряженной работы мышц, конструкции и пластике тела.

## Архаика
В начале периода архаики скульптура ещё не занимала столь значительного места, как в классическом греческом искусстве. Её опережала вазопись, опиравшаяся на уже имеющиеся достижения прошедших веков. Тем не менее, в статуях VII века до н. э. — корах и куросах — возникает стремление к передаче объёма тела, гармоническому равновесию форм, утонченному ритму. Важное место занимает архитектоническая конструкция человеческого тела. Возникающая именно в этот период архаическая улыбка одухотворяет лица статуй, превращая идол в обобщенный образ человека, понимаемого как высшая эстетическая ценность. За редким исключением статуи приобретают соразмерный человеку масштаб. До эпохи поздней классики женские изображения будут лишены наготы, в то время как в мужских образах будет воспеваться естественная красота обнаженного человеческого тела.

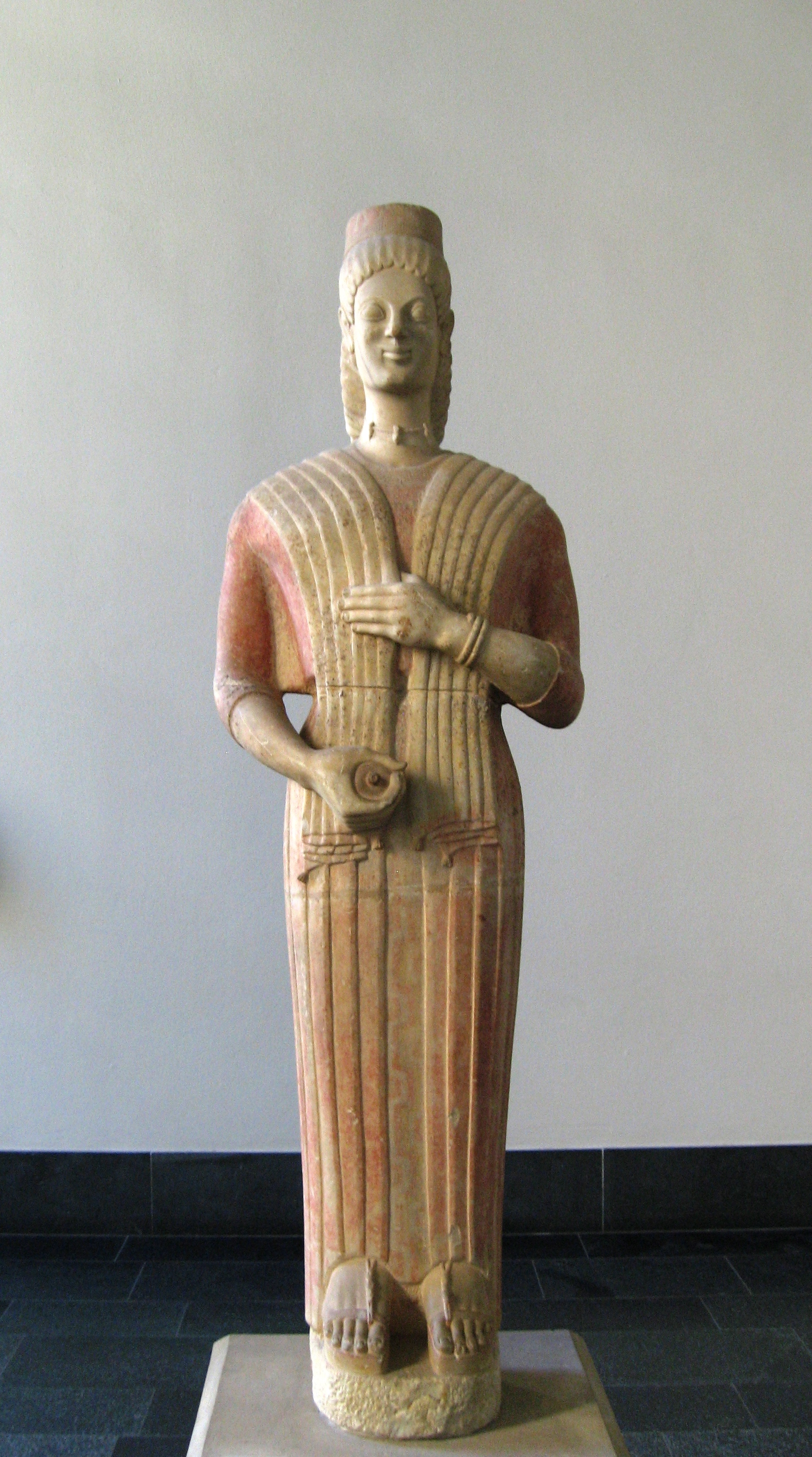
«Богиня с гранатом»

К числу хорошо сохранившихся женских фигур относится «Богиня с гранатом» из Кератеи 580—570 годов (Берлин, Государственные музеи), сохранившая даже первоначальную яркую раскраску, «Богиня с зайцем» из Герайона близ Тигани на острове Самос ок. 560 года (Берлин, Государственные музеи) и др. Нижняя часть последней статуи трактуется уже не как простой столбообразный объём, в ней проявляется естественная пластика тела. Жест поднятой руки разрушает строгую неподвижную симметрию.

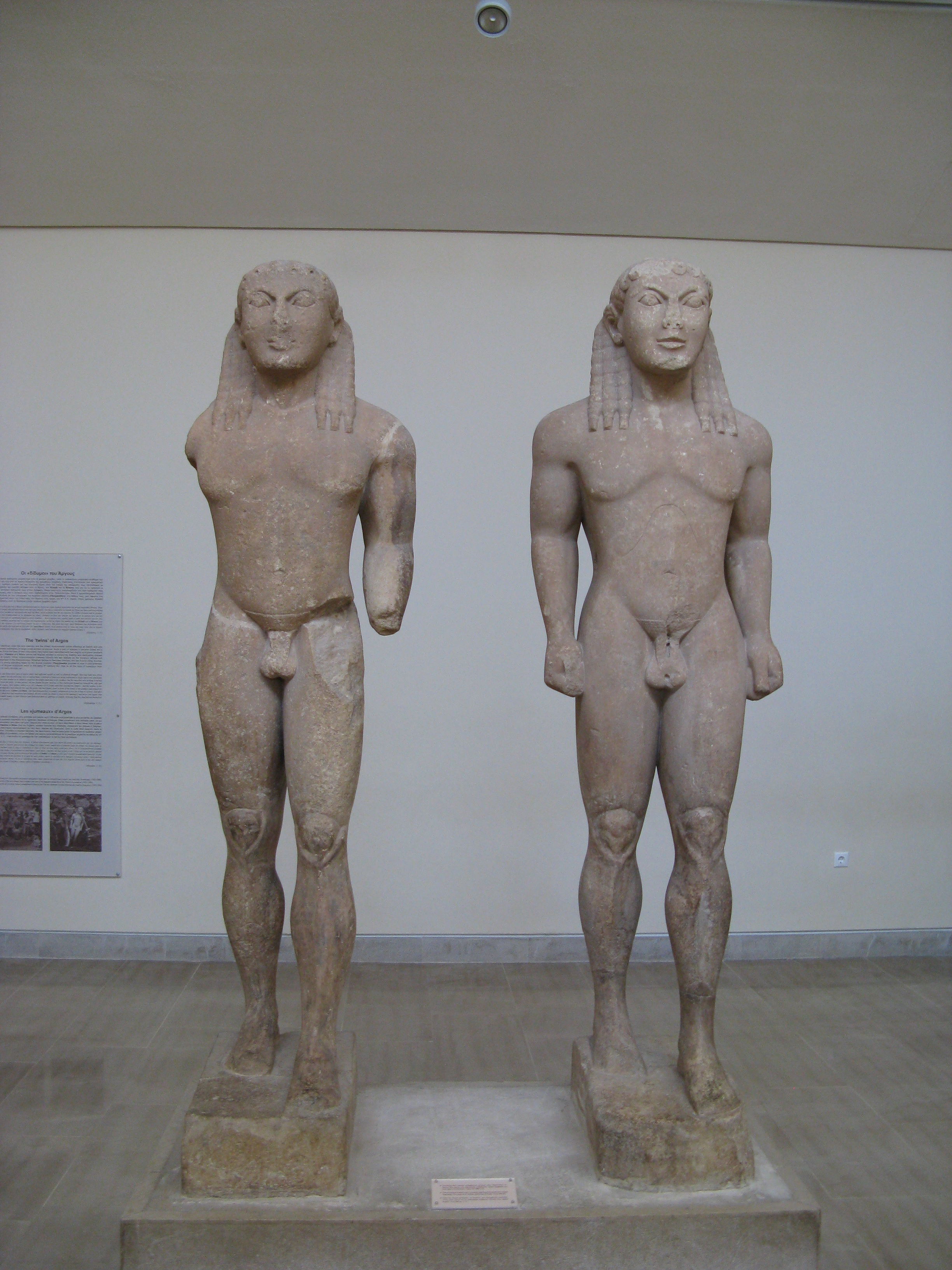
Клеобис и Битон

Ярким примером мужских изображений является скульптурная группа Клеобис и Битон, созданная на рубеже VII—VI веков Полимедом Аргосским. Хотя само по себе решение группы в виде двух почти одинаковых статуй показывает ещё ограниченность приемов архаики, созданный скульптором образ двух легендарных героев ярко выражает идеал дорического искусства Аттики. Тяжеловесные объёмы тел суровы, в них четко выявлены тектонические членения. К аттическим куросам относятся так же статуя с мыса Сунион ок. 600 года (Афины, Национальный музей) и статуя конца VII века (Нью-Йорк, Метрополитен-музей).

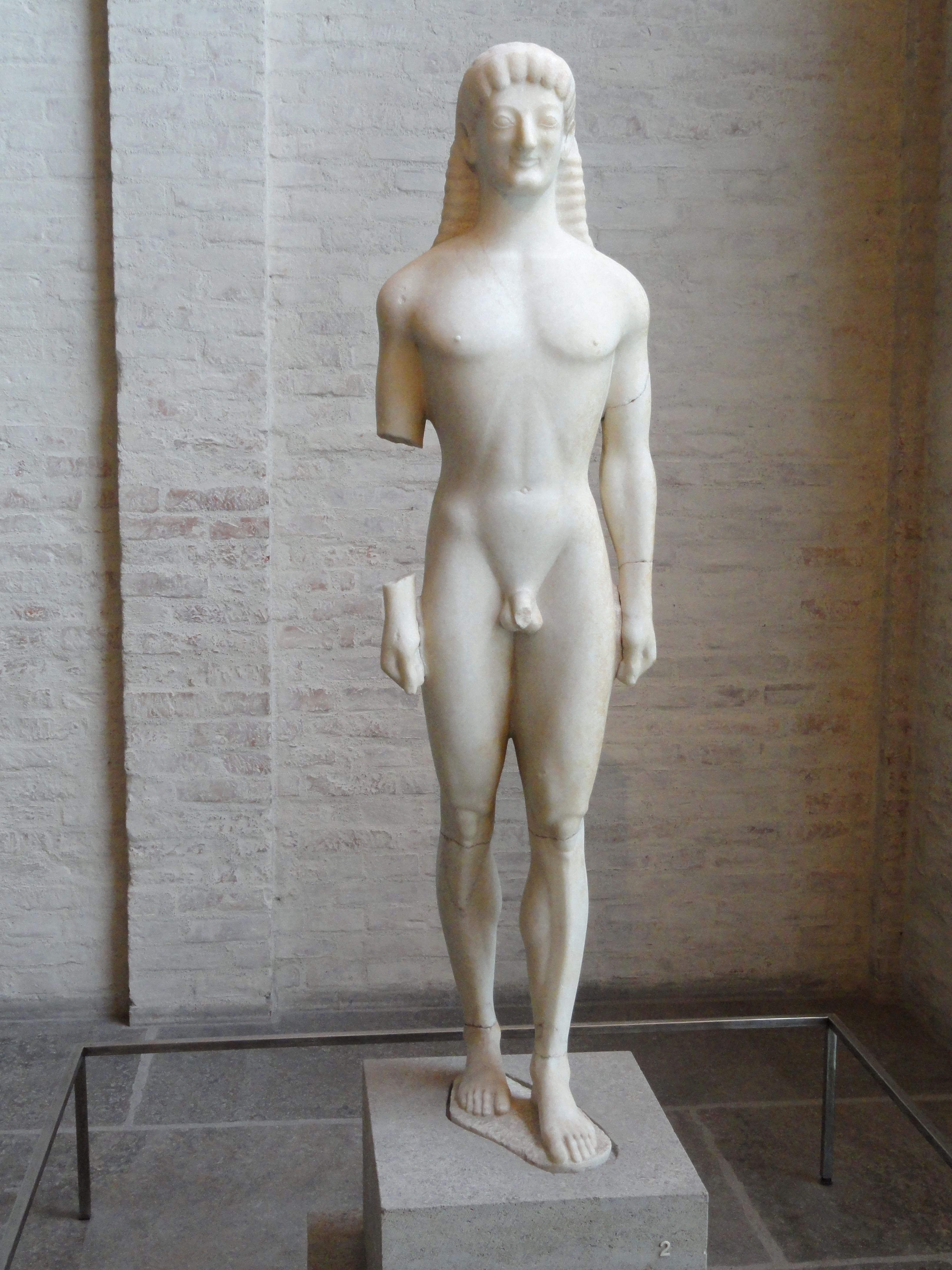
«Аполлон Тенейский». 560—550 годы до н. э.

Напротив, ионийские мастера стремились к стройности фигур, легкости пропорций. В ионических куросах есть ясная жизнерадостность. Таковы куросы середины VI века с острова Мелос (Афины, Национальный музей) и из Тенеи («Аполлон Тенейский», Мюнхен, Глиптотека).

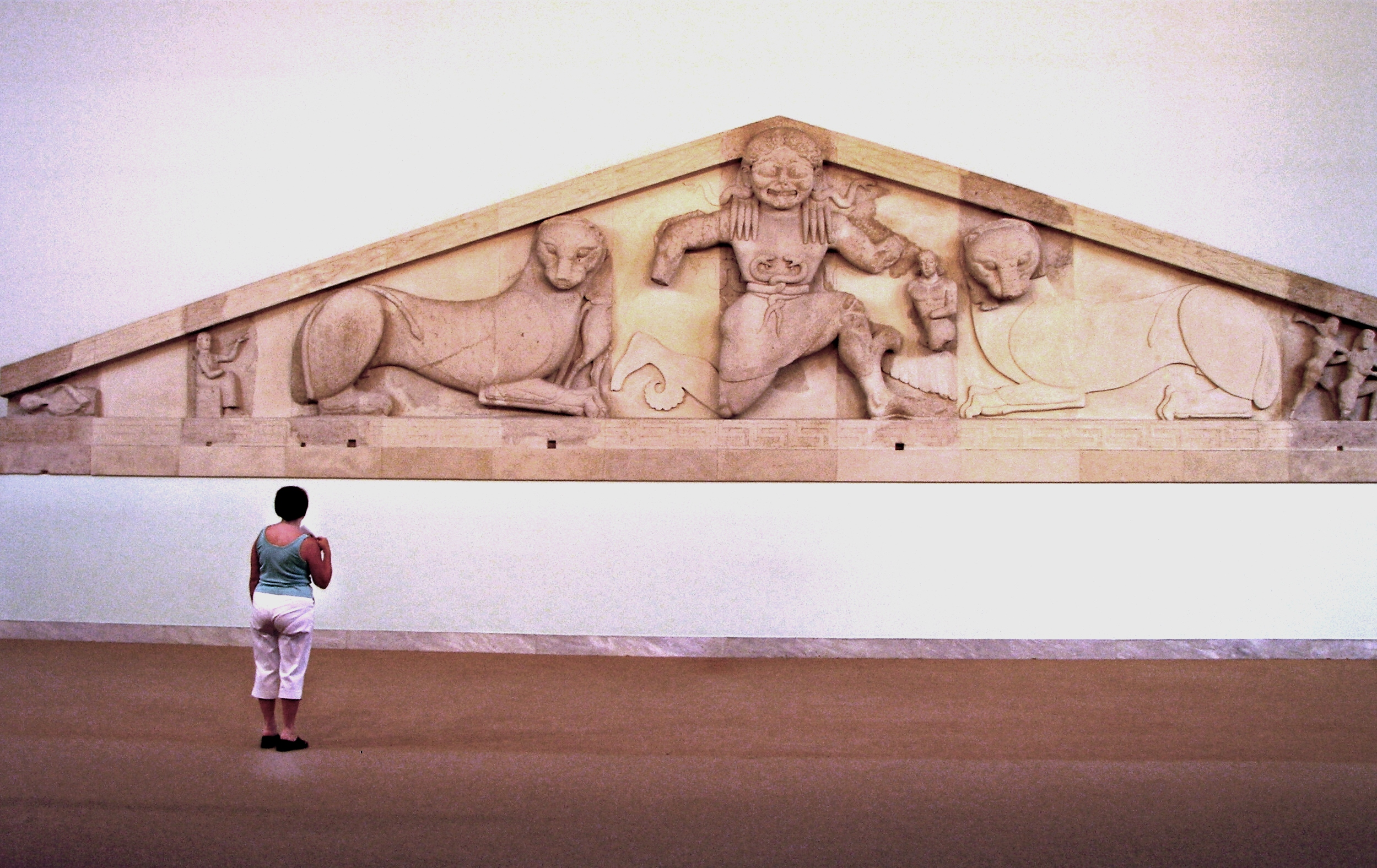
Фронтон храма Артемиды

Одновременно развивается и монументальная скульптура, оформляющая архитектурные постройки. Здесь важнейшую роль играет рельеф, дающий по сравнению со статуями более широкие возможности для повествовательных композиций на мифологические темы. Ранним примером решения композиции фронтона является скульптура храма Артемиды в Керкире ок. 590 года до н. э. (Керкира, музей.) Здесь изображен миф о Медузе-Горгоне и Персее. Фигура Медузы-Горгоны изображена в крупном масштабе в центре фронтона в позе коленопреклоненного бега. Рядом с ней крошечная фигурка Персея, вносящая в композицию асимметрию. По сторонам от центральной группы изображены лежащие львы, а в углах фронтона крошечные по размеру сцены, одна из которых представляет Зевса убивающего гиганта.
Другим интересным примером решения композиции фронтонов является скульптура Гекатомпедона — древнейшего храма Афинского Акрополя, созданная ок. 570 года.

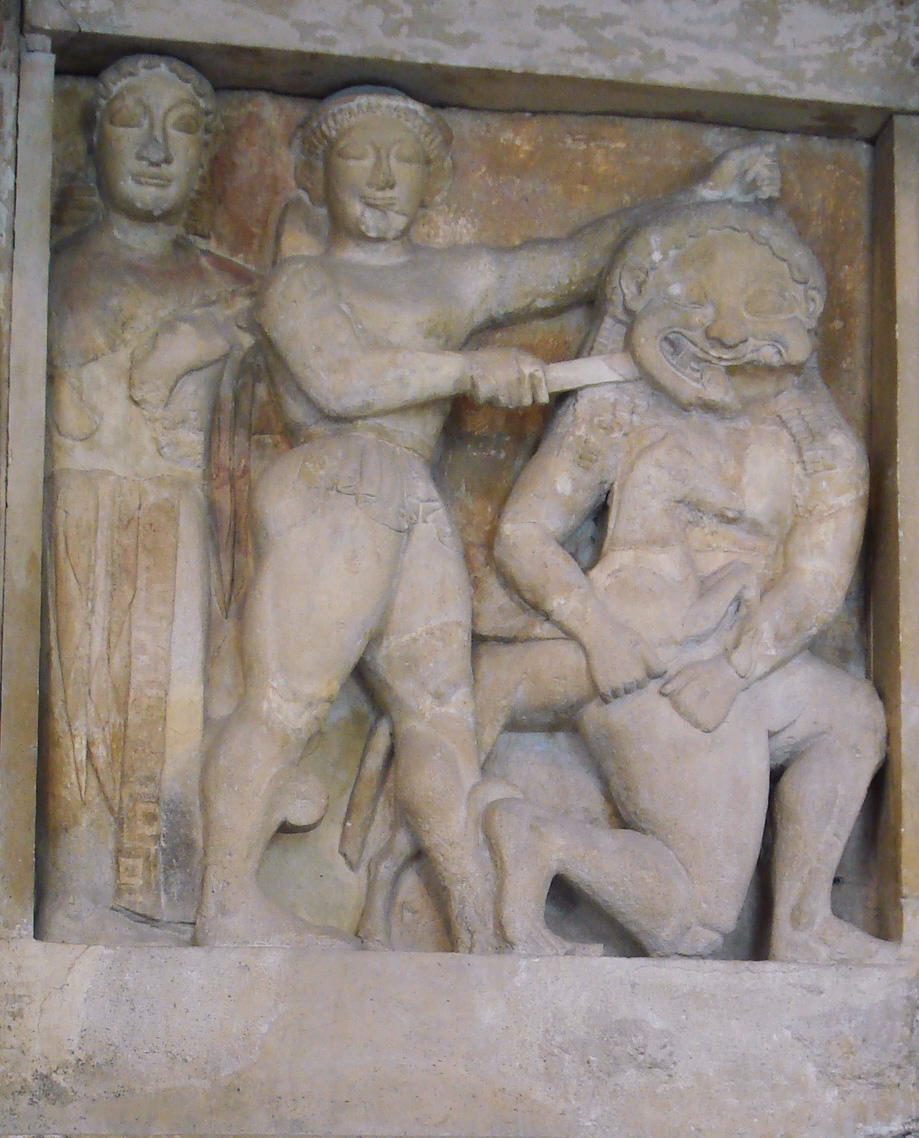
Персей, убивающий Медузу. Метопа храма «С» в Селинунте

Помимо фронтонов рельефами украшались метопы дорических храмов. Сохранились метопы греческих храмов на Сицилии: храма «Малых метоп» 570—550 годы до н. э., храма «С» в Селинунте 540—530 годов до н. э. (Палермо, Национальный музей) В первом из них сохранилось изображение Похищения Европы, интересное тем, как скульптор передал среду происходящего действия. Море обозначено волнообразными силуэтами двух дельфинов. Метопы храма «С» отличаются необыкновенно сильной передачей пластики фигур, представляющих собой горельеф, приближающийся к круглой скульптуре. Интересны так же метопы сокровищницы и небольшого храма из святилища Геры близ Пестума в устье реки Селы (второй четверти и конца VI века до н. э., Палермо, Национальный музей). Некоторые из них в силу внешних причин остались незаконченными, но были расписаны и установлены на свои места. Создавая невысокий рельеф, скульптор не выходил за границу воображаемой им передней плоскости изображения. Вместе с тем, он сумел объединить все метопы единым композиционным ритмом. Особенностью италийских рельефов является приземистость пропорций.

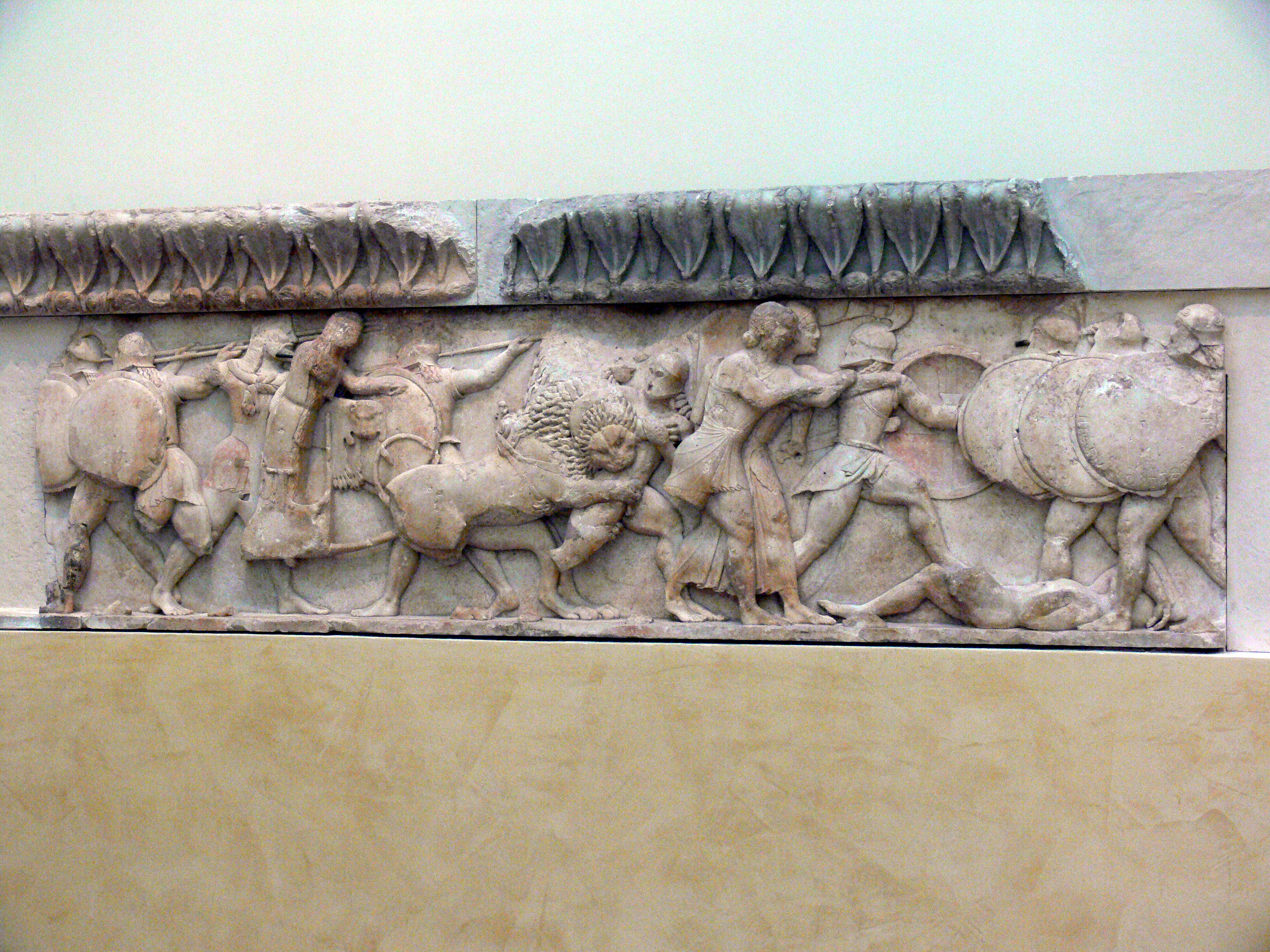
Фриз в Дельфах

На территории самой Греции во второй половине VI столетия было создано скульптурное убранство второго Гекатомпедона в Афинах около 520 года (Афины, музей Акрополя), от которого сохранилась замечательная группа восточного фронтона, изображающая Афину, повергающую наземь гиганта. Живое движение передает драматичность происходящего. Фигуры действительно соединены в единую группу, что показывает значительный путь развития, пройденный греческой скульптурой за столетие. Здесь же следует назвать ещё одну группу — Тесей и Антиопа, занимавшую западный фронтон храма Аполлона в Эретрии, в Эвбее около 510 года (Халкида, музей). Фигуры Тесея и Антиопы слились здесь в пластический монолит. Совершенным творением мастеров этого времени является и рельефный фриз сокровищницы сифносцев, (жителей острова Сифнос), в Дельфах ок. 525 года (Дельфы, музей), изображающий гигантомахию. Непрерывный ионический фриз удачно сочетает в себе ощущение бурной борьбы с выверенным ритмом движений рук с копьями и круглых повторяющихся щитов.

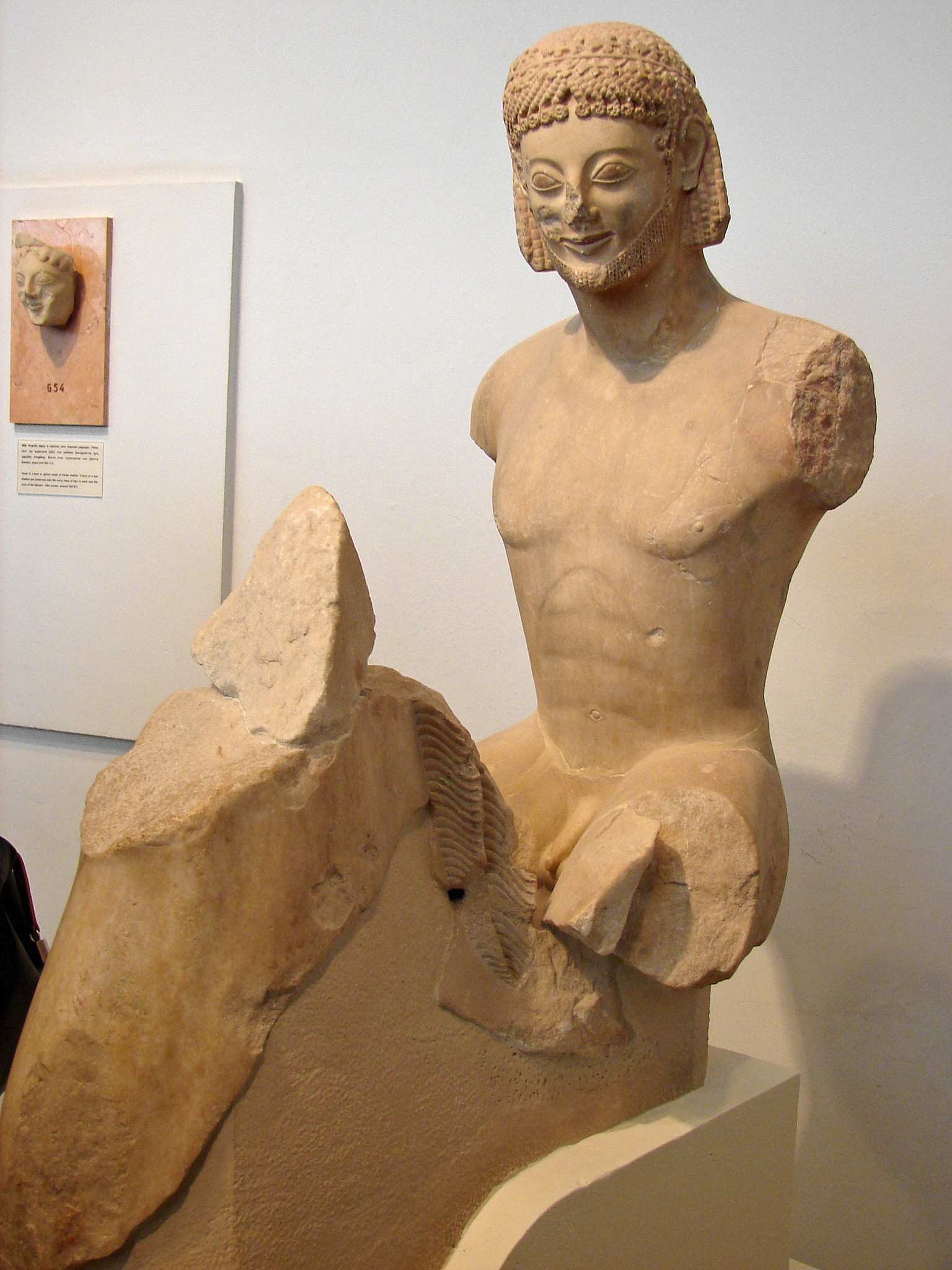
Всадник Рампина

Столь же высокого уровня достигают и статуи конца периода архаики. К аттической школе относится статуя всадника с Афинского Акрополя (Всадник Рампина) около 560 года (Афины, музей Акрополя, подлинник головы всадника в Лувре), производящая впечатление даже в виде нескольких уцелевших фрагментов. Архаическая улыбка на лице всадника создает ощущение радостного, героического духа. Такова и происходящая оттуда же «Кора в пеплосе» около 530 года.

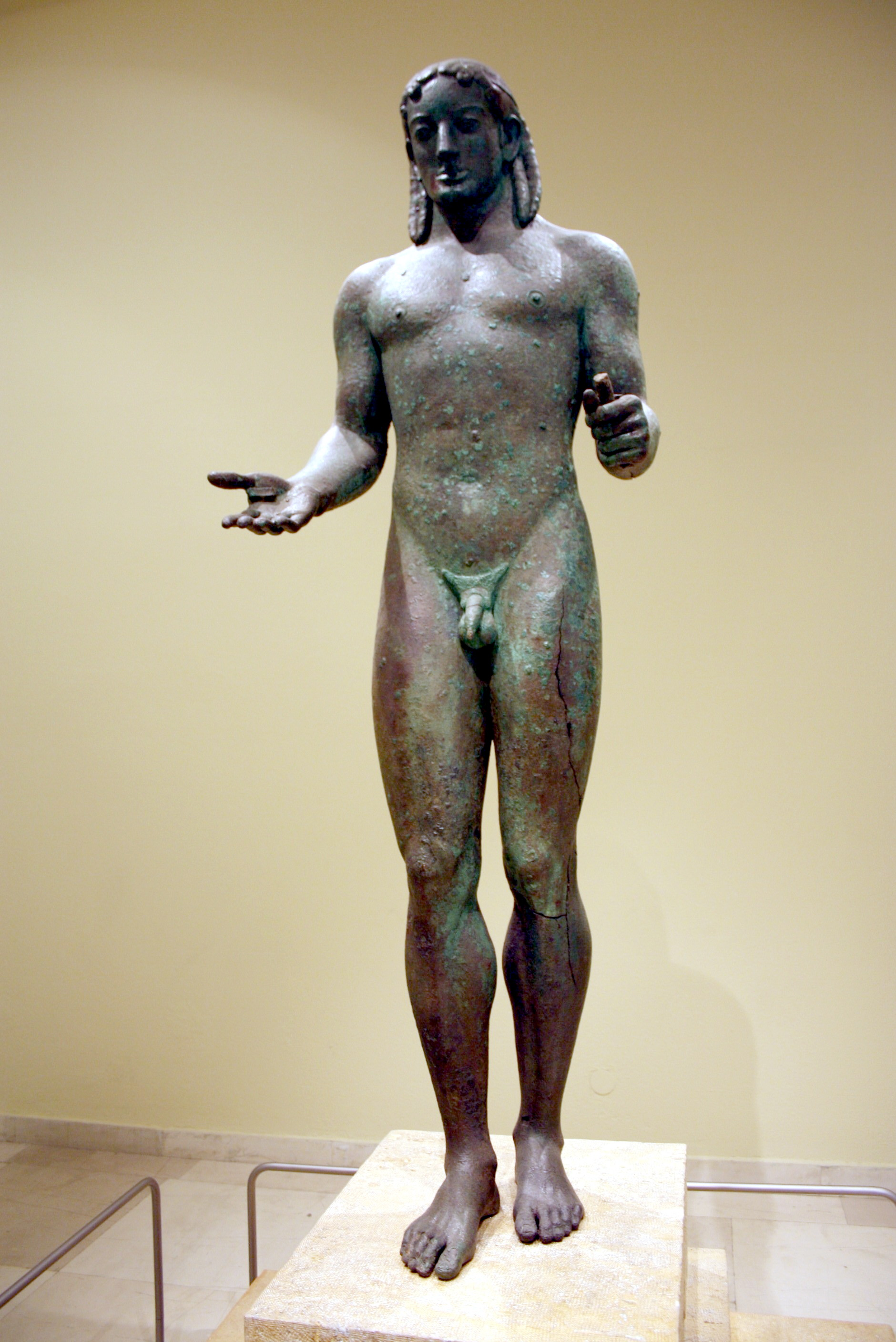
Курос из Пирея

К грядущим иделам эпохи классики близки мужские мемориальные статуи — надгробная статуя Кройсоса из Анависоса и бронзовый курос из Пирея ок. 520 года (оба в Национальном музее в Афинах). Несмотря на все ещё крайне сдержанные движения, в них нет уже никакой застылости. Напротив, в камне и в бронзе умело переданы тонкие нюансы живого тела. Таков же и «торс Милани» конца VI века (Флоренция, Национальный музей). К произведениях ионийских скульпторов относится кора (№ 675) с Афинского Акрополя (музей Акрополя), сохранившая яркую раскраску. Она отличается более тонкими и сложными линейными ритмами, из-за чего однако выглядит и более дробной. Вместе со статуями создавались и их постаменты, украшавшиеся барельефами на различными темы из повседневной жизни.
В технике невысокого рельефа скульптором Аристоклом создана и стела Аристиона ок. 510 года (Афины, Национальный музей). В ней особый созерцательный настрой, так подходящий для мемориального изображения, предвосхищает образы надгробных стелл периода классики.

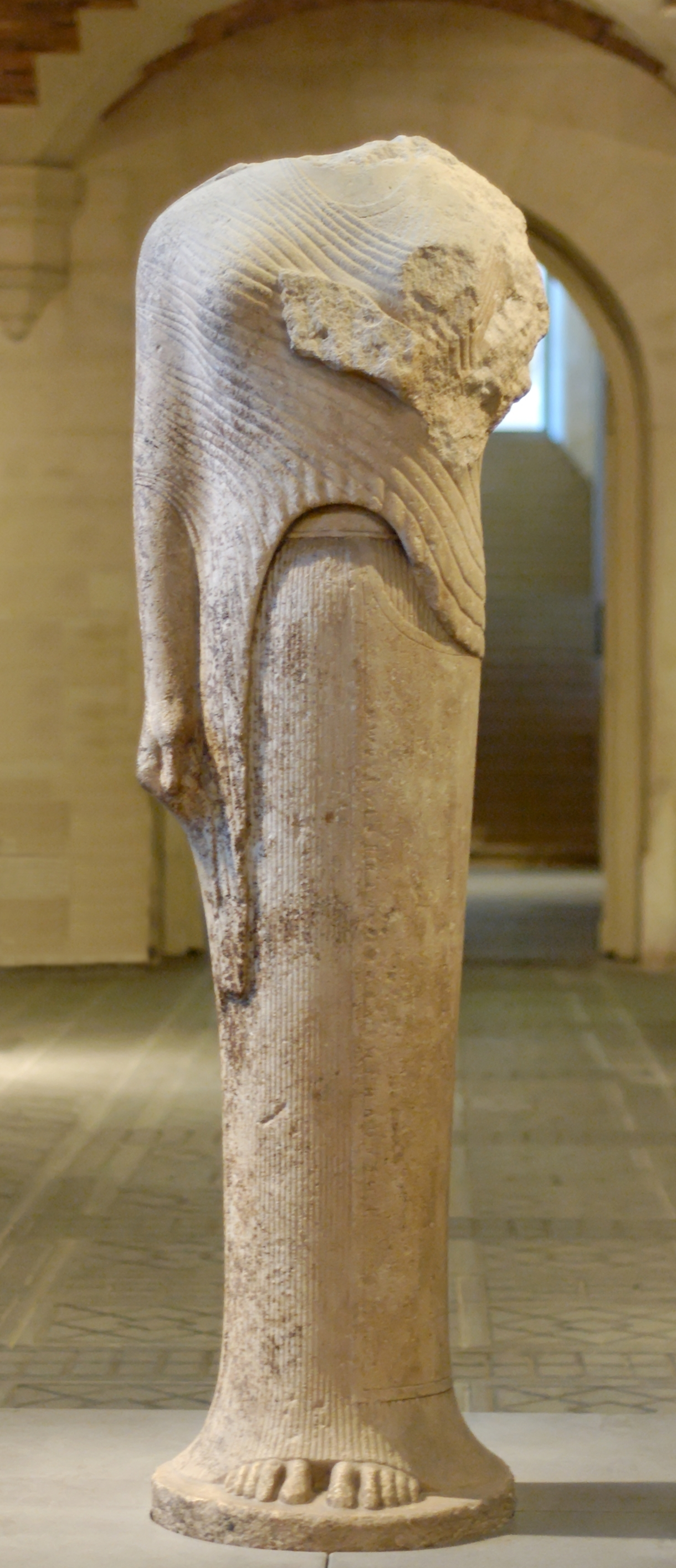
«Гера». Статуя из Герайона близ Тангри на острове Самос. ок. 560 года до н.э.
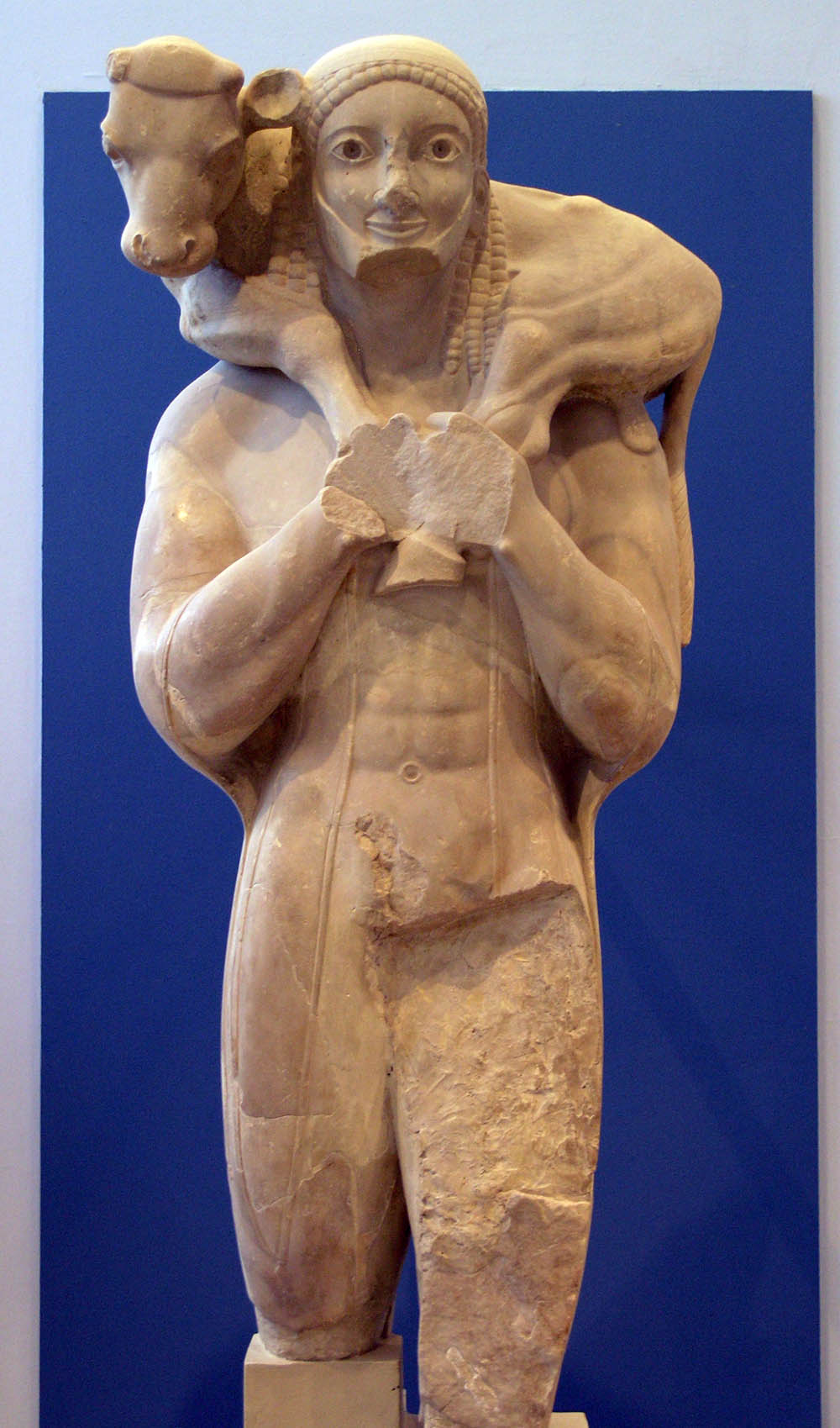
«Мосхофор». Афины, музей Акрополя. Ок. 570 года до н. э.
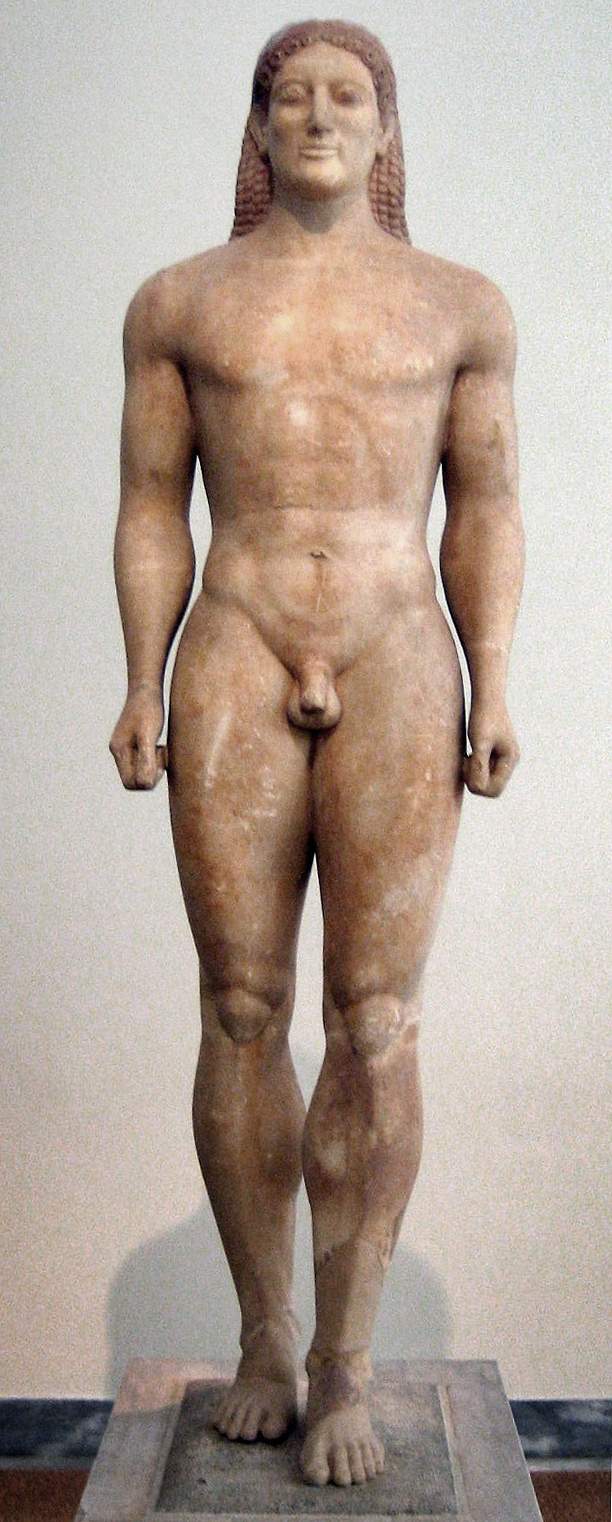
«Курос из Анависоса». Ок. 530 года.
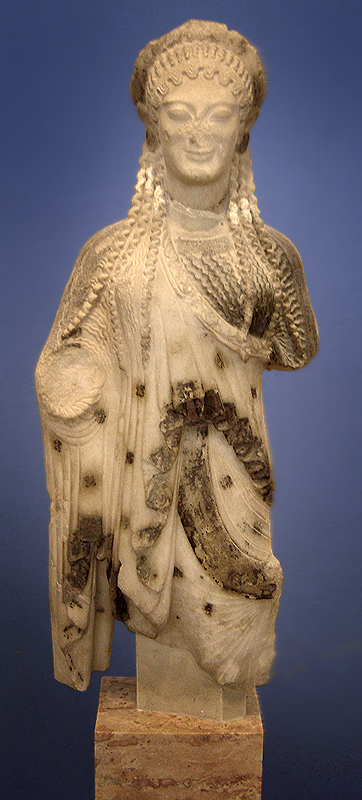
«Кора с Афинского Акрополя». (№ 675). Ок. 510 года до н. э.

## Ранняяклассика

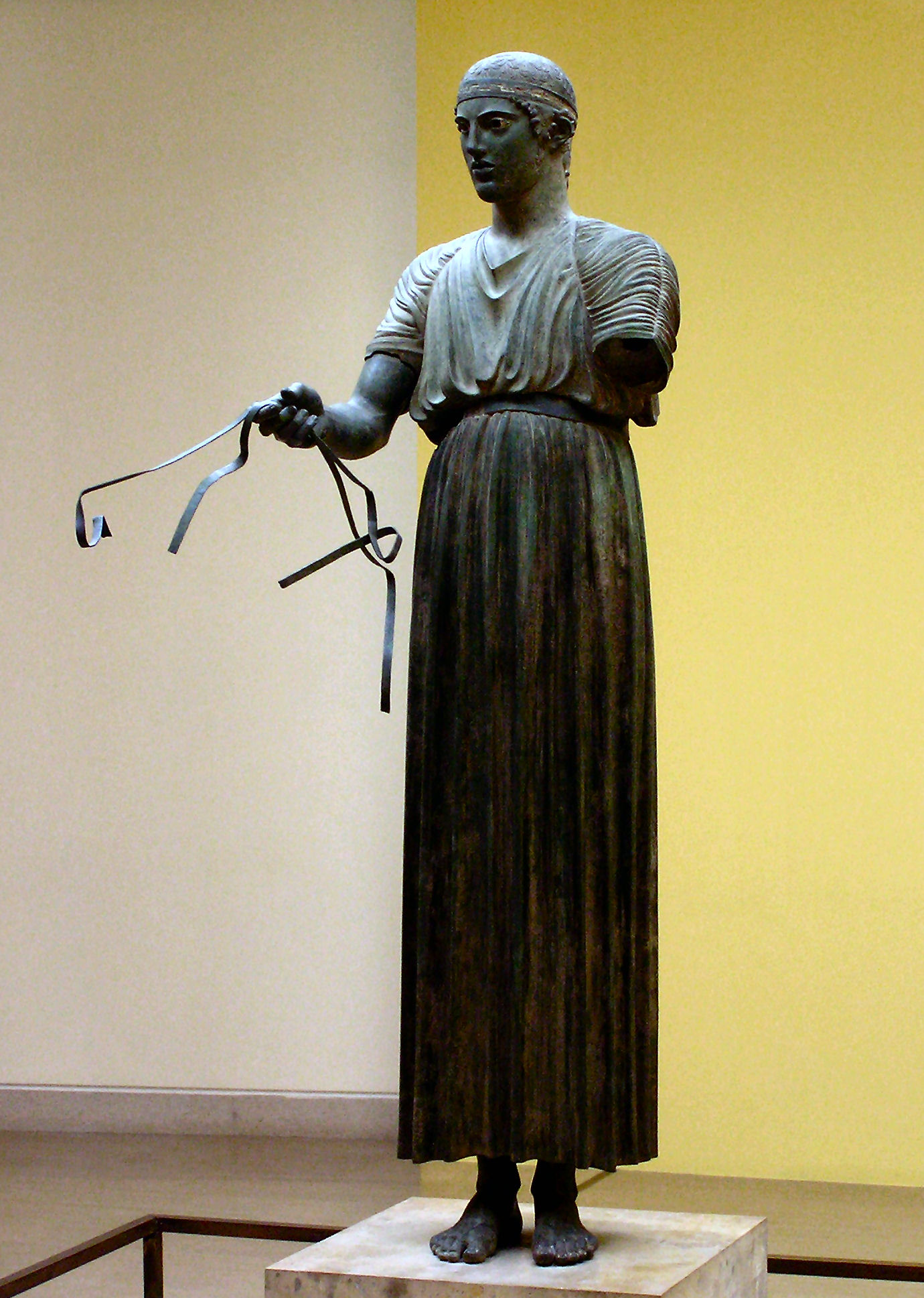
Возничий

В начале V века до н. э. в греческой скульптуре одновременно с обобщением образа, его большей ясностью и дальнейшим развитием связи скульптуры с архитектурой возникает особый интерес к максимально правдивой передаче движения. Стремление прямолинейно передать натуру даже порождает угловатость форм, разрушающую гармонию статуй конца архаики. Лишь со временем искусство классики придёт к новой гармонии и цельности.

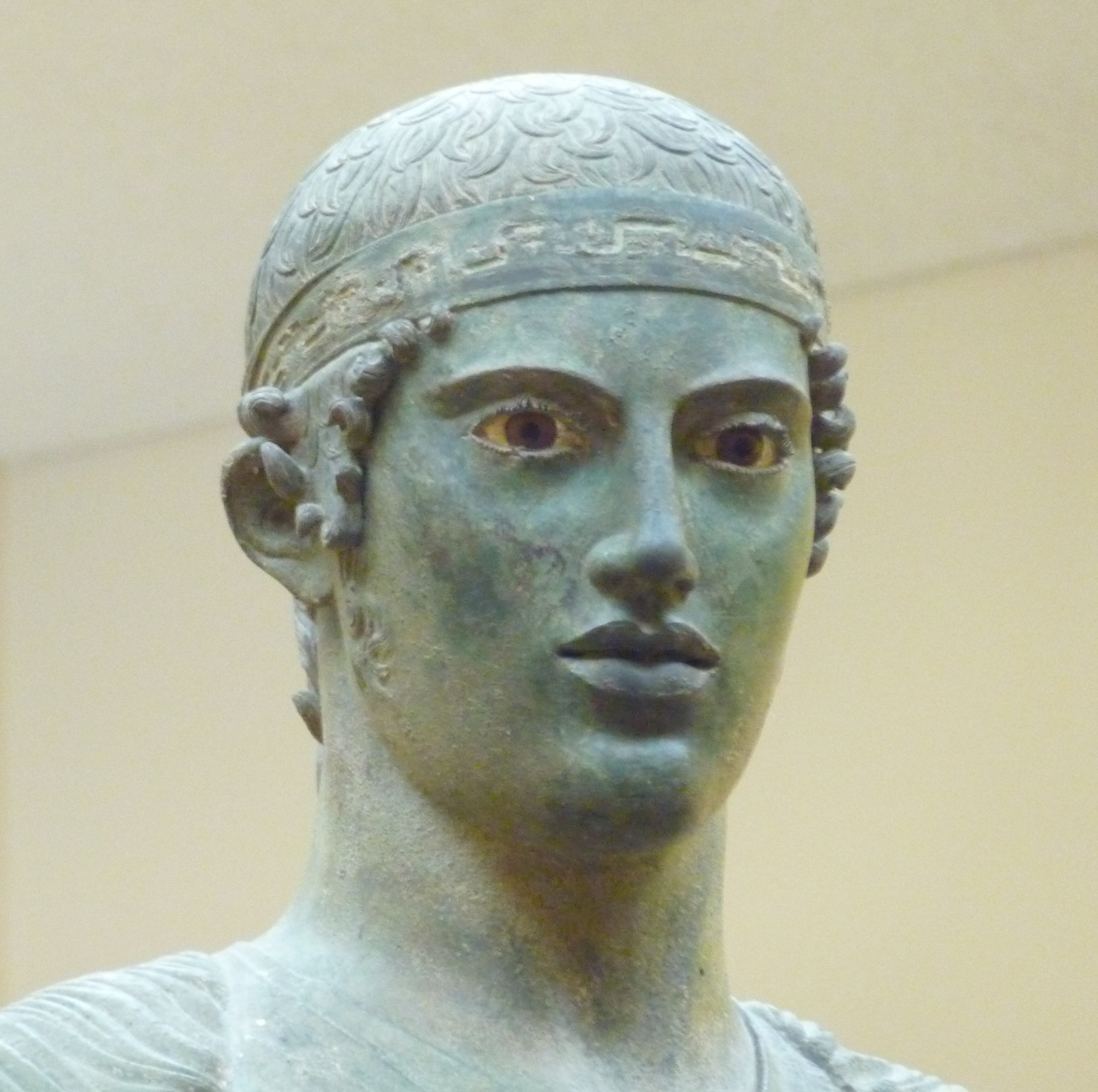
Возничий. Фрагмент

Это художественное изменение порождает и некоторую перемену в тематике. Однако «жанровые» мотивы, такие как «Мальчик, вынимающий занозу», на самом деле продолжают ряд этически значимых образов. Это образ победителя в состязаниях, не прервавшего бег вопреки произошедшей неприятности. 

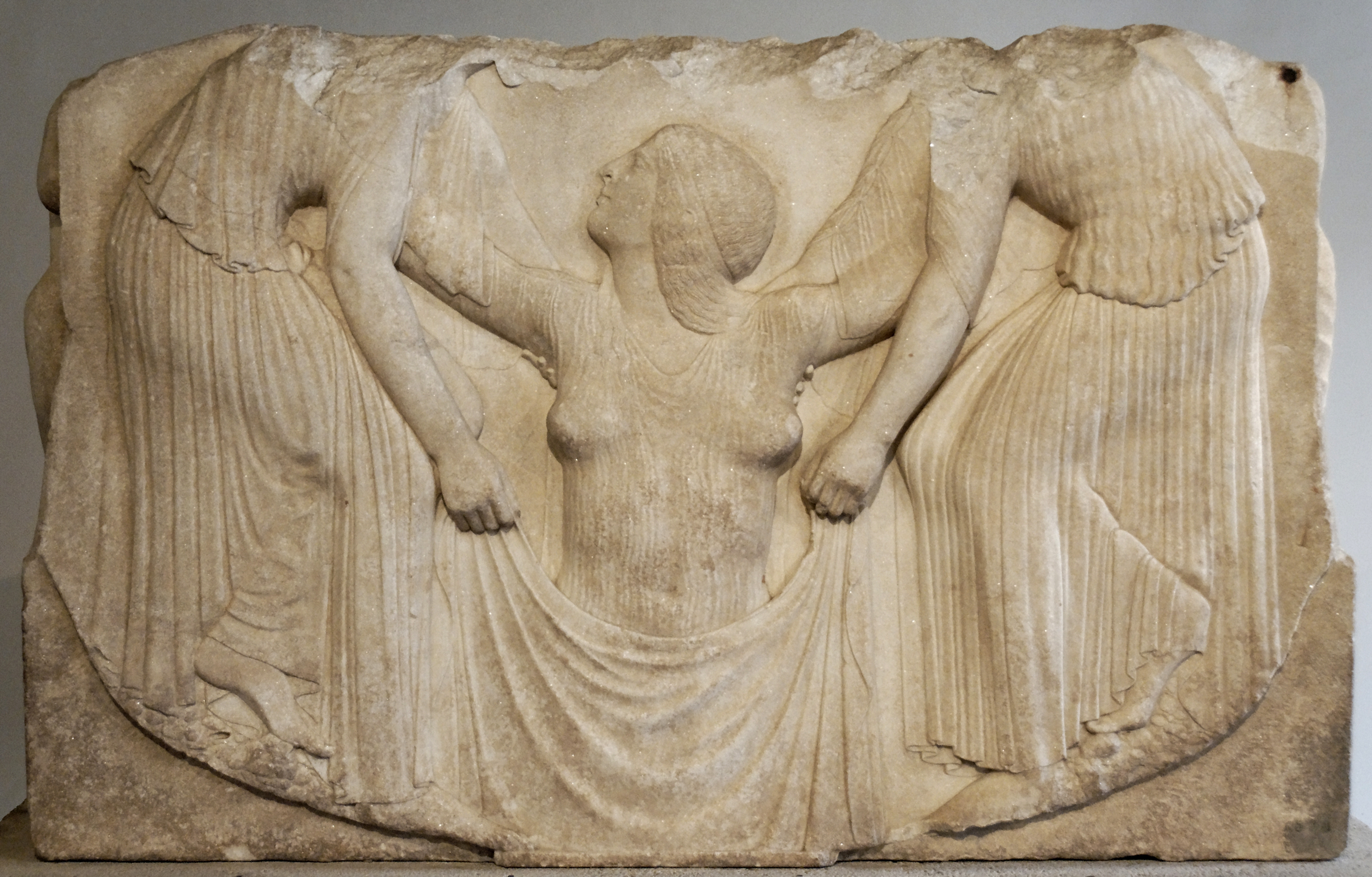
Рождение Афродиты

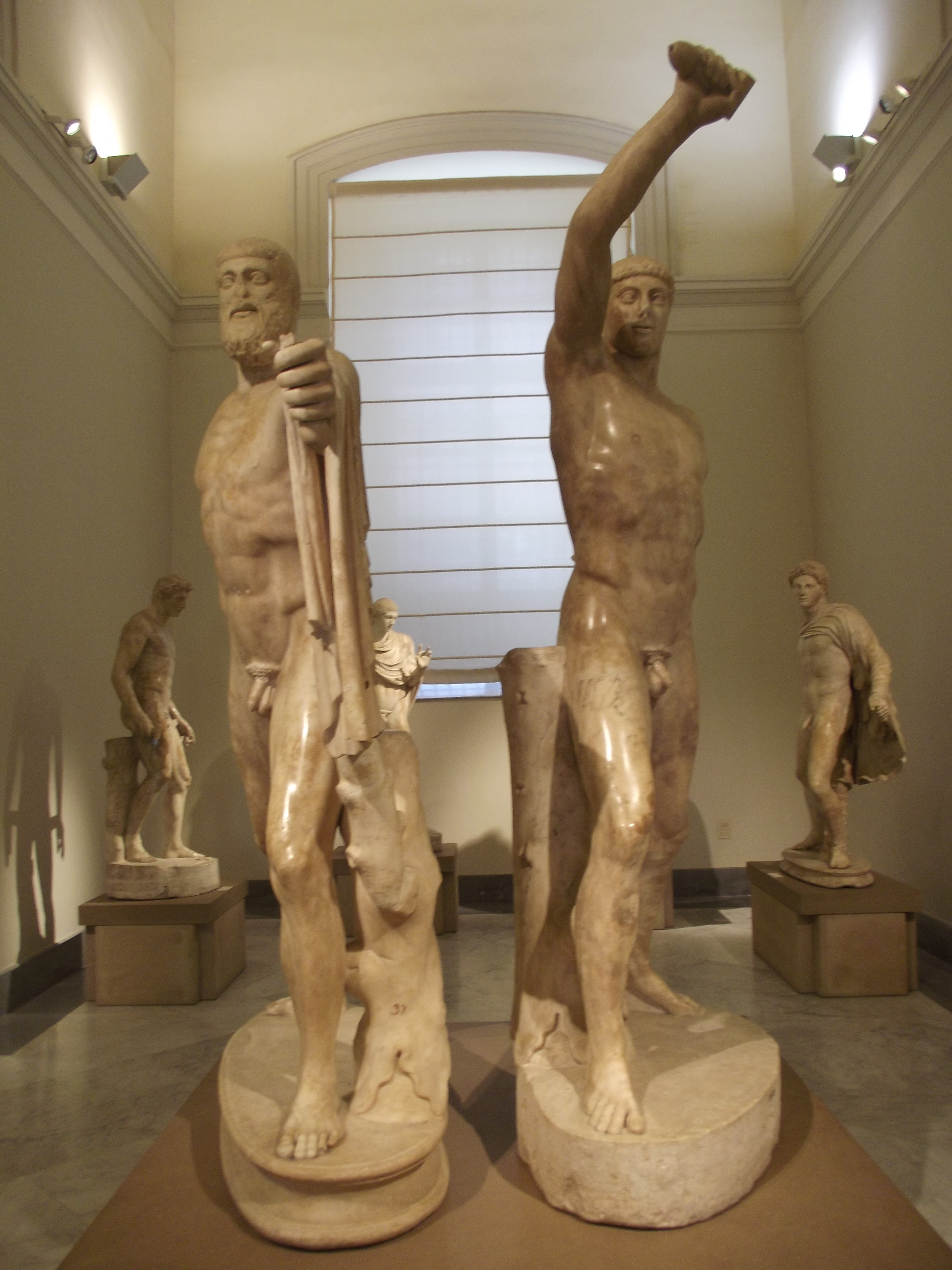
Гармодий и Аристогитон. Римская копия

Прекрасен рельеф «Трона Людовизи» — алтаря богини Афродиты ок. 460 года (Рим, Национальный музей), изображающий рождение Афродиты из морской пены. Идеально сочетание движения поднимающейся Афродиты, ниспадающих складок одежд и склонившихся к богине нимф. На боковых сторонах алтаря представлены различные образы служения богине: нагая играющая на флейте девушка-гетера и одетая в плащ сидящая хранительница домашнего очага.
Задача взаимосвязи двух фигур, объединённых единым сюжетом, была поставлена скульпторами Критием и Несиотом, ок. 477 года до н. э. создавшими для Афин новое изображение тираноубийц Гармодия и Аристогитона (старая группа времён архаики была увезена разгромившими Акрополь персами). Фигуры героев полиса образуют цельную композицию благодаря общему движению.

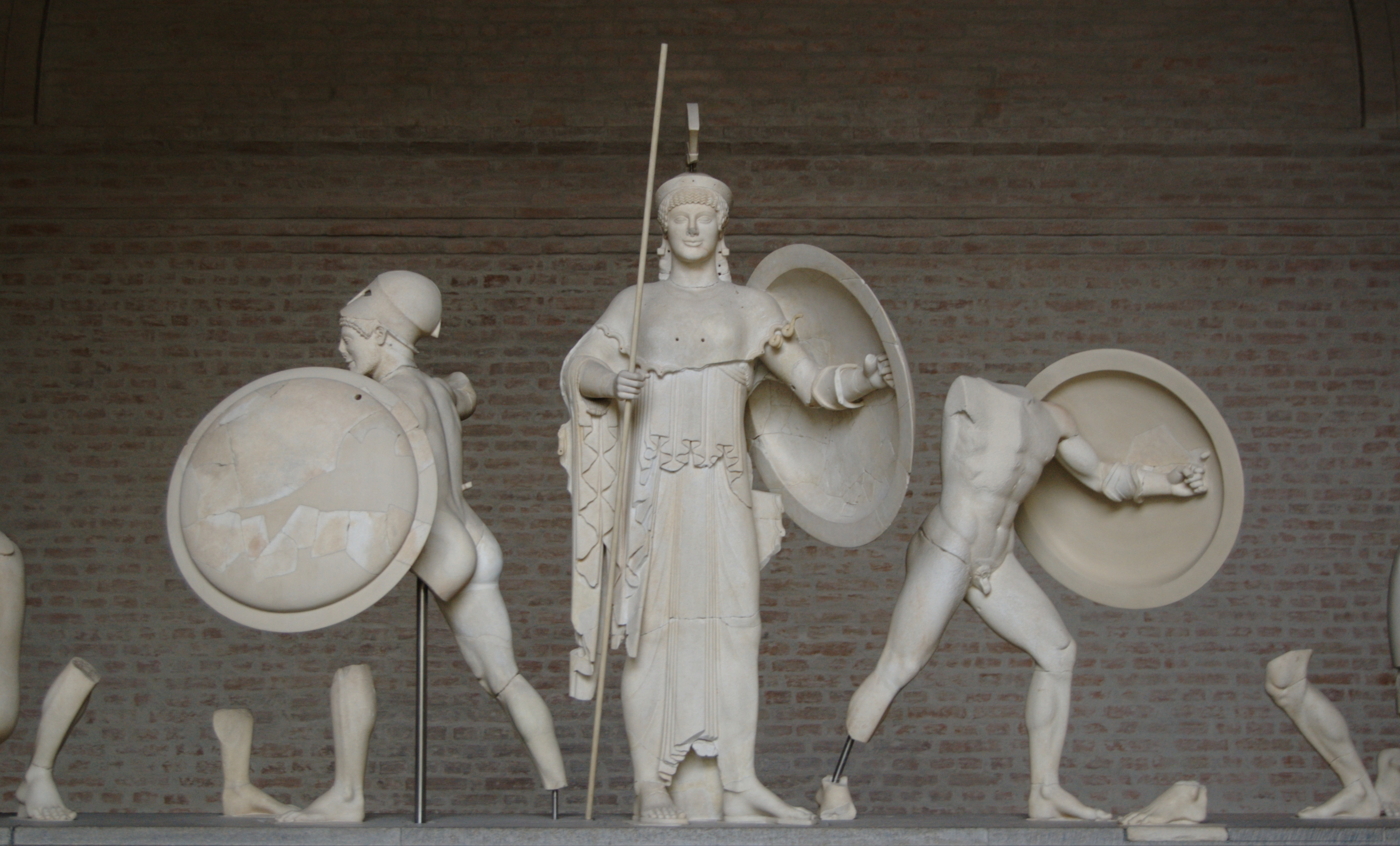
Западный фронтон храма Афины. Фигура Афины

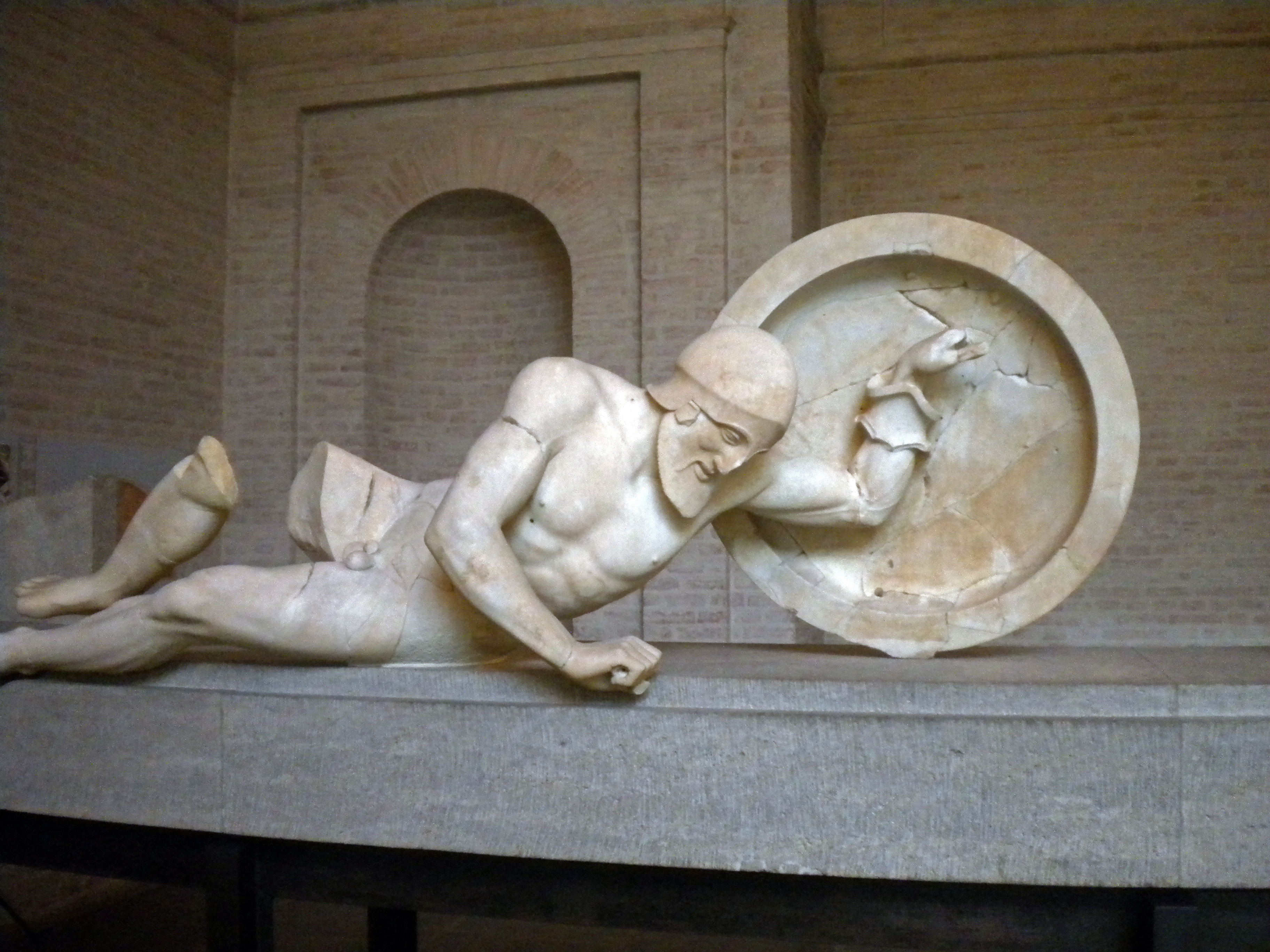
Восточный фронтон храма Афины. Умирающий воин

Одним из раннеклассических примеров взаимодействия скульптуры с архитектурой являются фронтоны храма Афины Афайи на о. Эгина 500—480 годов (Мюнхен, Глиптотека), изображающие войну греков с троянцами. Старой, ещё архаичной чертой композиции западного фронтона является стоящая по центру фронтальная фигура Афины. Вместе с тем в фигурах воинов, в особенности в изображениях павших и умирающих, лежащих в узких углах фронтона, много нового. Особенно отличается одна из фигур восточного фронтона, передающая постепенное угасание жизненных сил павшего. Характерно исчезновение архаической улыбки, присутствующей ещё на первом фронтоне.
Качественно меняются и композиции рельефов метоп, что можно увидеть на примере храма «Е» в Селинунте 470—460 годов до н. э. (Палермо, Национальный музей). Освоив естественные движения фигур, скульптор теперь может строить любые сюжетные композиции, тонко передавая состояния персонажей.

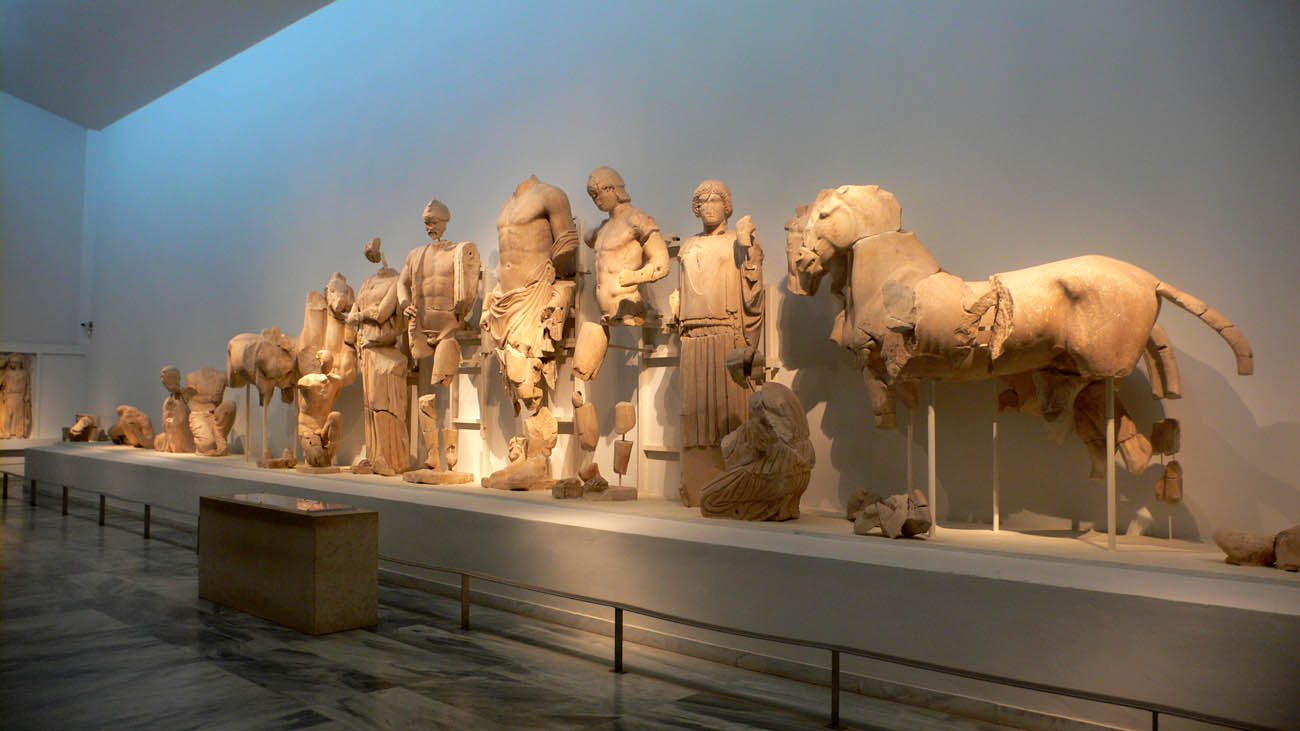
Восточный фронтон храма Зевса в Олимпии

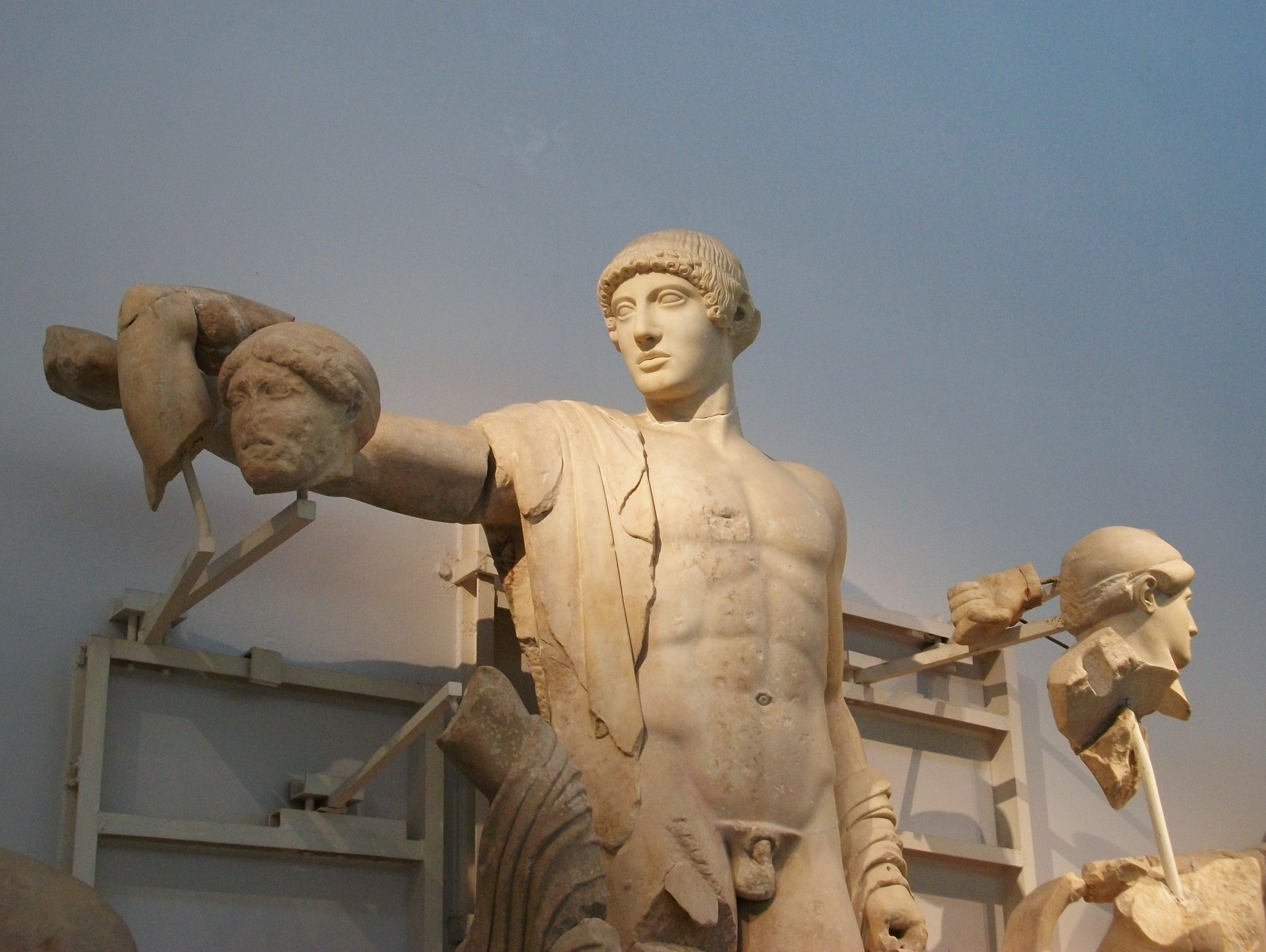
Западный фронтон храма Зевса в Олимпии. Средняя часть композиции. Аполлон

Другим примером фронтонных композиций этого времени является скульптура храма Зевса в Олимпии 468—456 годов (Олимпия, музей). Композиция восточного фронтона, представляющая стоящих подле Зевса Пелопа и Эномая непосредственно перед их состязанием на колесницах, даёт один из первых в истории искусства примеров внешне неподвижного изображения, наполненного внутренним напряжением, потенциальным движением, готовым начаться действием. Восточному фронтону противопоставляется западный, где изображено сражение лапифов с кентаврами. В центре представлен Аполлон, властно простёрший свою руку. Господство его спокойной фигуры, контраст между разнузданными движениями опьяневших кентавров и целеустремленными действиями людей-лапифов показывают конечную победу разума и гармонии над хаосом. Метопы храма посвящены подвигам Геракла. Композиции построены так, что энергичные, подчас порывистые движения фигур не разрушают границ изображения. Они соответствуют геометрическим членениям квадратов метоп. Такова сцена укрощения критского быка, где перекрещиваются диагональные движения быка и Геракла. Более активное движение меньшей по массе фигуры героя уравновешивает более тяжёлую, но медленную и грузную фигуру быка.
Одним из важных памятников, знаменующих собой переход к высокой классике, считается бронзовая статуя Посейдона, найденная в море у мыса Артемисион, ок. 450 года до н. э. (Афины, Национальный музей). Бог моря представлен в шаге, занесшим руку, некогда державшую трезубец. Здесь, как представляется, впервые была решена задача сочетания грозного, энергичного движения и монументальной устойчивости фигуры.

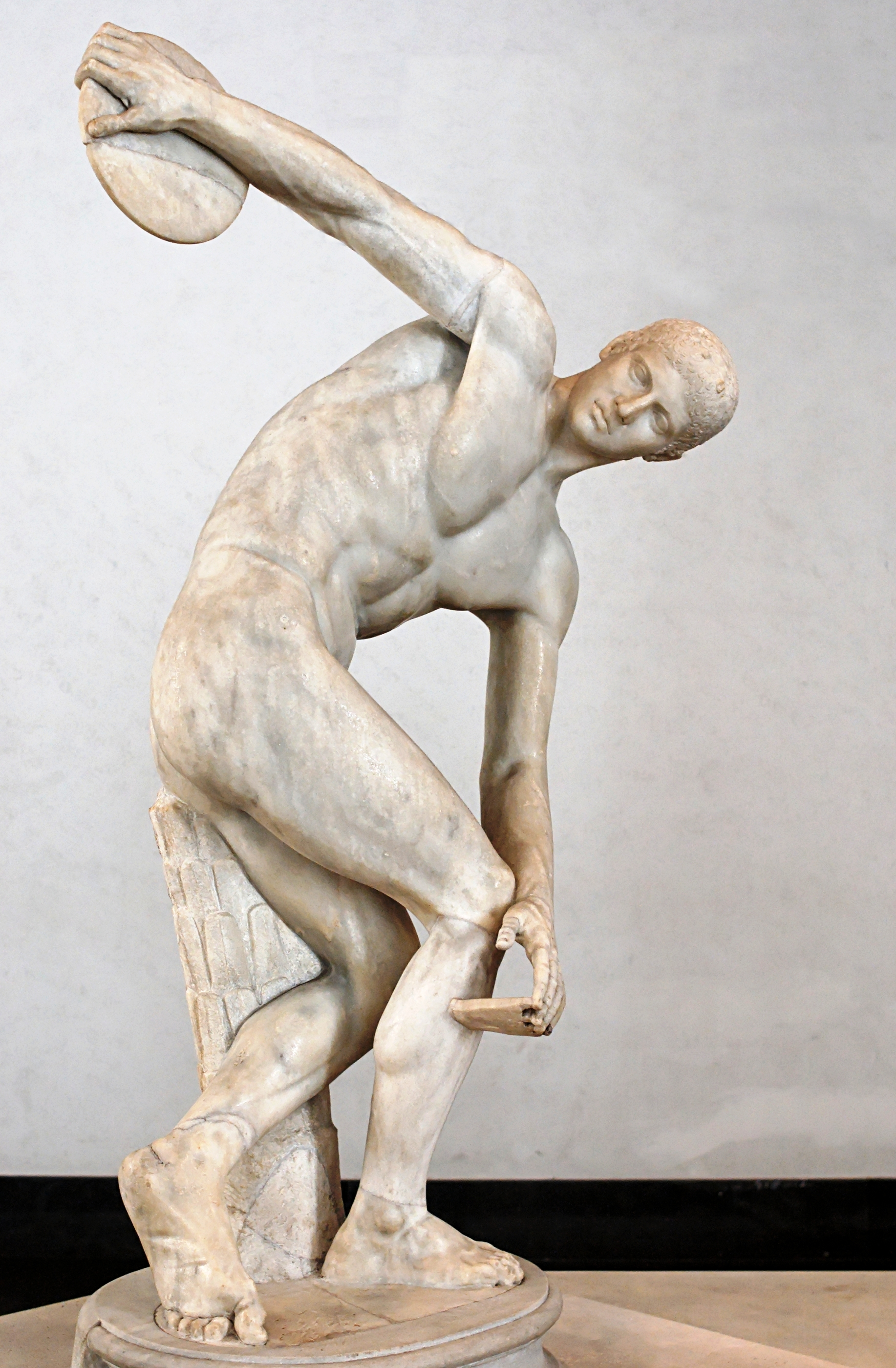
Мраморная копия «Дискобола»

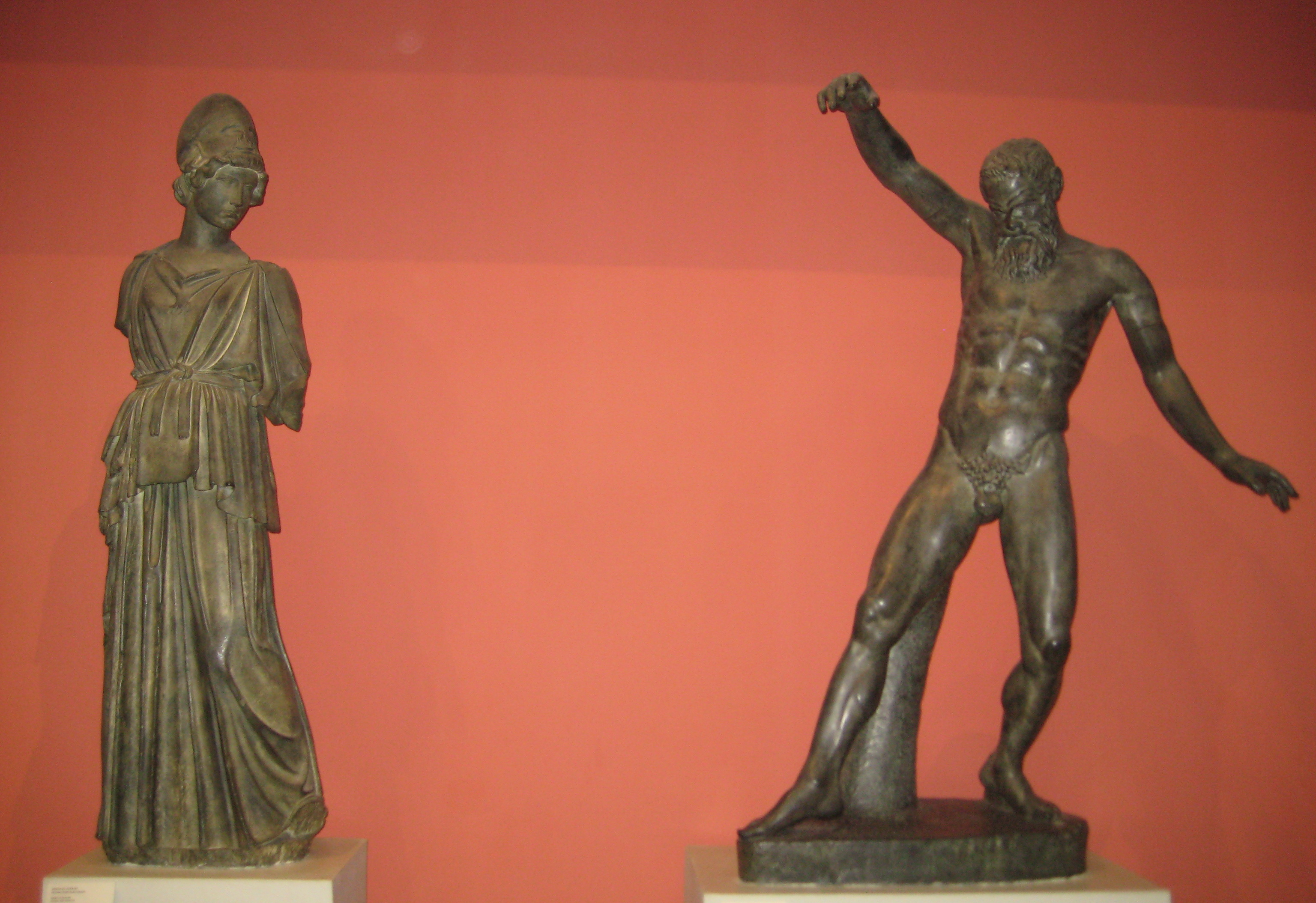
Афина и Марсий. Реконструкция

В 460—450 годы в Аттике работал скульптор Мирон из Элевфер. Его прославленные при жизни работы известны по мраморным копиям (оригиналы были бронзовые) или не сохранились вообще. К последним относятся статуи победителя в беге Лада и превращенной в телку Ио. В копиях до нашего времени дошла статуя «Дискобол» (мраморные копии в Национальном музее Рима, Британском музее, бронзовая статуэтка эллинистического времени в мюнхенской Глиптотеке и др.) и группа, изображающая Афину и Марсия (мраморная копия во Франкфурте-на-Майне, Либигхаус). В фигуре дискобола происходит принципиальный отказ от типа прямостоящего куроса, хотя ещё сохраняется преобладание фронтальной точки зрения. Скульптор изображает мгновение, когда юноша, согнувшись, замер и готов вновь распрямиться, метнув диск. Группа «Афина и Марсий» представляет миф о флейте, проклятой Афиной потому, что при игре на ней раздувались щеки и уродовалось лицо. Дерзнувший подобрать флейту Марсий в испуге отпрянул от разгневанной богини. Их лица представляют собой два противоположных, универсальных типа красоты и уродства, покоя и аффекта.

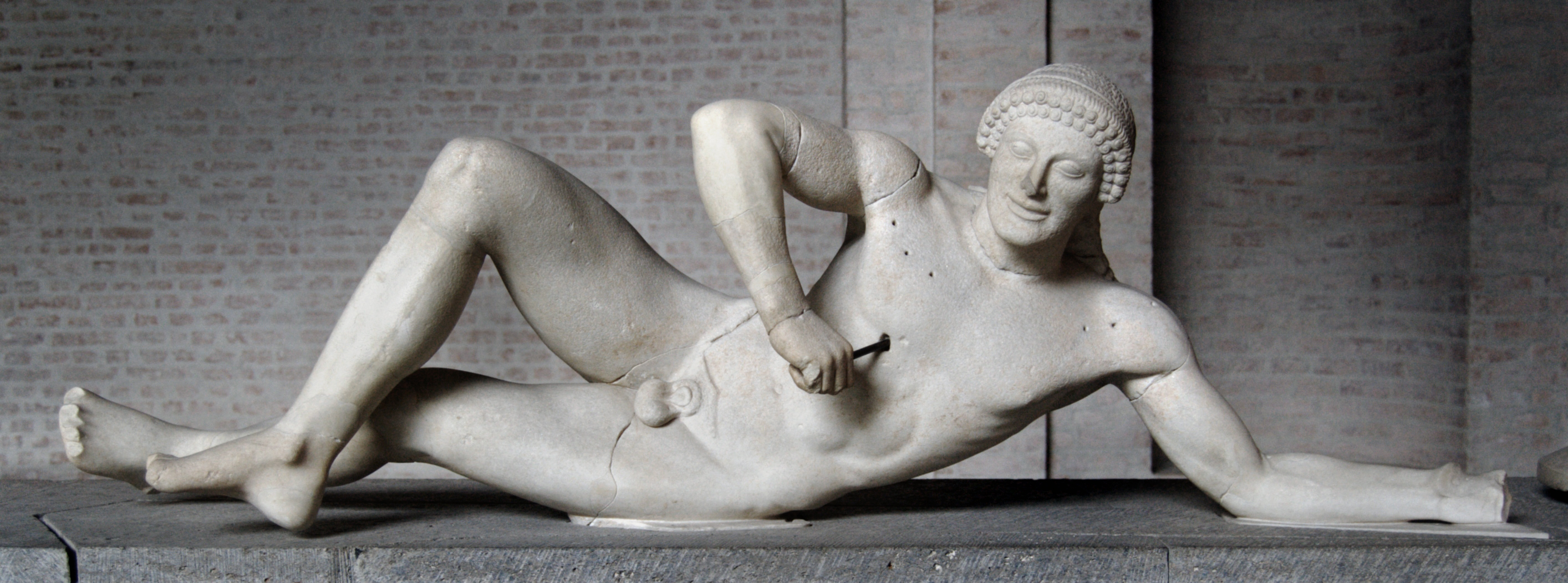
Западный фронтон храма Афины. Раненый воин.
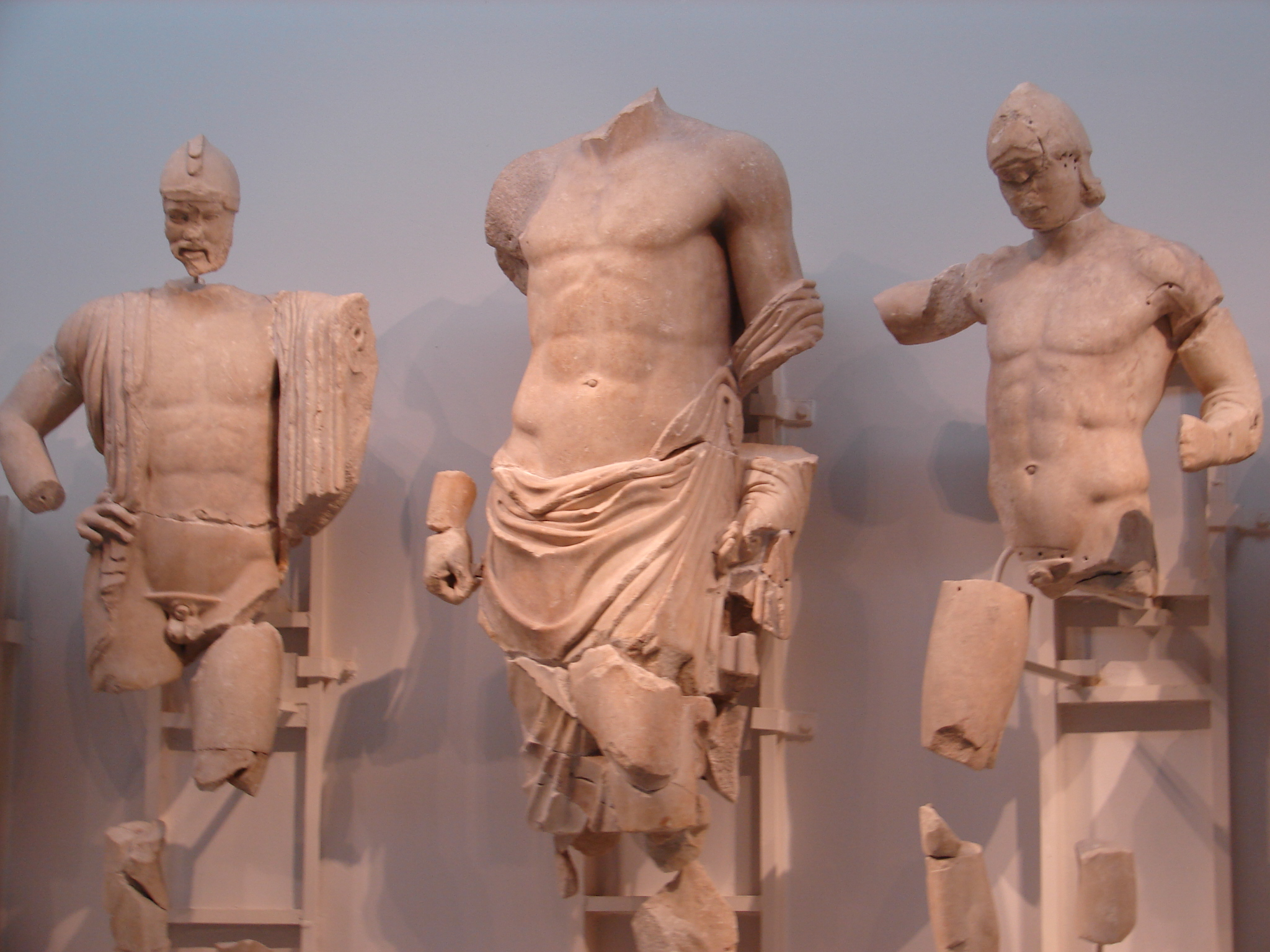
Восточный фронтон храма Зевса в Олимпии. Центральная часть композиции. Эномай, Зевс и Пелоп.
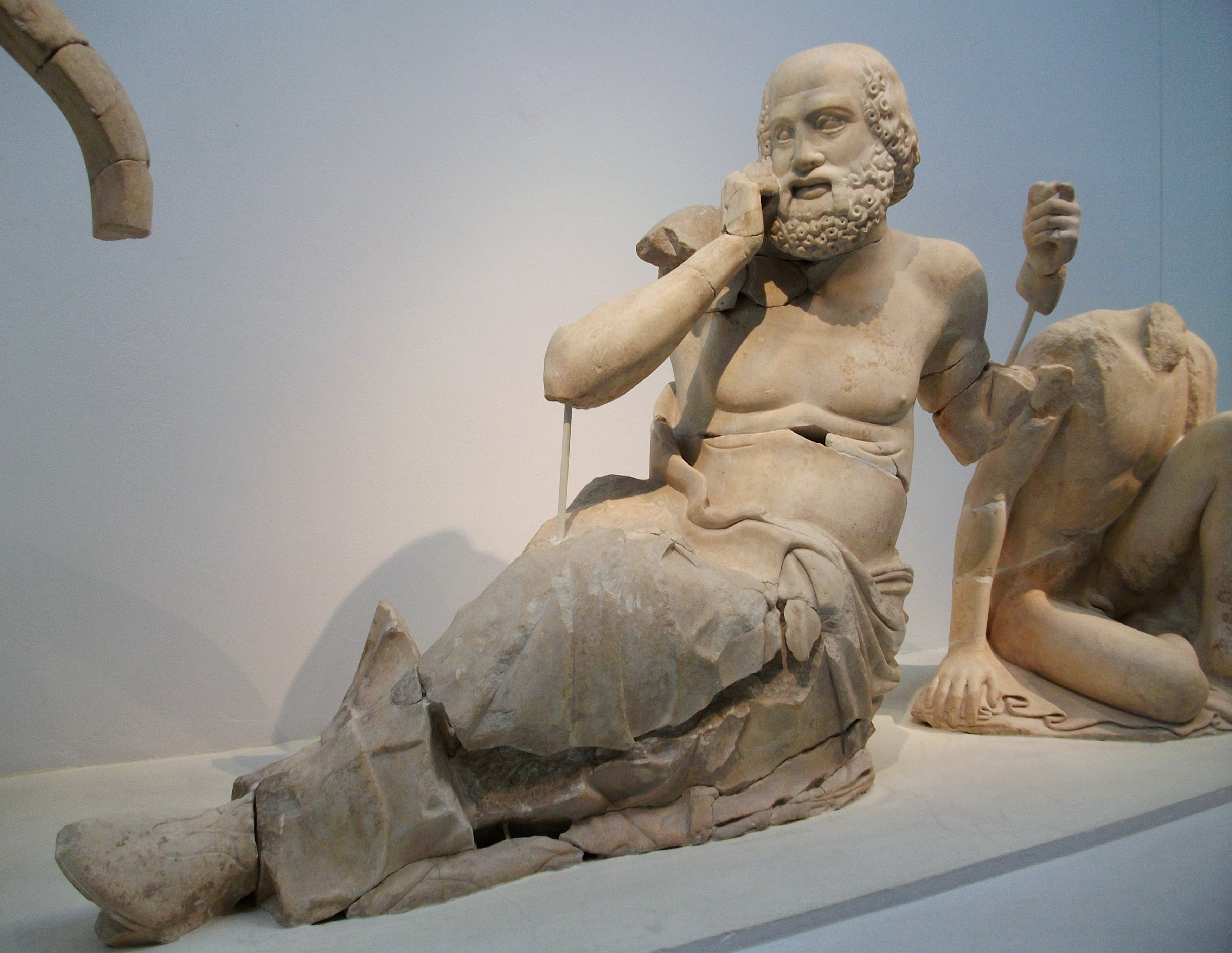
Угловая часть восточного фронтона.
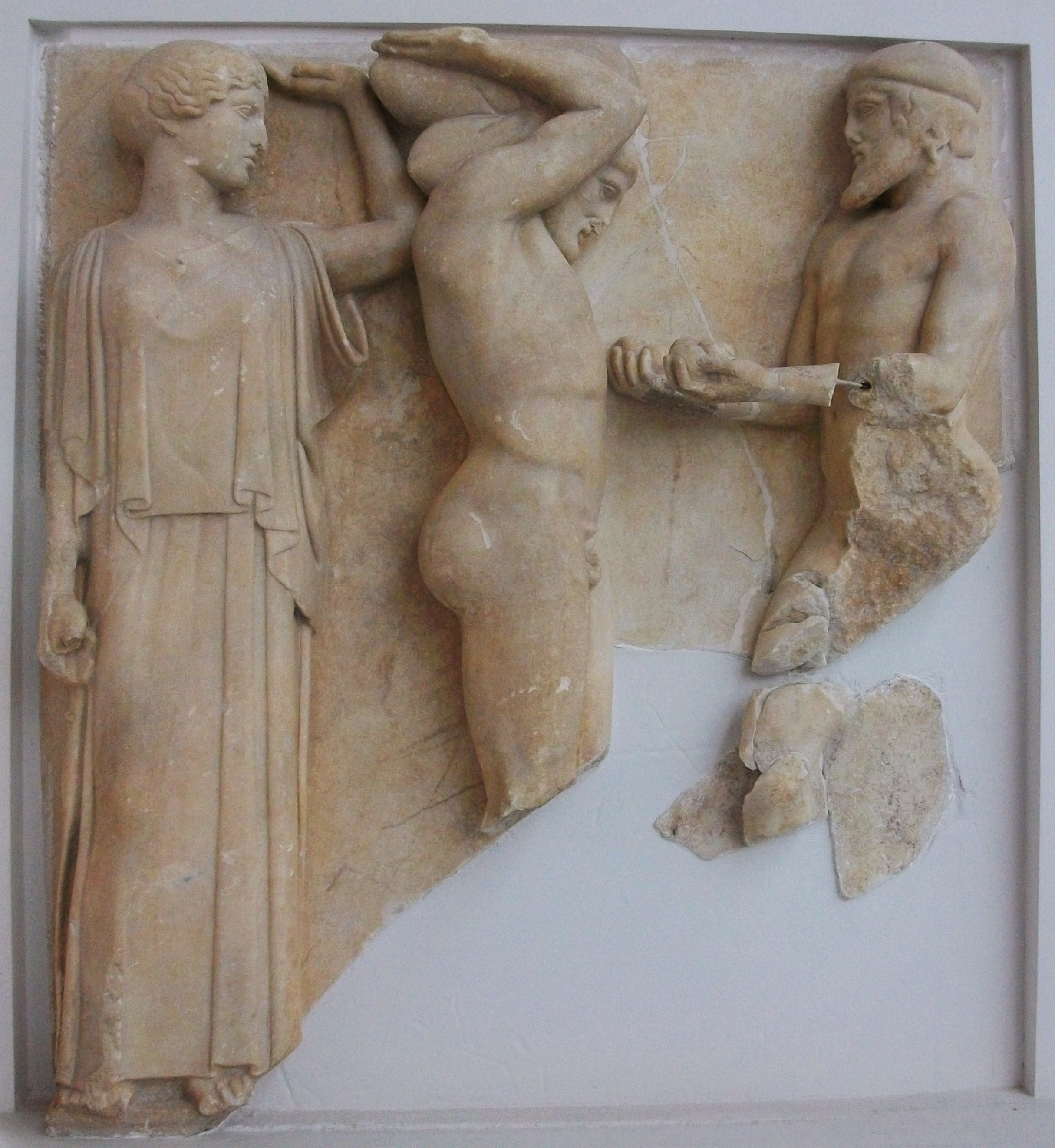
Метопы храма Зевса в Олимпии. Яблоки из сада Гесперид.
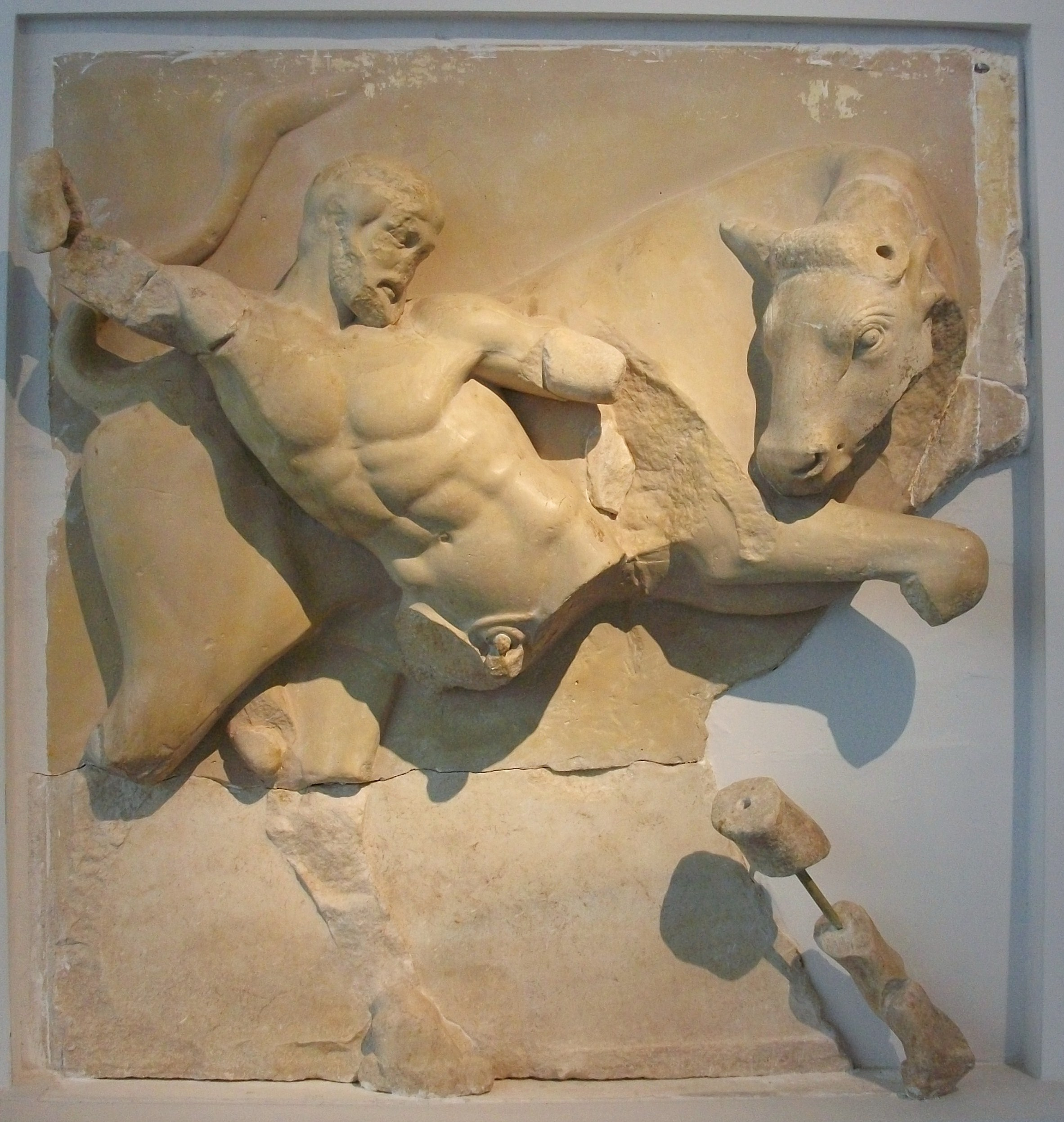
Метопы храма Зевса в Олимпии. Геракл и критский бык.
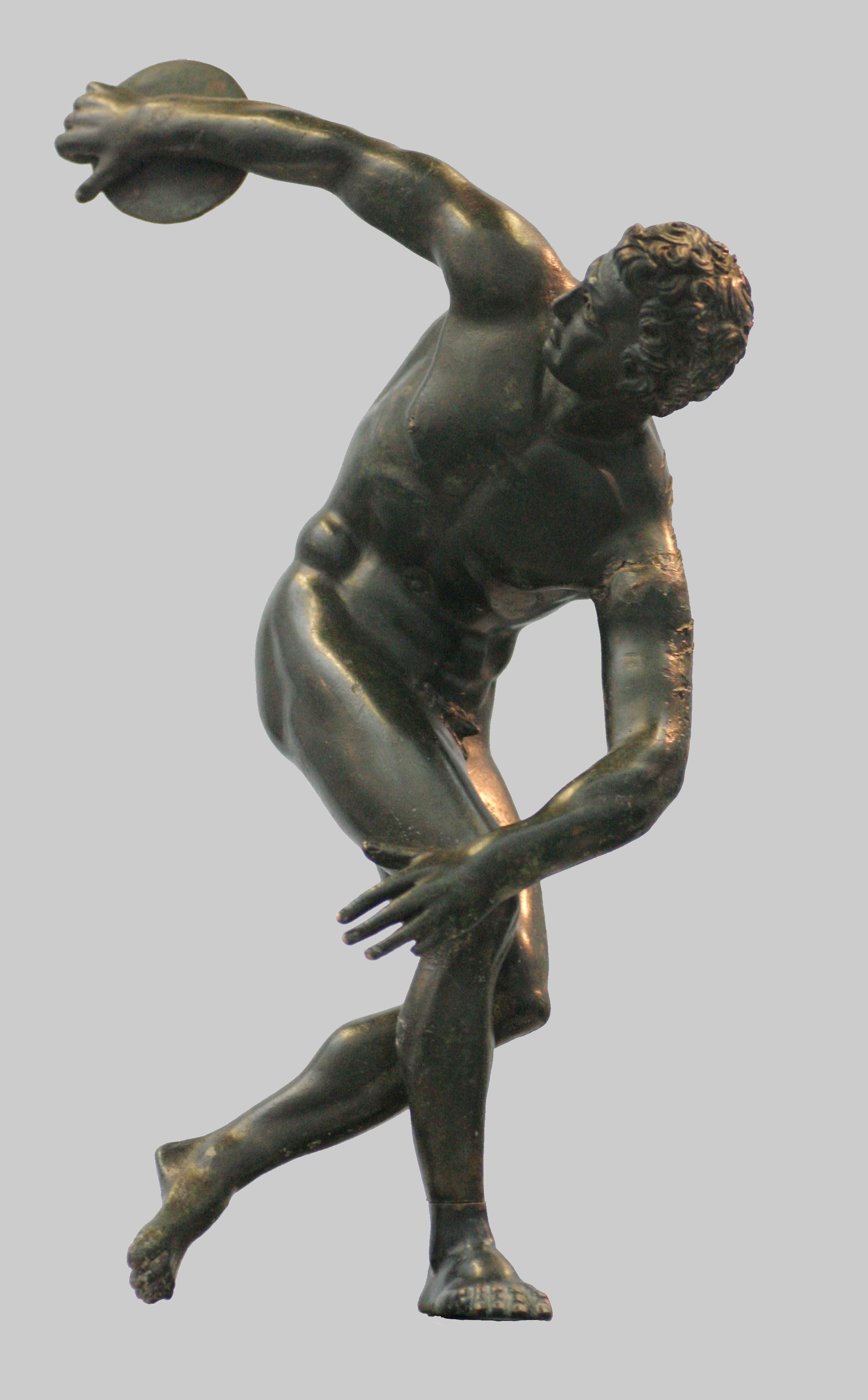
С оригинала Мирона. Бронзовая статуэтка «Дискобол». Мюнхен, Глиптотека.

## Высокая классика
Творчество Мирона можно отнести к одному из двух направлений, сложившихся в искусстве классики. Одно из них, представленное мастерами Ионии и Аттики, стремилось выявить красоту движения, в то время как второе, развивавшееся на Пелопоннесе аргосско-сикионской школой, создавало образы гармонии, основанной на внешней неподвижности тела, наполненного внутренним дыханием жизни, скрытым движением. В какой-то степени соединить обе тенденции сумел великий Фидий.
Современником Фидия, мастером второго направления был Поликлет. Его творчество приходится на 460—420 годы до н. э. С его именем связывается т. н. «Канон Поликлета» — система пропорциональных отношений, определяющая красоту человеческого тела. Всё творчество мастера было направлено на выражение порядка, строя и меры, заложенных в мироздании и в самом человеке. Поликлет создавал образ героически прекрасного человека, что, собственно, было центральной темой всего греческого искусства, едва ли не единственным предметом изображения которого был человек или же антропоморфное божество. По имеющимся письменным свидетельствам в качестве масштабной единицы скульптор использовал фалангу большого пальца, удвоенная длина которой равнялась самому большому пальцу, а он в свою очередь два раза укладывался в длине кисти руки. Впрочем, Поликлету не было свойственно жёсткое, механическое следование данной схеме. Скорее он имел в виду канон как общий принцип расшифровки структуры человеческого тела.

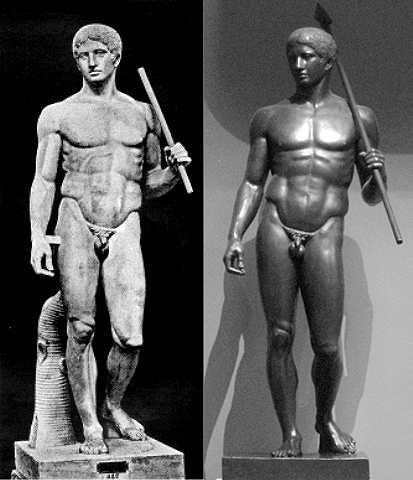
Дорифор. Копия и реконструкция

Самой знаменитой работой Поликлета был бронзовый «Дорифор» (копьеносец) ок. 440 года, дошедший до нас только в сухих мраморных копиях (Неаполь, Национальный музей). Представление о подлинной пластике мастера даёт бронзовая статуэтка юноши 3-й четверти V века до н. э. (Лувр). Спокойно стоящая фигура Дорифора полна внутренней, не выраженной во внешнем действии энергии, жизненной силы. В ней есть то же противоборство несущих и несомых частей конструкции, как и в ордерной системе греческой архитектуры. Гармония создаётся уравновешенностью всех форм, лишённых при этом строгой фронтальности. Преодолеть неподвижность помогает хиазм, или, иначе, контрапост. Опора тела перенесена на одну из ног, бедро которой оказывается выше другого, линия плеч, напротив, наклонена в противоположную сторону. Этот приём постановки фигуры, неизвестный в период архаики, получает теперь широчайшее распространение.

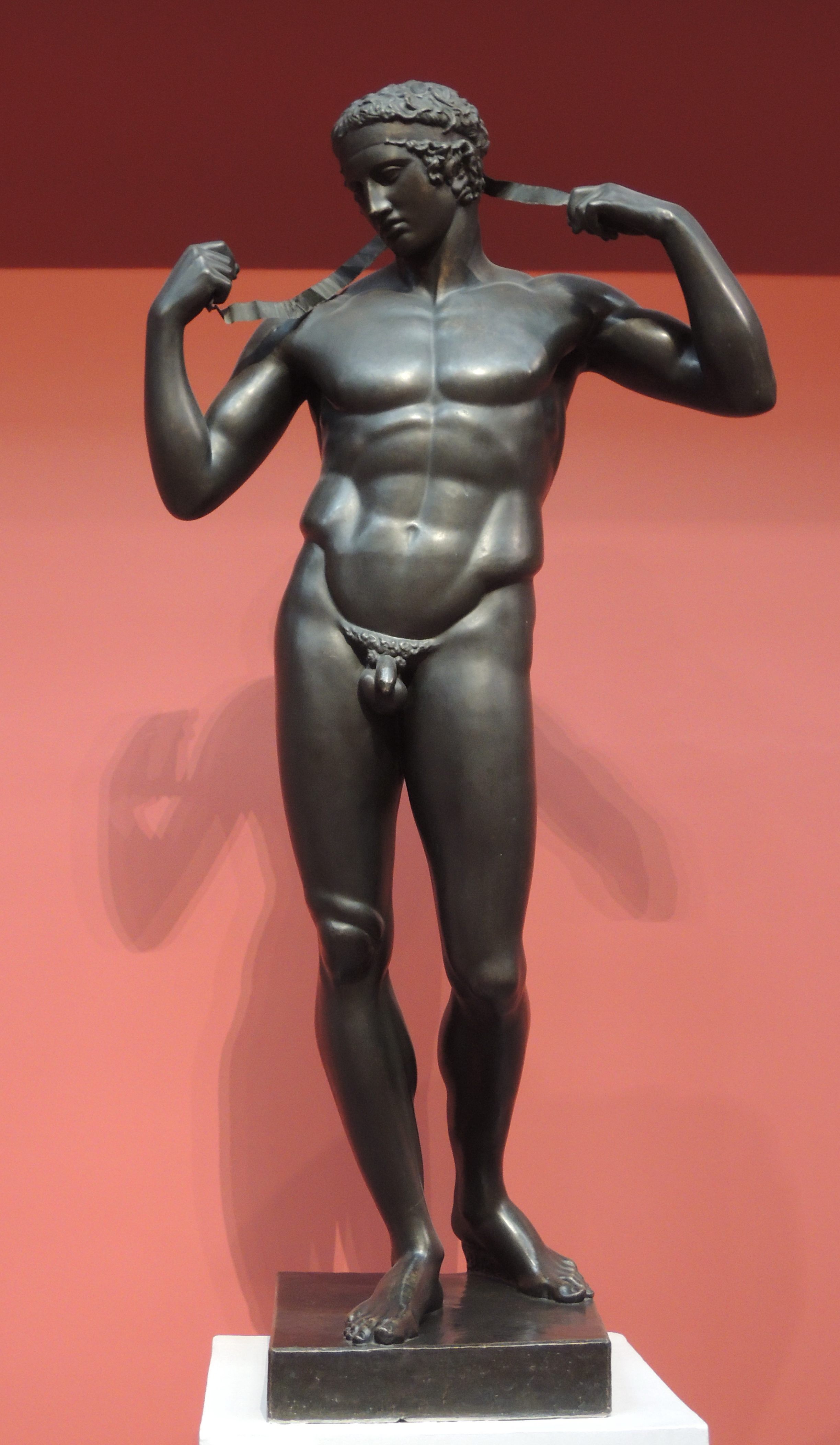
Диадумен. Реконструкция

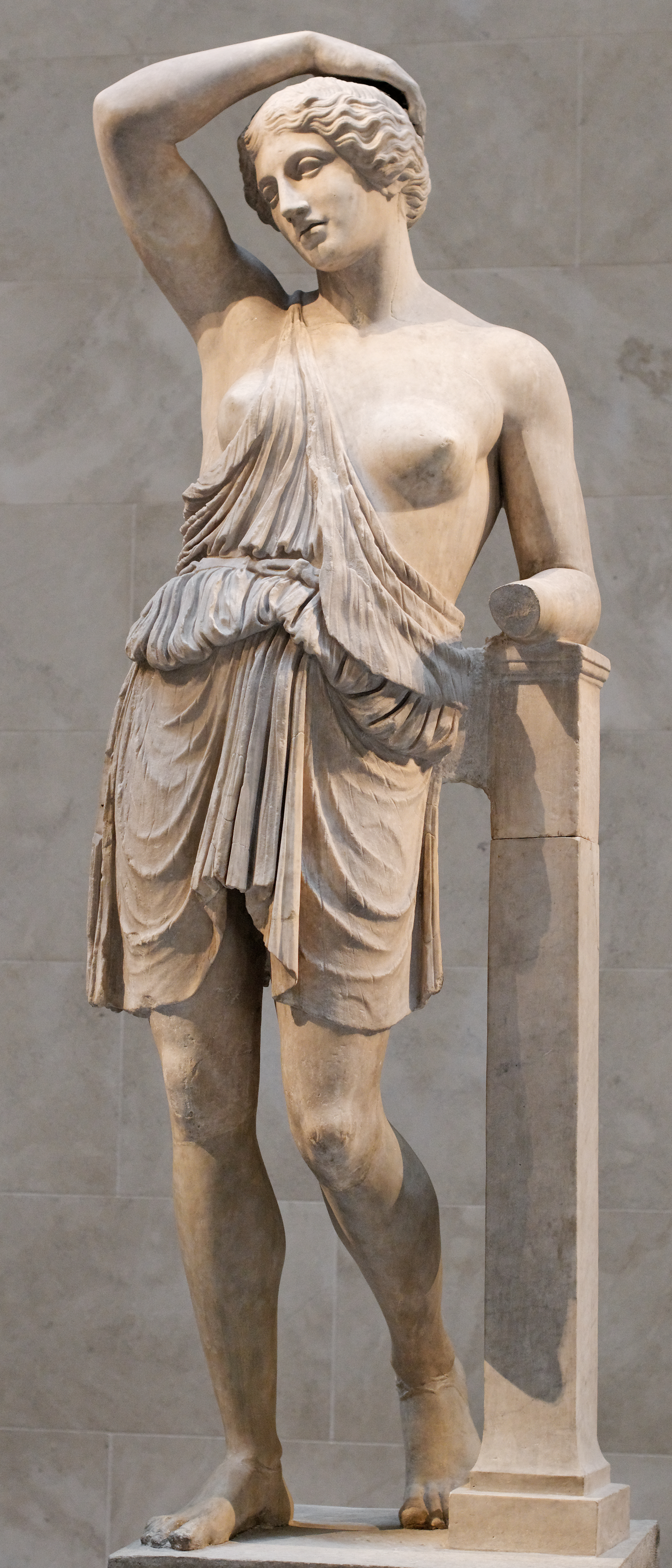
С оригинала Поликлета. Раненая амазонка

К более поздним работам Поликлета относится Диадумен ок. 430 года, также сохранившийся лишь в многочисленных копиях. Ему свойственны даже большие изящность силуэта и легкость пропорций, показывающие дальнейшее развитие творчества мастера. Особое состояние «героического минора», переданное благодаря вниманию к оттенкам пластической формы, присутствует в «Раненой амазонке» (мраморная копия в Метрополитен-музее, Нью-Йорк). В данном случае в композицию изначально был включён постамент, подчеркивающий ослабление сил, поддерживающих стоящую фигуру.
Между 460 и 420 годами (общепринятой датировки нет) скульптор Пеоний создал статую Ники, в которой изобразил богиню в тот момент, когда она, опускаясь, уже коснулась ногой постамента. Передача близкого к завершению движения представляет собой нечто среднее между направлениями, к которым относилось творчество Мирона и Поликлета.

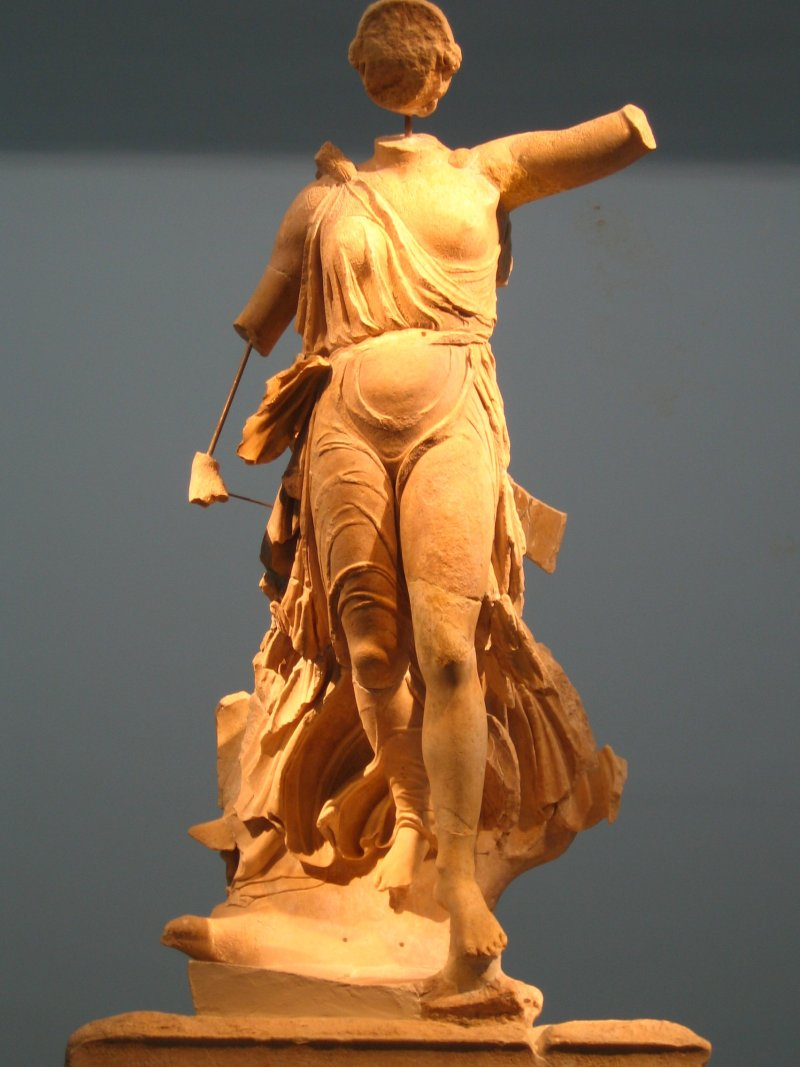
Пеоний. Ника. Олимпия, музей.

### Фидий и скульптура Афинского Акрополя

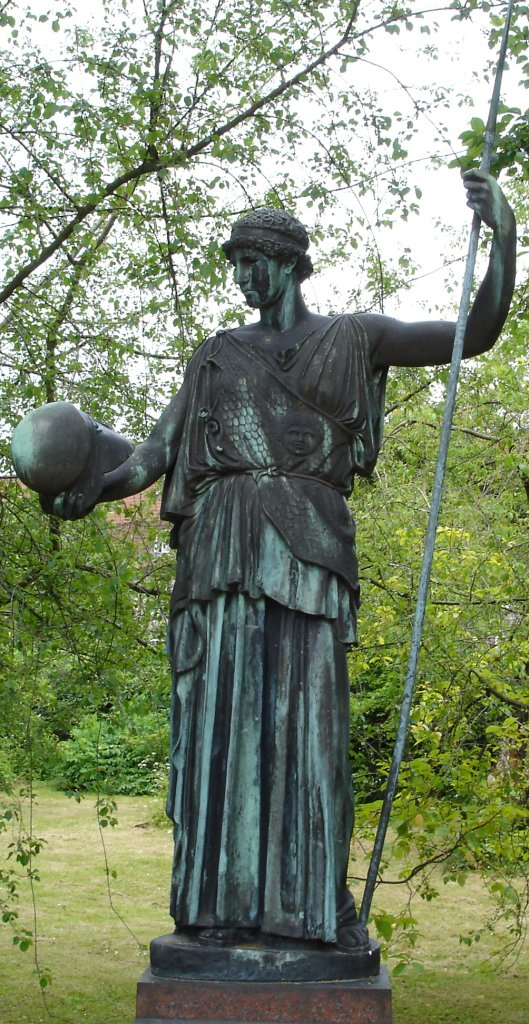
Афина Лемния. Реконструкция. Копенгаген.

Можно сказать, что оба описанных выше направления греческой скульптуры синтезировал в своём творчестве Фидий, друг Перикла. Его величайшие, прославленные творения также известны лишь по весьма приблизительным копиям римского времени. Однако Фидий руководил перестройкой сохранившегося до наших дней Афинского Акрополя. Вся входящая в его ансамбль скульптура так или иначе передаёт дух его искусства. Более того, исключительное совершенство отдельных изображений позволяет видеть в них работу самого мастера. До нашего времени дошли, пусть и сильно повреждённые, статуи и рельефы Парфенона, построенного в 447—438 годах до н. э. Скульптурное убранство храма продолжало создаваться до 431 года.
Пройдя пропилеи и вступив на территорию Акрополя, человек прежде всего встречал бронзовую статую Афины Промахос (воительницы), являвшей собой божественное покровительство Афинам. Богиня была изображена в шлеме с копьём и щитом. Высокий, видимый издалека из Пирея монумент был создан Фидием в 465—455 годах до н. э. Оригинал его утрачен. Ещё одной бронзовой статуей работы Фидия была Афина Лемния, изображавшая богиню задумчиво смотрящей на снятый шлем, который она держала в руке.
От статуи Афины Промахос взгляд вошедшего направлялся к расположенному справа Парфенону, обращённому ко входу на Акрополь западным фронтоном, который был виден и издалека. На западном фронтоне был изображён спор между Афиной и Посейдоном за обладание Аттикой, выигранный Афиной, создавшей маслину. В настоящее время судить о композиции в целом позволяют её старые зарисовки. Она были лишена симметричной застылости. Средняя ось фронтона оставалась свободной, по сторонам от неё в динамичных позах располагались фигуры Афины и Посейдона, от них движение распространялось к краям фронтона.
Метопы также были посвящены мифической истории Аттики: битве греков с амазонками, осадившими Афины, кентавромахии, взятию Илиона, то есть Трои. До нашего времени более-менее целыми дошли южные метопы со сценами кентавромахии. Каждая из них обладает законченной композицией, изображающей различные моменты борьбы, в которой побеждает то кентавр, то человек. Но, таким образом, все вместе метопы создают общую картину битвы. Над метопами работали разные, обладавшие различными почерками мастера.

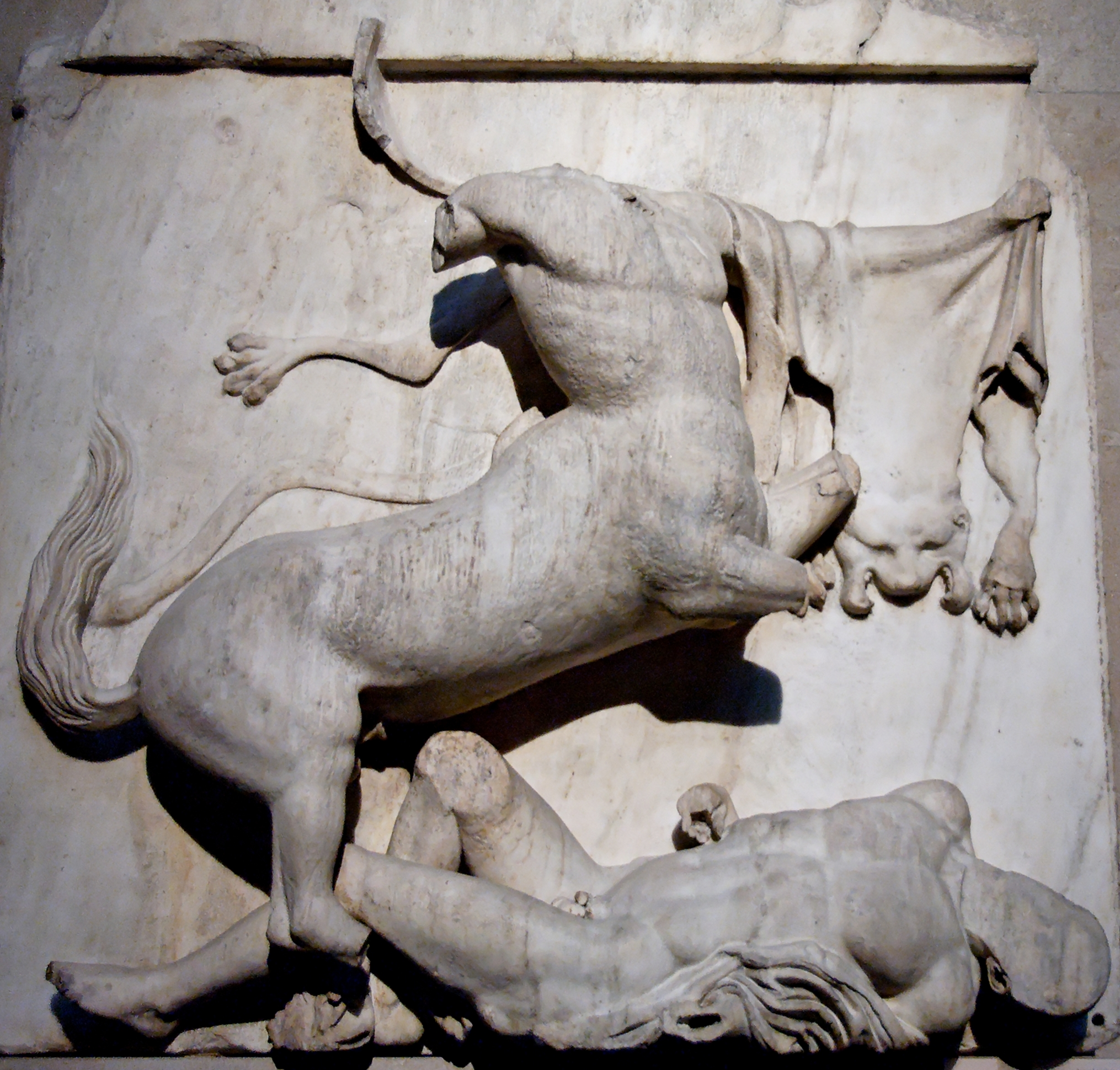
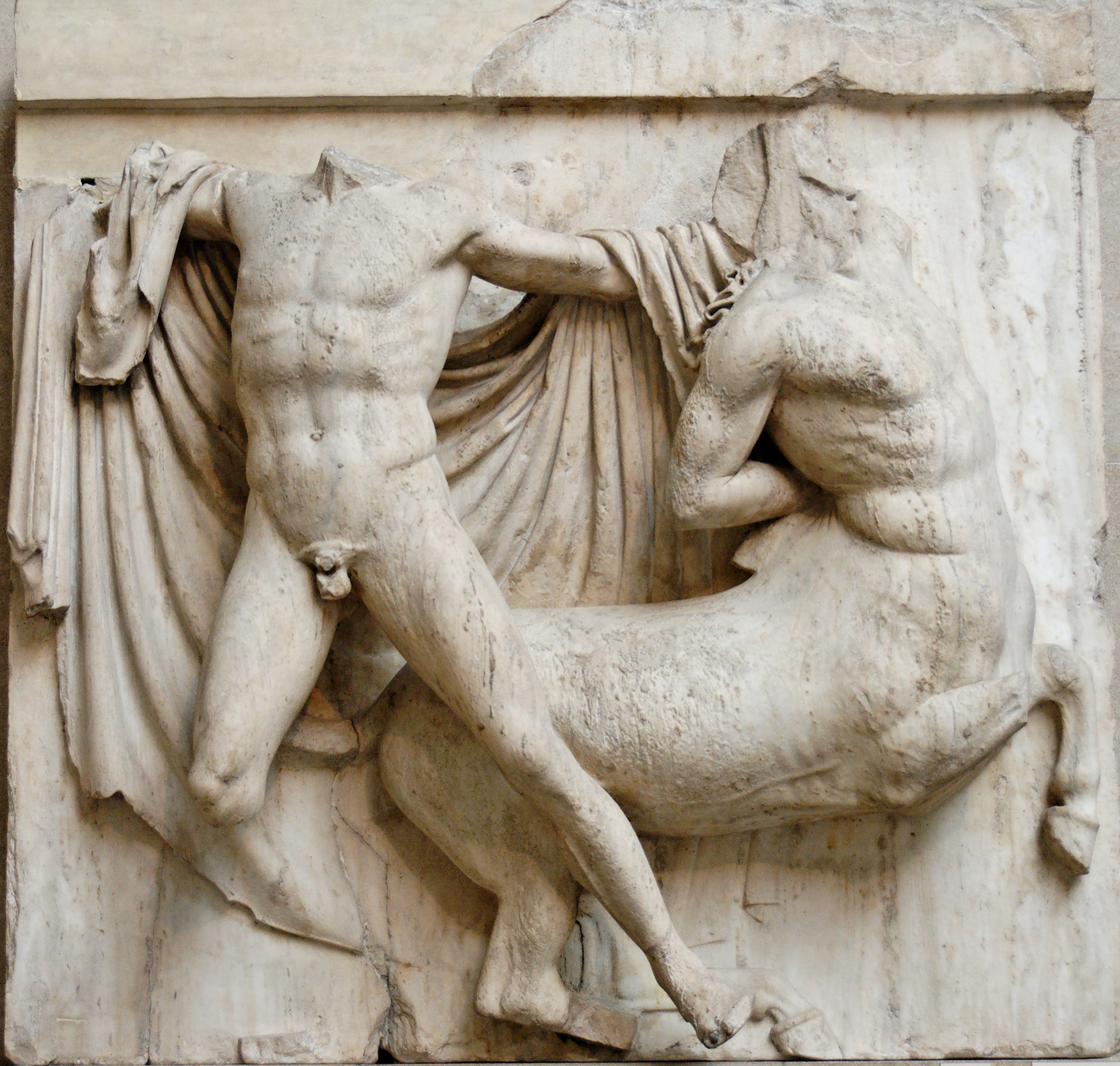
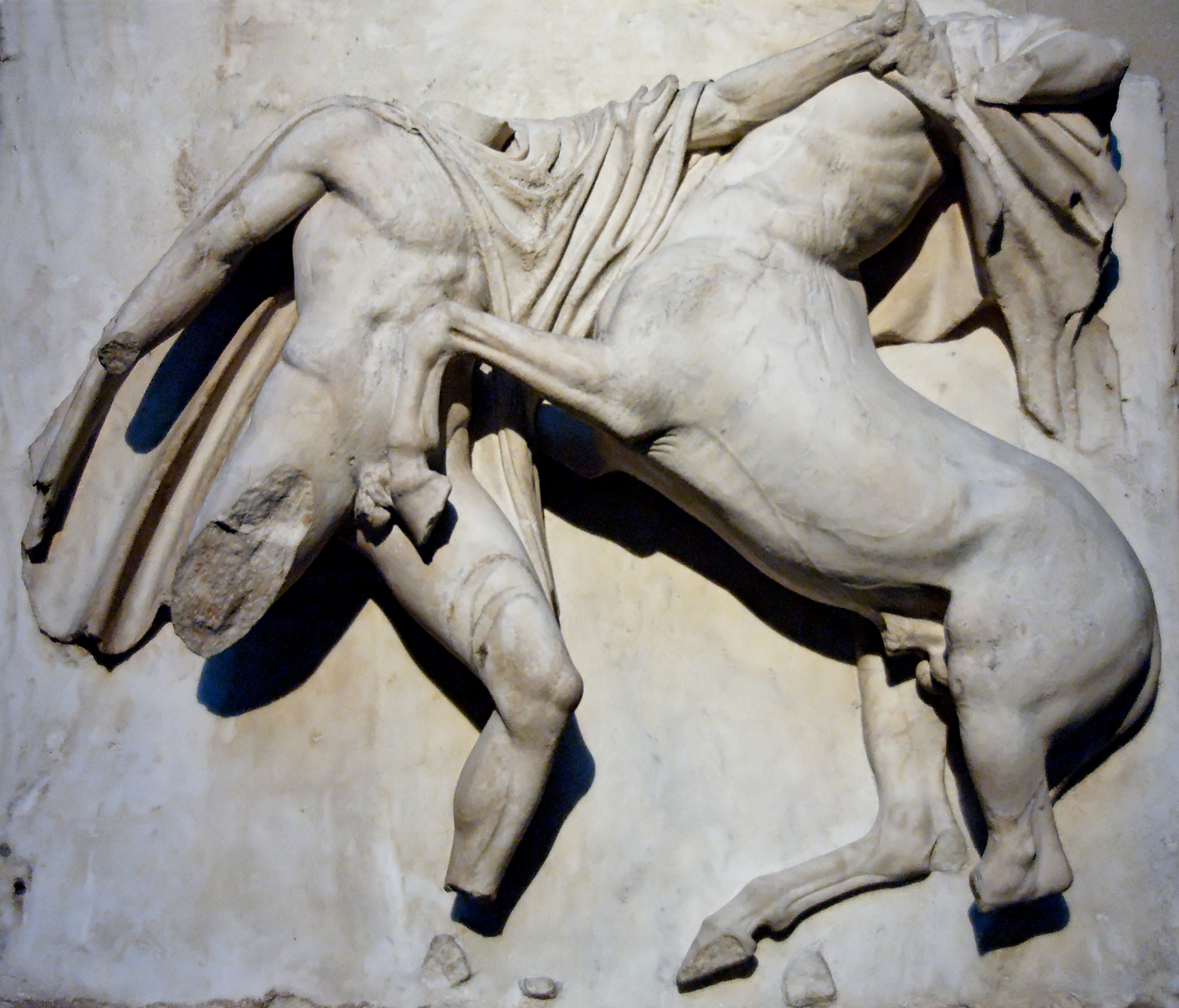
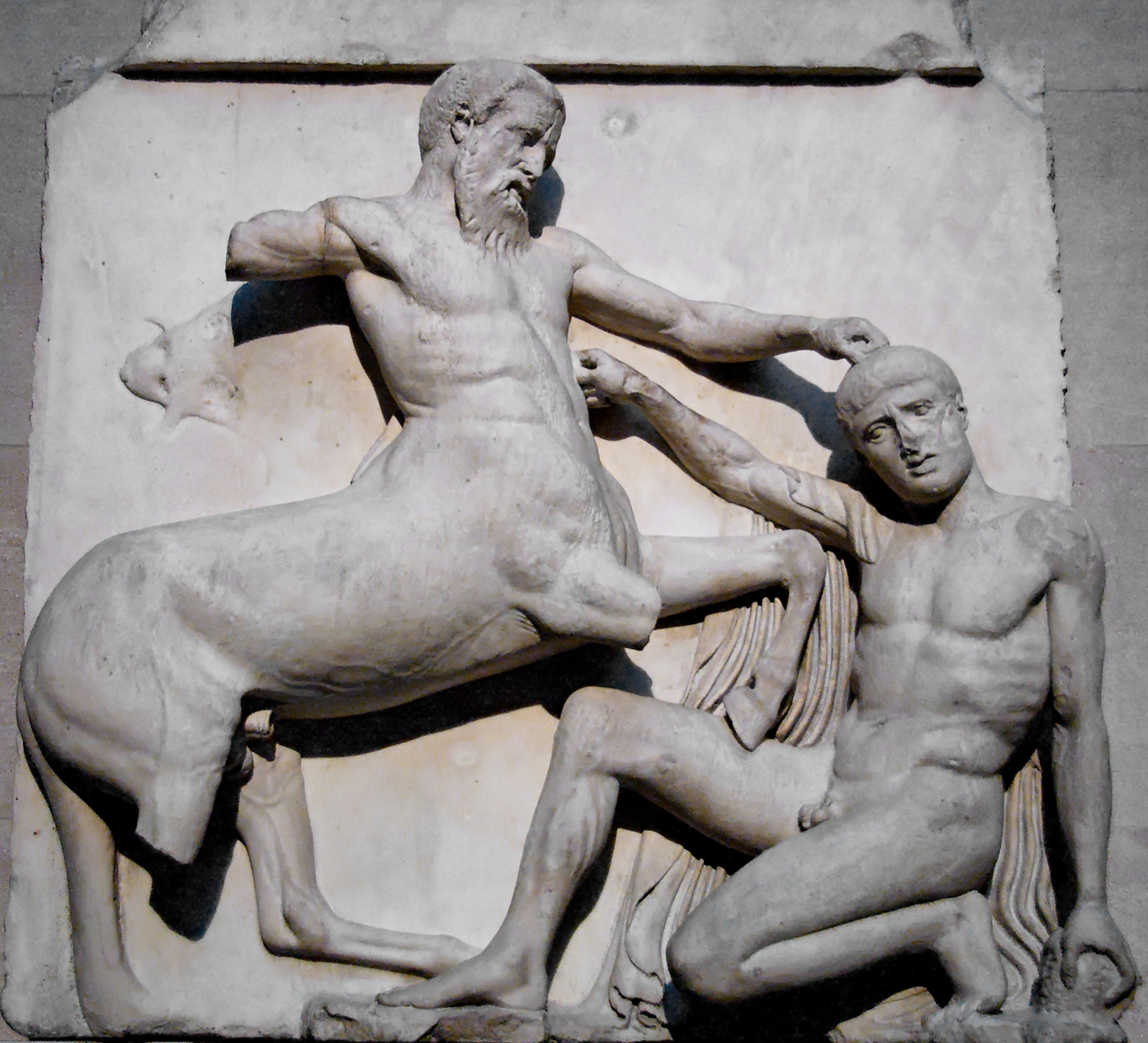
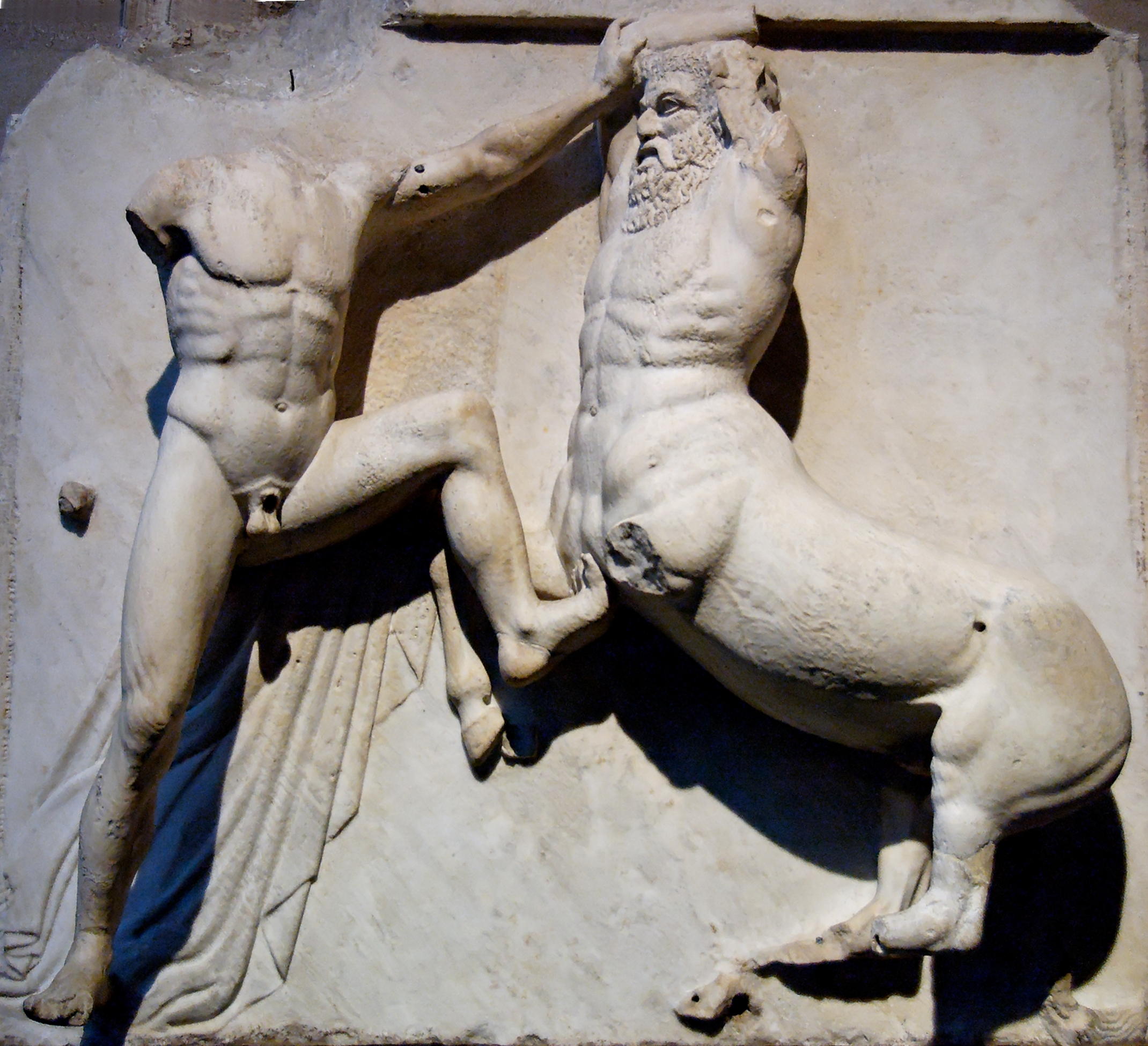
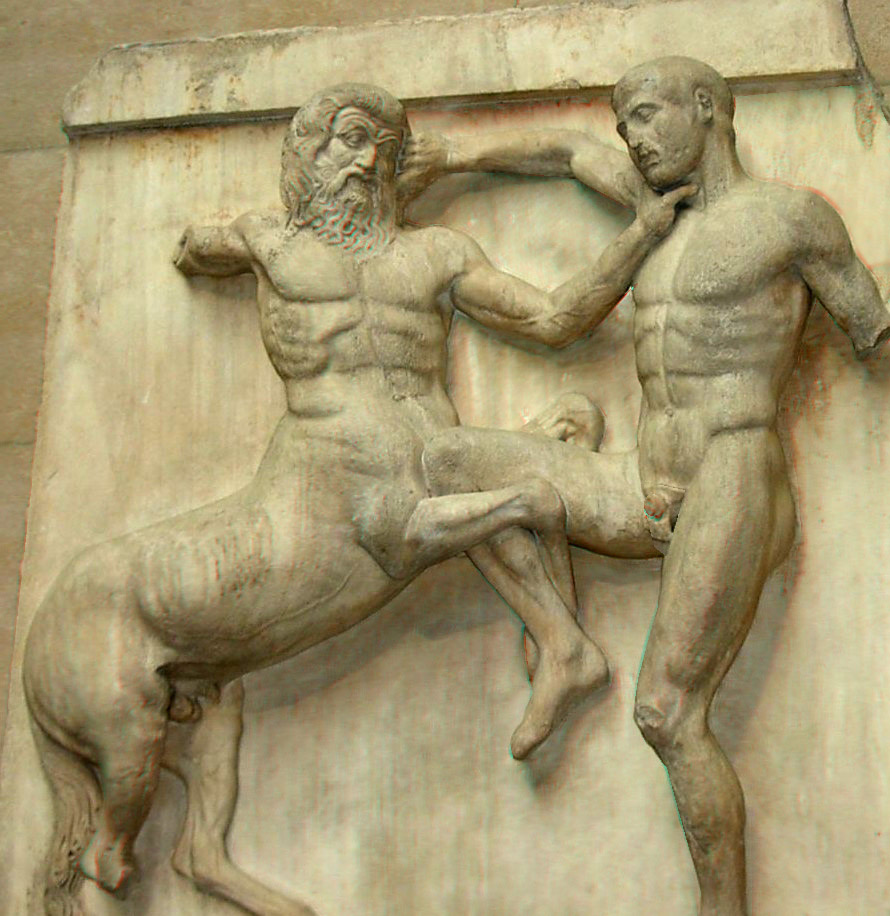

Сквозь колонны Парфенона был виден расположенный на стенах его целлы фриз-зофор, изображавший шествие больших Панафиней. Таким образом изображения граждан Афин сливались в единое целое с миром богов и героев. При этом то, что сплошной ионический фриз целлы зрительно членился колоннадой на отдельные отрезки, напротив, подчеркивало непрерывность движения процессии. Для фриза Парфенона характерно пульсирующее, то ускоряющееся, то замедляющееся движение, начинающееся и заканчивающееся покоем. Так как в действительности праздничное шествие двигалось вдоль северного фасада храма, движение изображенной процессии разворачивалось с правого угла западного фасада и шло налево, продолжаясь на северном фасаде. Лишь крайние правые фигуры на западной стене целлы были развернуты вправо, указывая, что фриз идёт и по южному фасаду. С восточной стороны действие заканчивалось фигурами пирующих богов.

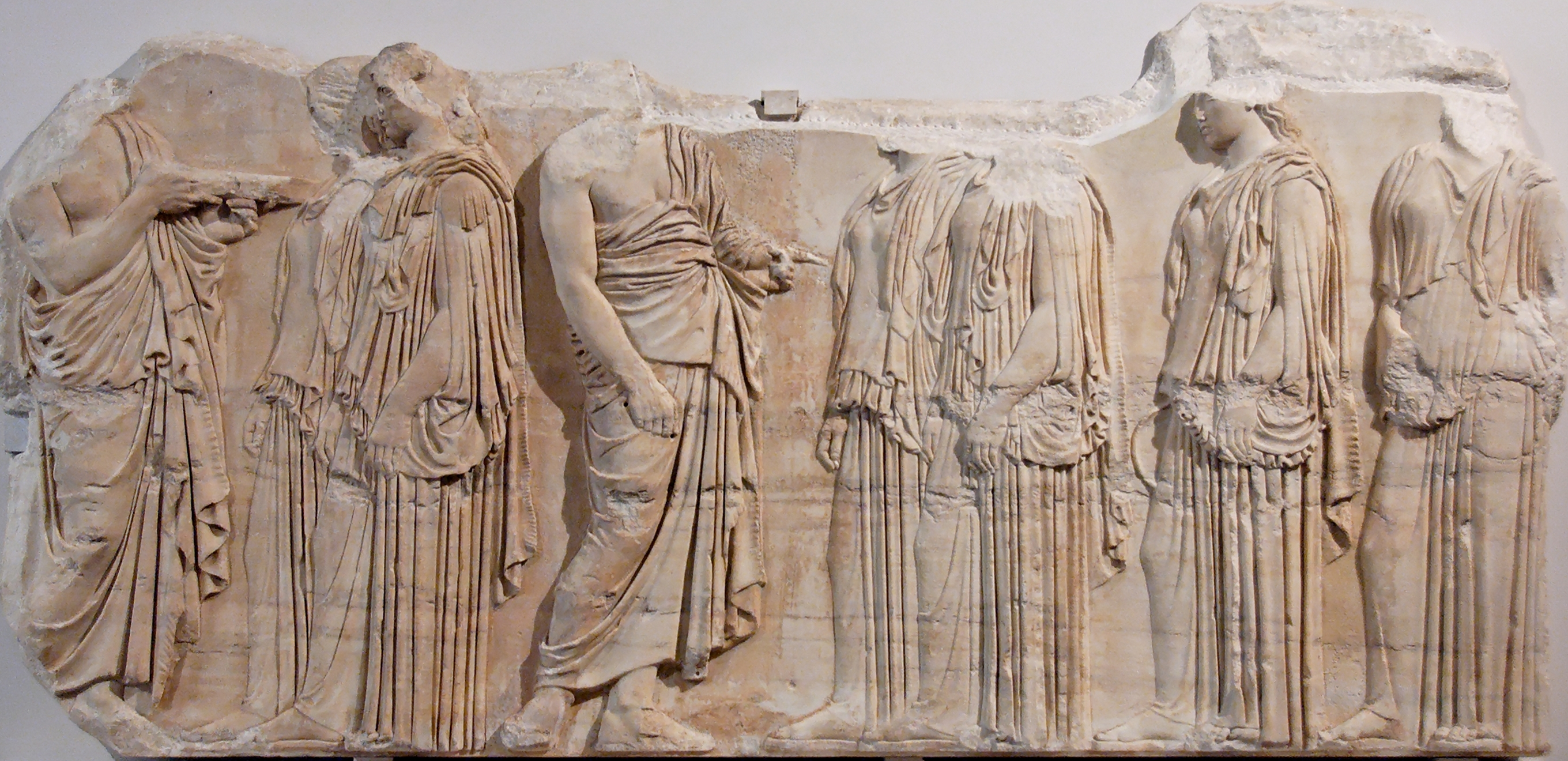
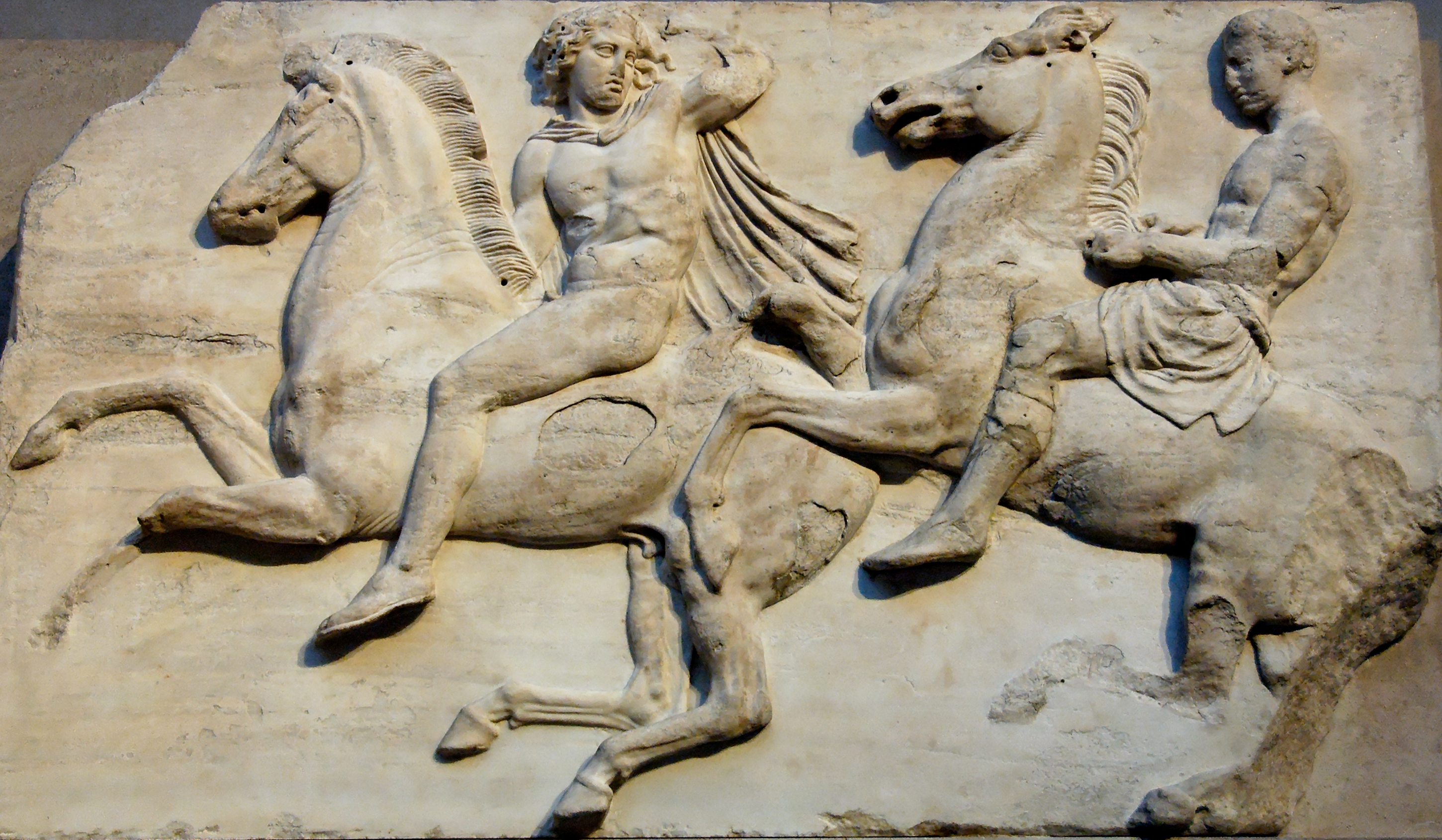
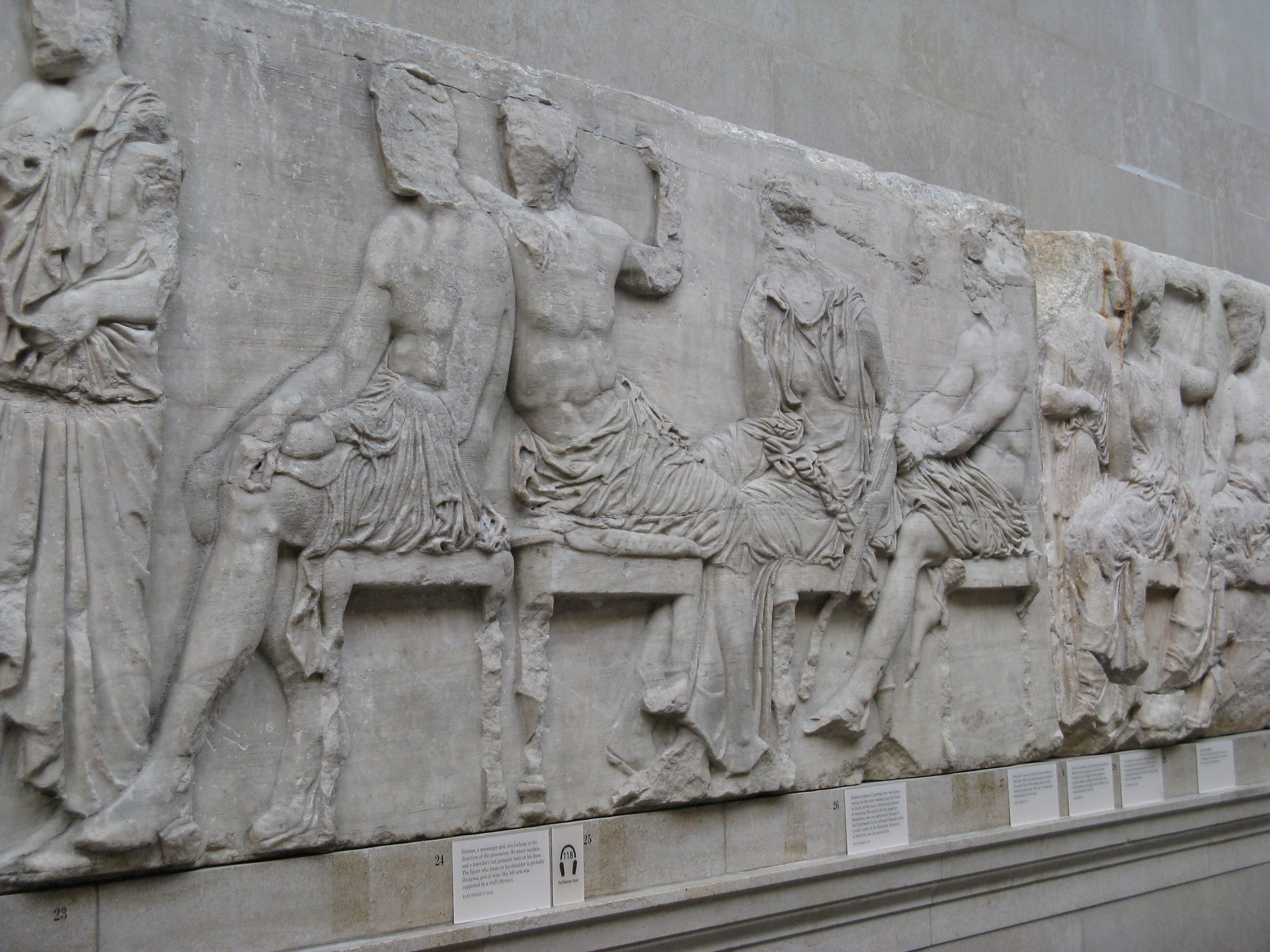
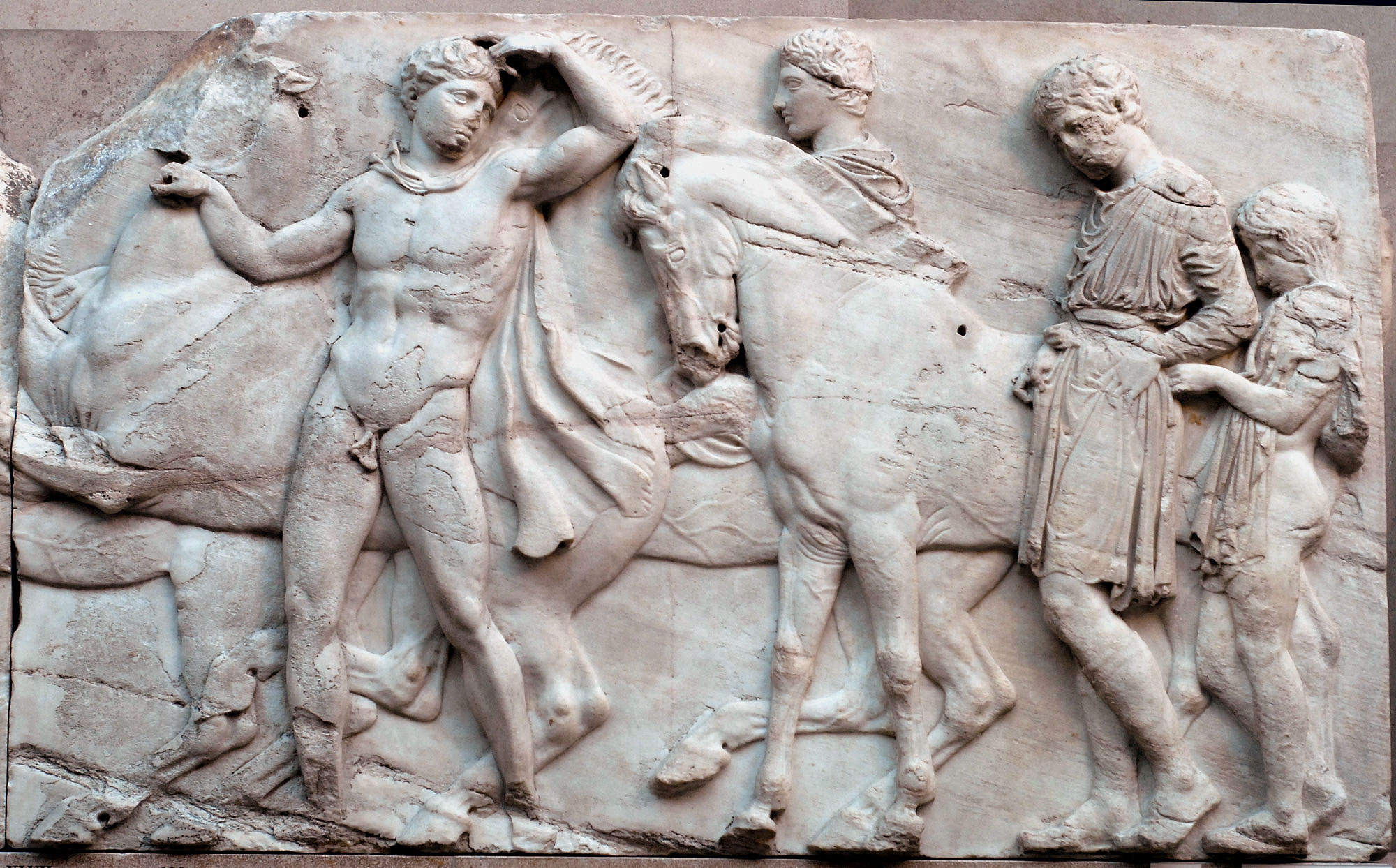

С восточной стороны Парфенона располагался вход в храм, перед которым совершались жертвоприношения. Здесь на фронтоне было изображено рождение Афины из головы Зевса, а в метопах гигантомахия, показывавшая победу олимпийских богов над стихийными силами титанов. От композиции сохранились лишь боковые фигуры, прекрасно вписанные в углы фронтона. В их числе головы коней колесницы Гелиоса, поднимающейся с левого края композиции, и колесницы богини ночи Никс, опускающейся справа.

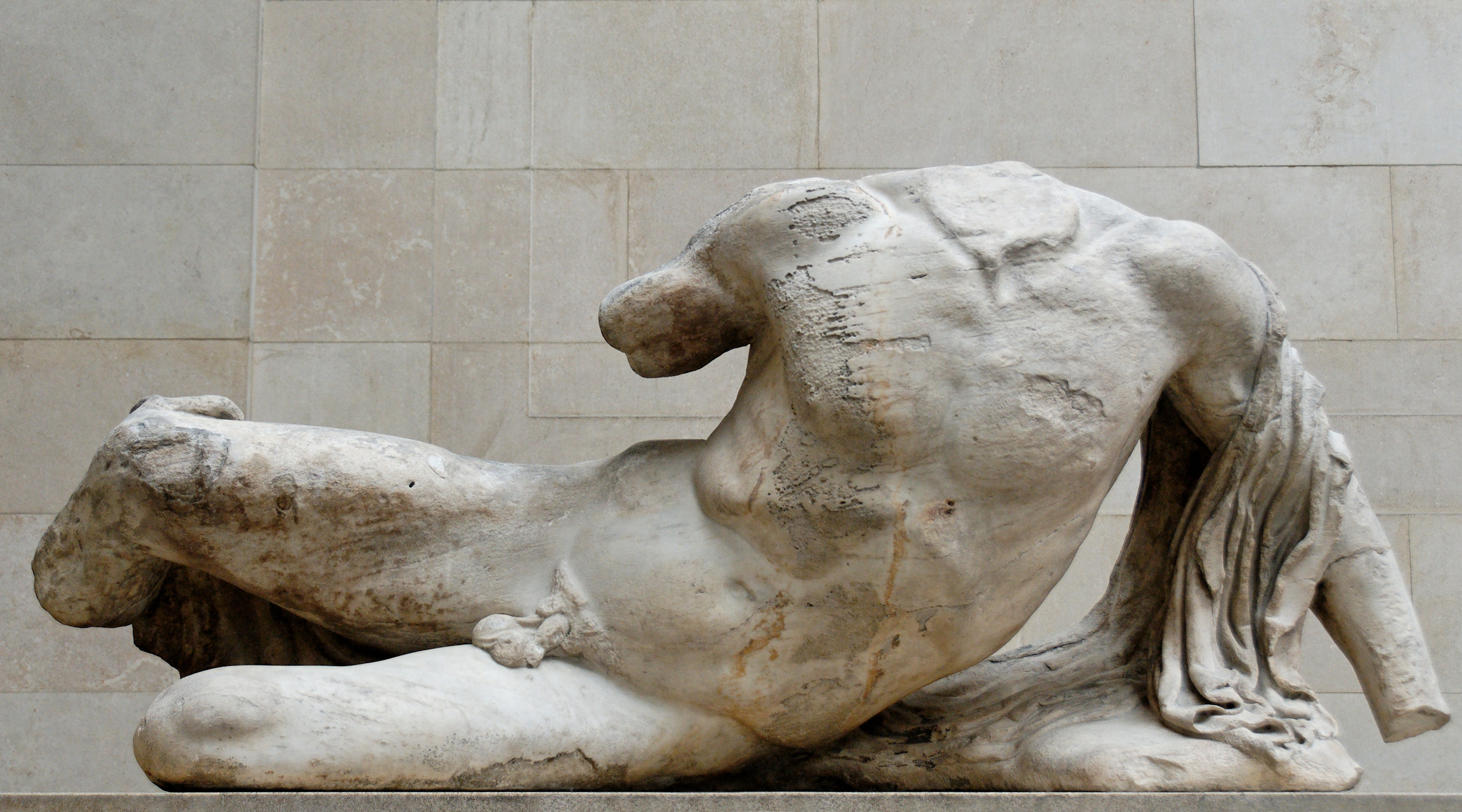
Западный фронтон.
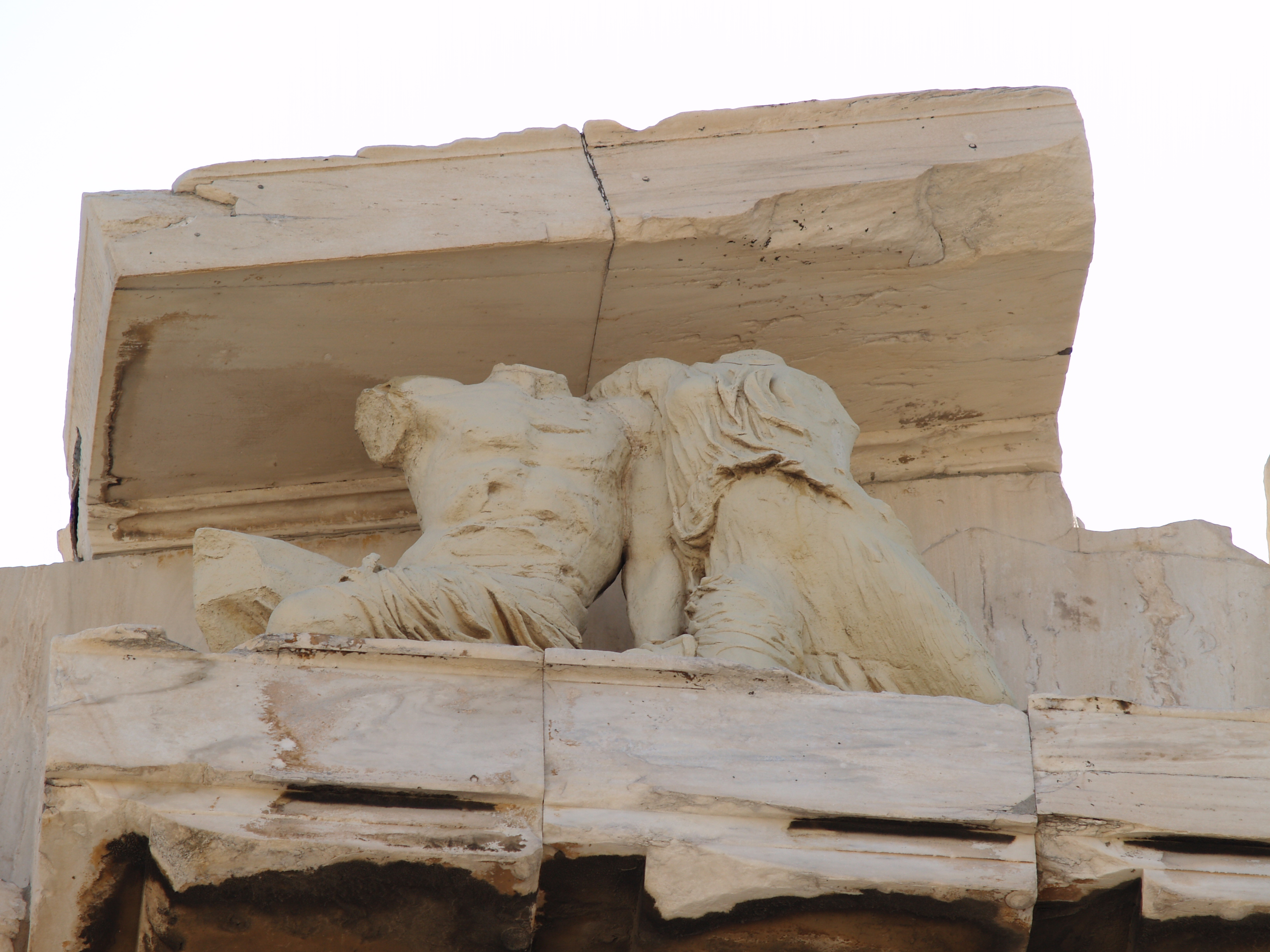
Сохранившиеся на первоначальном месте статуи западного фронтона.
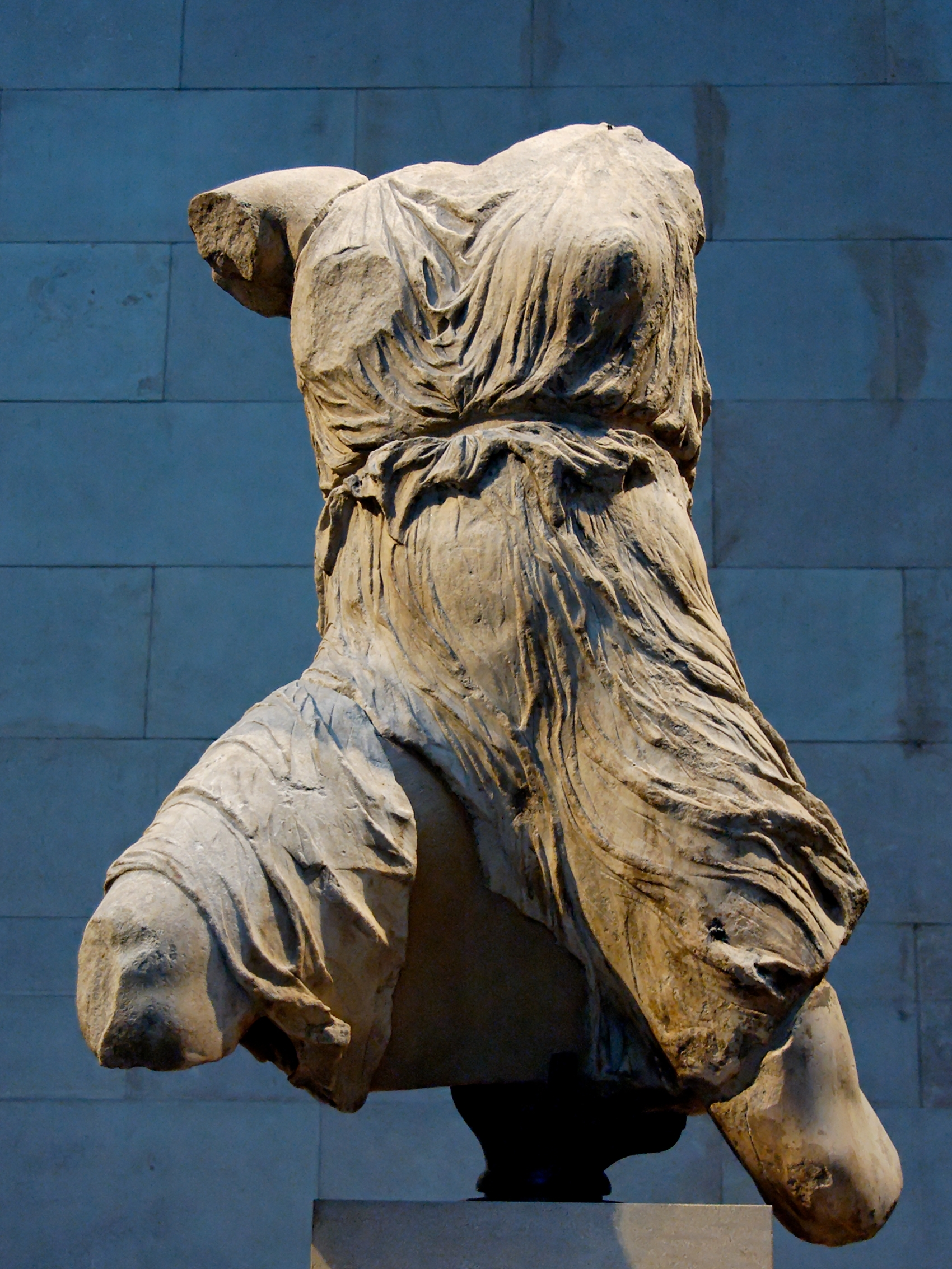
Западный фронтон.
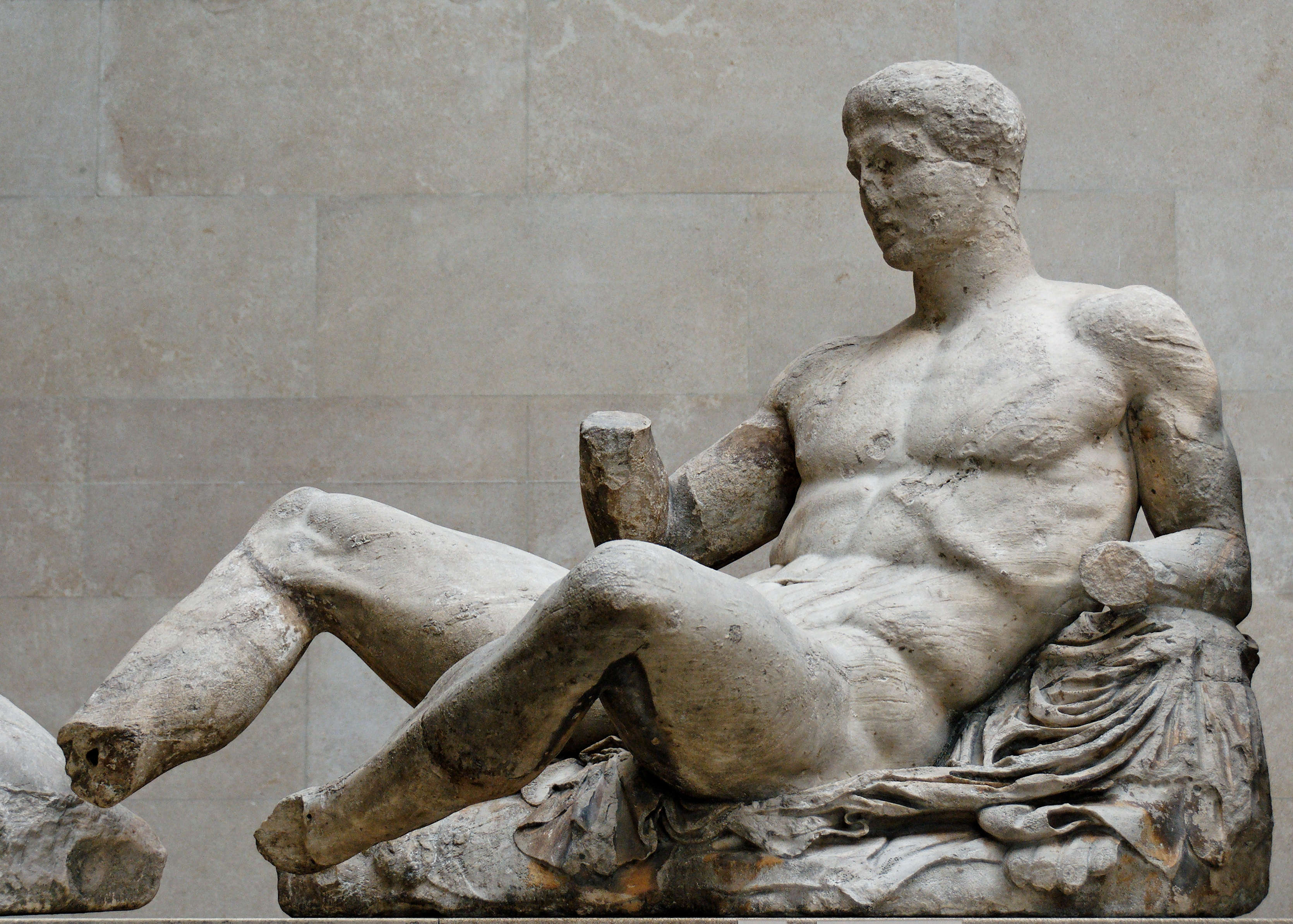
Кефал или Дионис. Восточный фронтон.
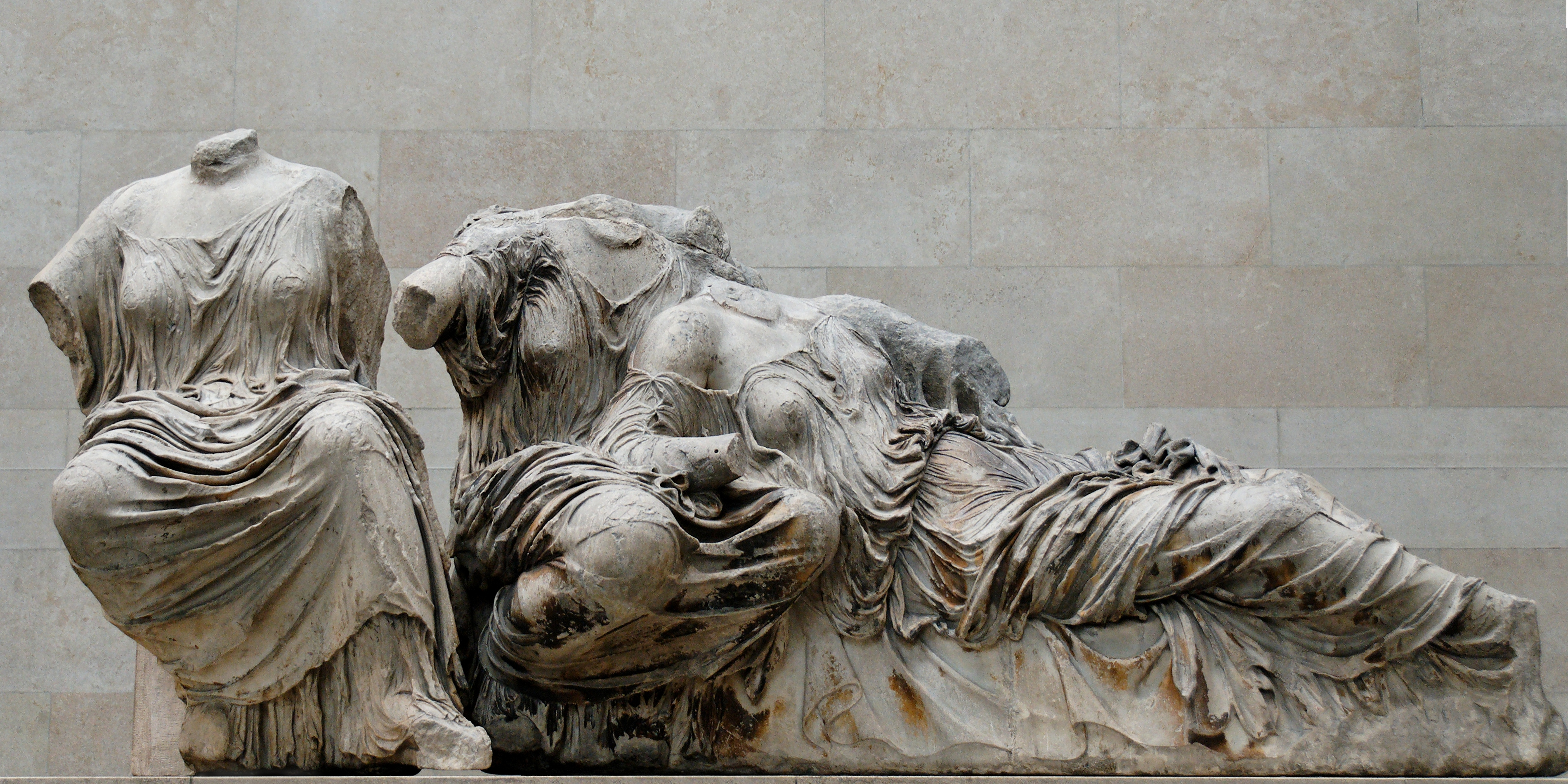
Гестия или Пейто, Диона и Афродита. Восточный фронтон.
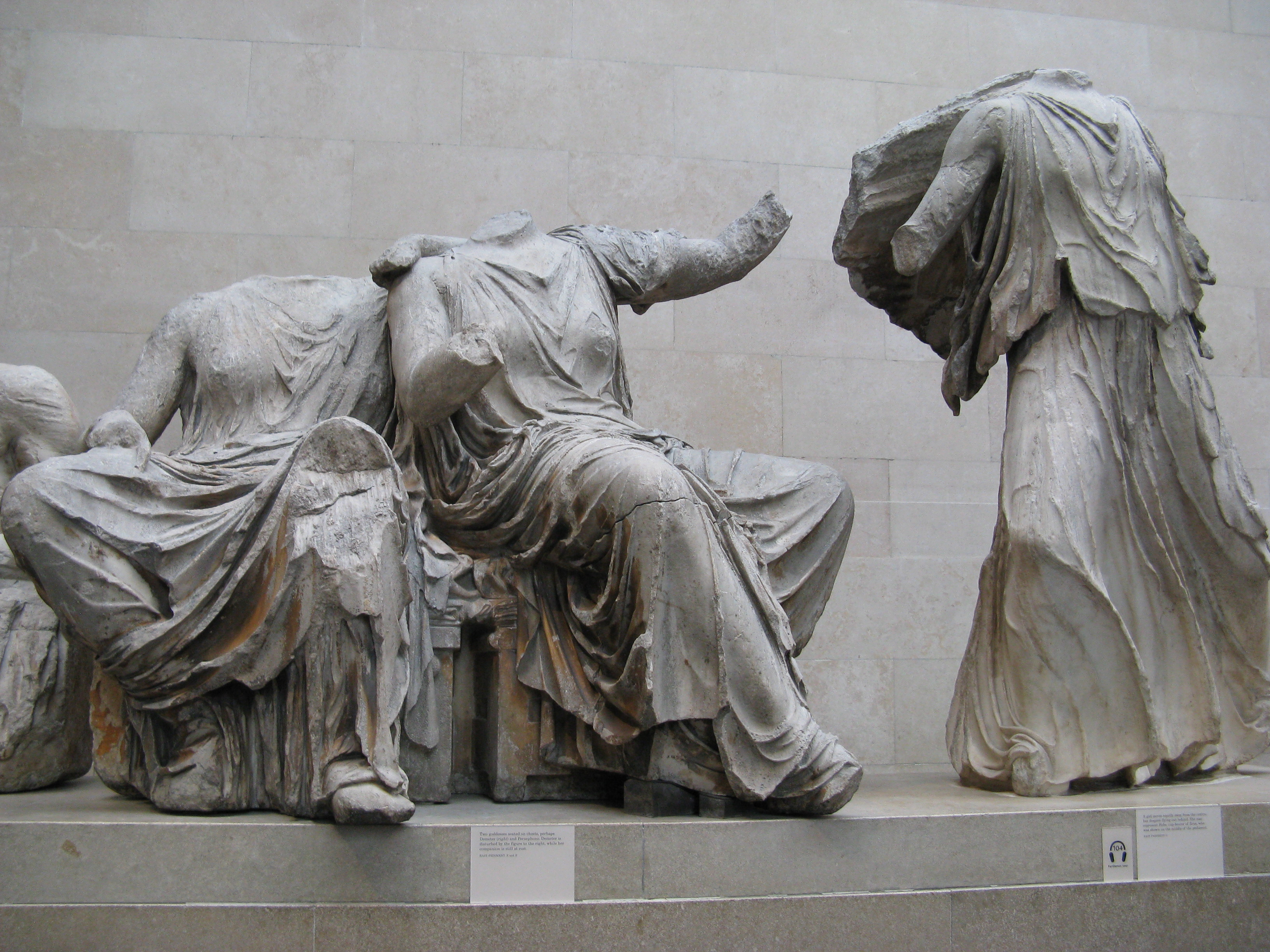
Деметра и Персефона (?). Восточный фронтон.

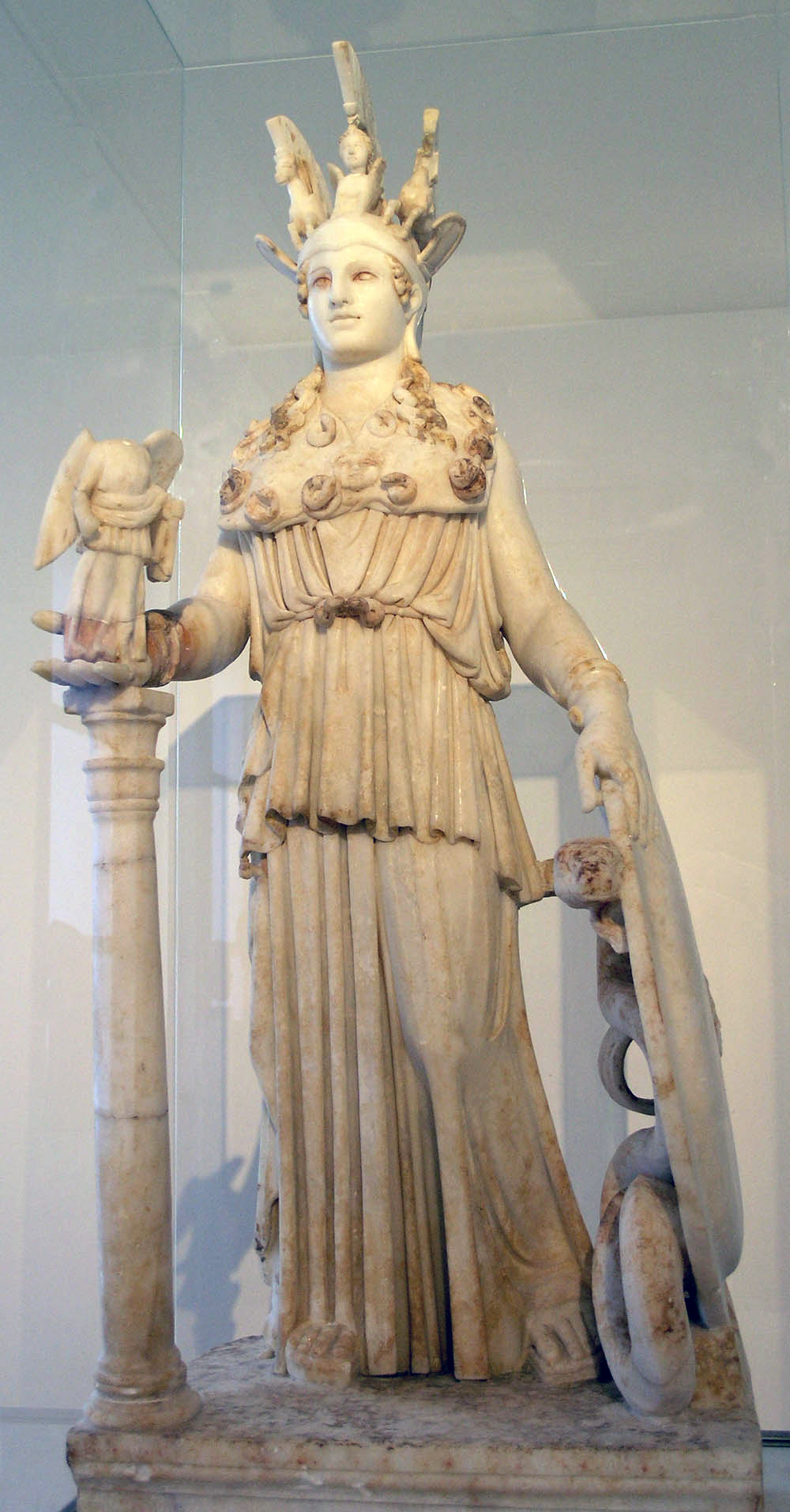
Афина Парфенос. Уменьшенная реплика.

В Парфеноне синтез скульптуры и архитектуры достиг своего высшего развития в древнегреческом искусстве. Если в западном фронтоне ещё присутствует характерное для ранней классики движение вдоль плоскости стены, то в восточной композиции каждая фигура чувствует себя совершенно свободно. Зритель не замечает ограничивающих рамок архитектуры, создающей пространство для скульптур. Высочайшими качествами обладают сохранившиеся фигуры восточного фронтона — лежащий Кефал (или Дионис) и сидящие Мойры (или Афродита, Пейто и Диона). В них в совершенной цельности проявились монументальность и ясность, лишённые нарочитости, телесная красота, почти живое дыхание.
Внутри Парфенона находилась огромная статуя Афины Парфенос (девы), сделанная Фидием в хрисоэлефантинной технике. Она отличалась усложнённой, видимо, даже перегруженной аллегорической программой, о которой можно судить по уменьшенной реплике из Национального археологического музея в Афинах. На богине был шлем с грифонами. В правой руке Афина держала фигуру Ники, а в опущенной левой — щит, на котором была изображена битва греков с амазонками. Есть основания полагать, что Фидий использовал золото разных оттенков, что позволяло достичь более тонких художественных эффектов. Согласно сообщению Плутарха, в связи со статуей были выдвинуты обвинения против Фидия в хищении золота, а также в том, что в числе воинов на щите он изобразил себя и Перикла. Однако, несмотря на это свидетельство, греческая скульптура классической эпохи едва ли стремилась к передаче индивидуальных портретных черт, создавая обобщённые внешне и внутренне прекрасные образы человека. Таким условным «портретом» является бюст (герма) Перикла, созданный скульптором Кресилаем ок. 440 года до н. э. (Мраморная копия — Лондон, Британский музей.)

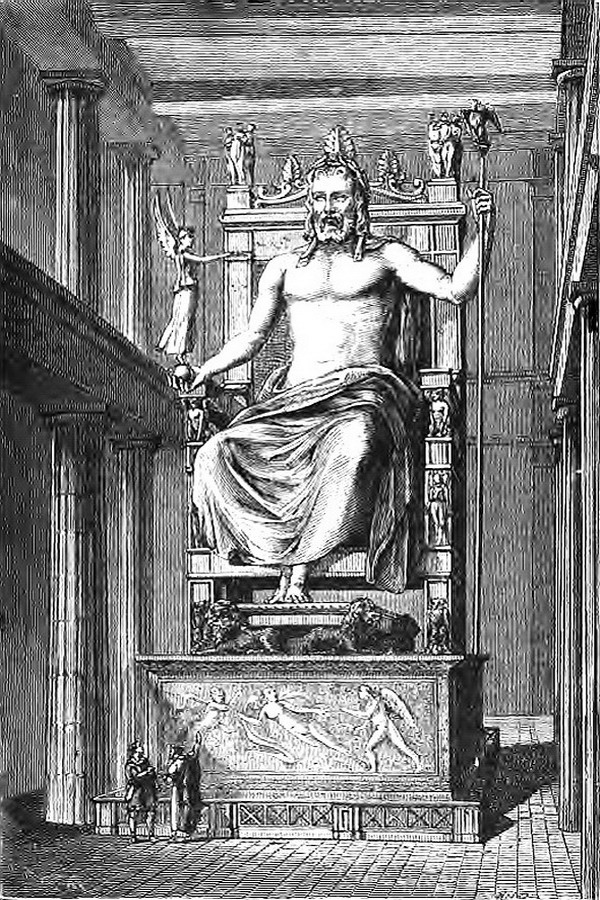
Статуя Зевса в Олимпии. Гравюра-реконструкция XIX века.

В той же хрисоэлефантинной технике Фидием была создана и огромная сидящая статуя Зевса для храма Зевса в Олимпии, включённая позднее в список семи чудес света.

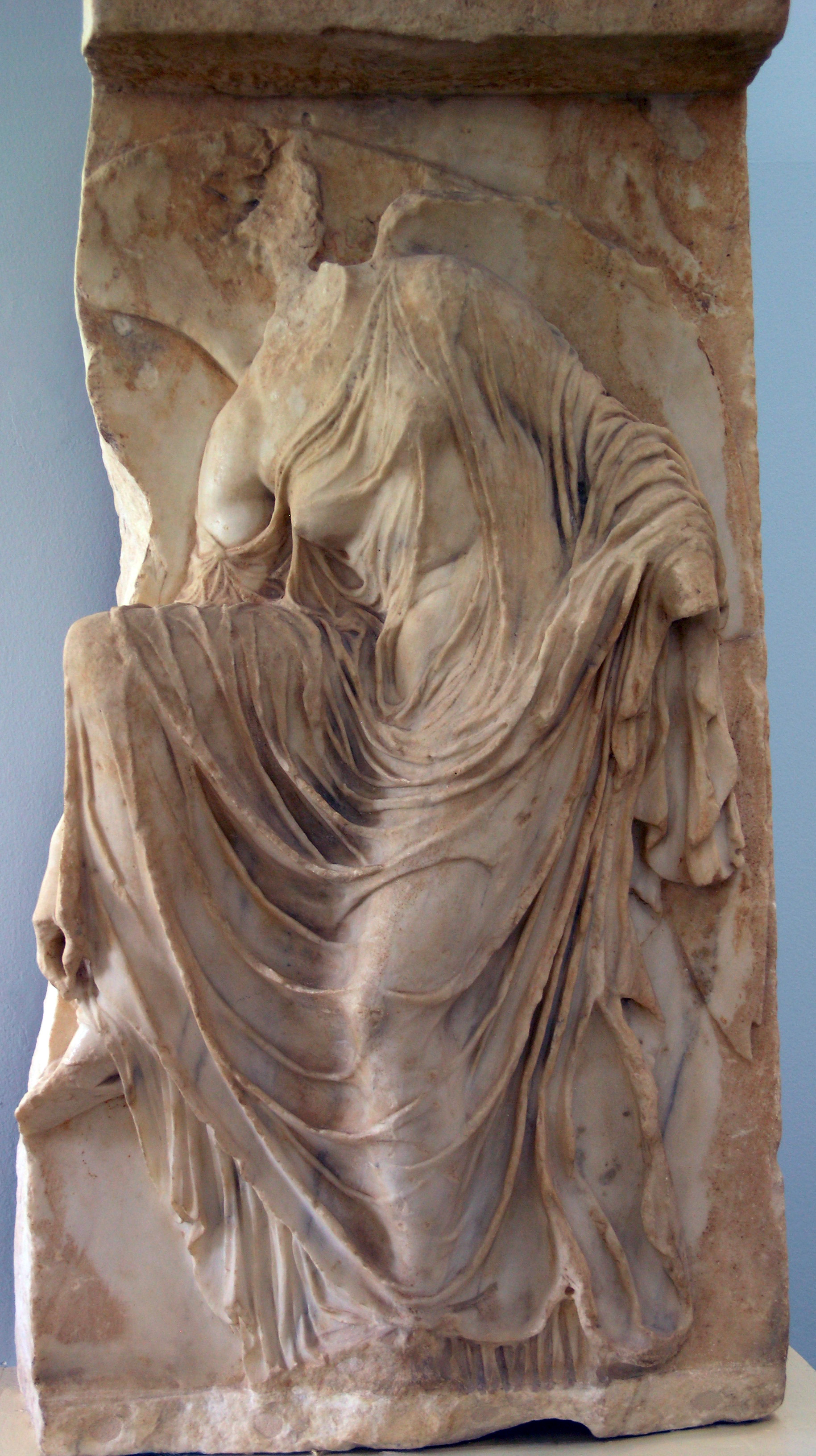
Ника, развязывающая сандалию. Рельеф храма Ники.

Заслуживают внимание статуи и рельефы других построек афинского Акрополя. Коры Эрехтейона, несмотря на то, что заменяют собой архитектурные элементы — колонны, исполнены не монотонно. В каждой из них есть свой оттенок пластического состояния. На фризе северного портика храма был применён особый колористический приём: белые фигуры располагались на фоне фиолетового мрамора. Фриз, а также рельефы балюстрады храма Ники Аптерос отличаются особой динамикой, игра света и тени усиливает стремительность и легкость движений. Однако в фигуре богини, снимающей сандалию, с большой силой проявляется скорее лирический, интимный мотив, свойственный позднее Праксителю.
Иные новшества появились во фризе храма Аполлона в Бассах, построенного ок. 430 года Иктином. Хранящийся в настоящее время в Британском музее фриз был расположен внутри целлы храма. Здесь представлены амазономахия и кентавромахия. Его отличают необычные для высокой классики бурность движения, резкие светотеневые контрасты, откровенное изображение в лицах злобы и страдания. Тяжеловестность господствует над соразмерностью. Особенности фриза могут быть связаны с провинциальным, самобытным творчеством его исполнителя, но в них можно видеть и предвосхищение образов скульптора поздней классики Скопаса.
Постепенный отход от идеалов высокой классики, разрушение её цельного языка проявились и в других произведениях конца IV века до н. э., в частности в надгробиях. Форма в них становится более живописной. В образах появляются драматизм, ярко выраженная скорбь, акцентируется духовное состояние человека. С этим может сочетаться и более жанровая трактовка движения.

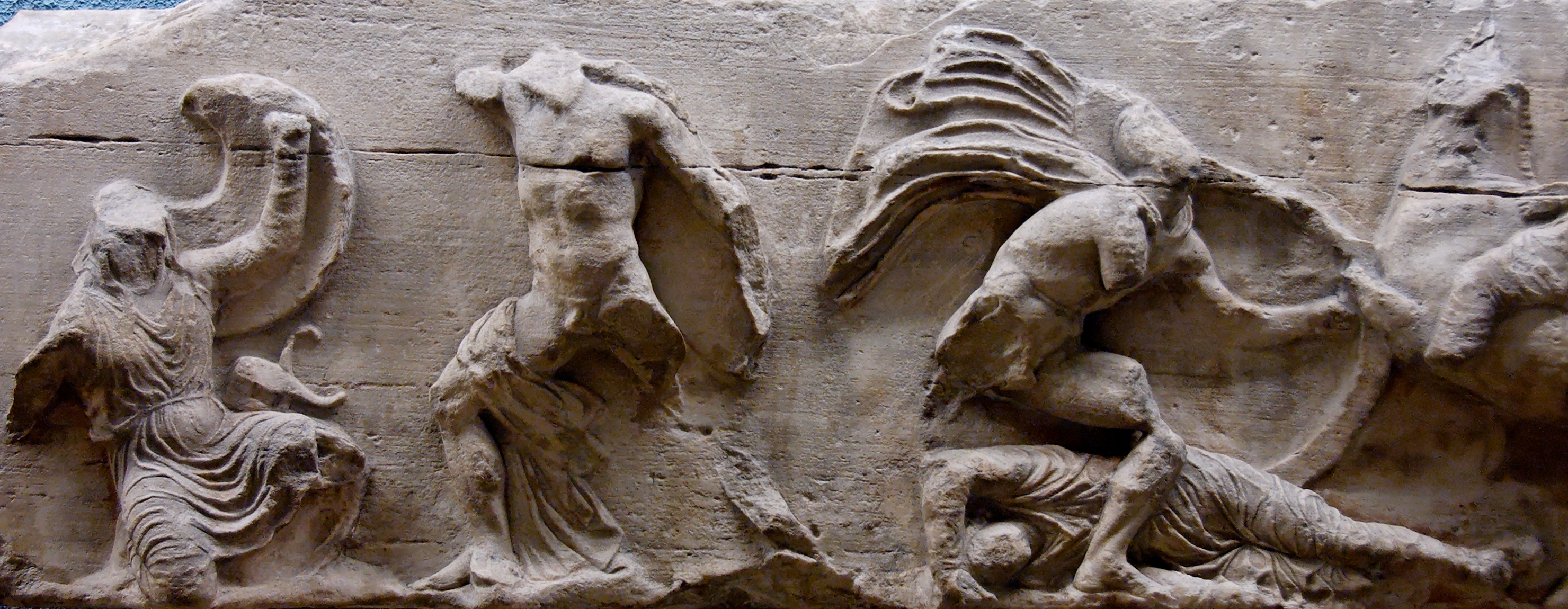
Фриз храма Ники Аптерос.
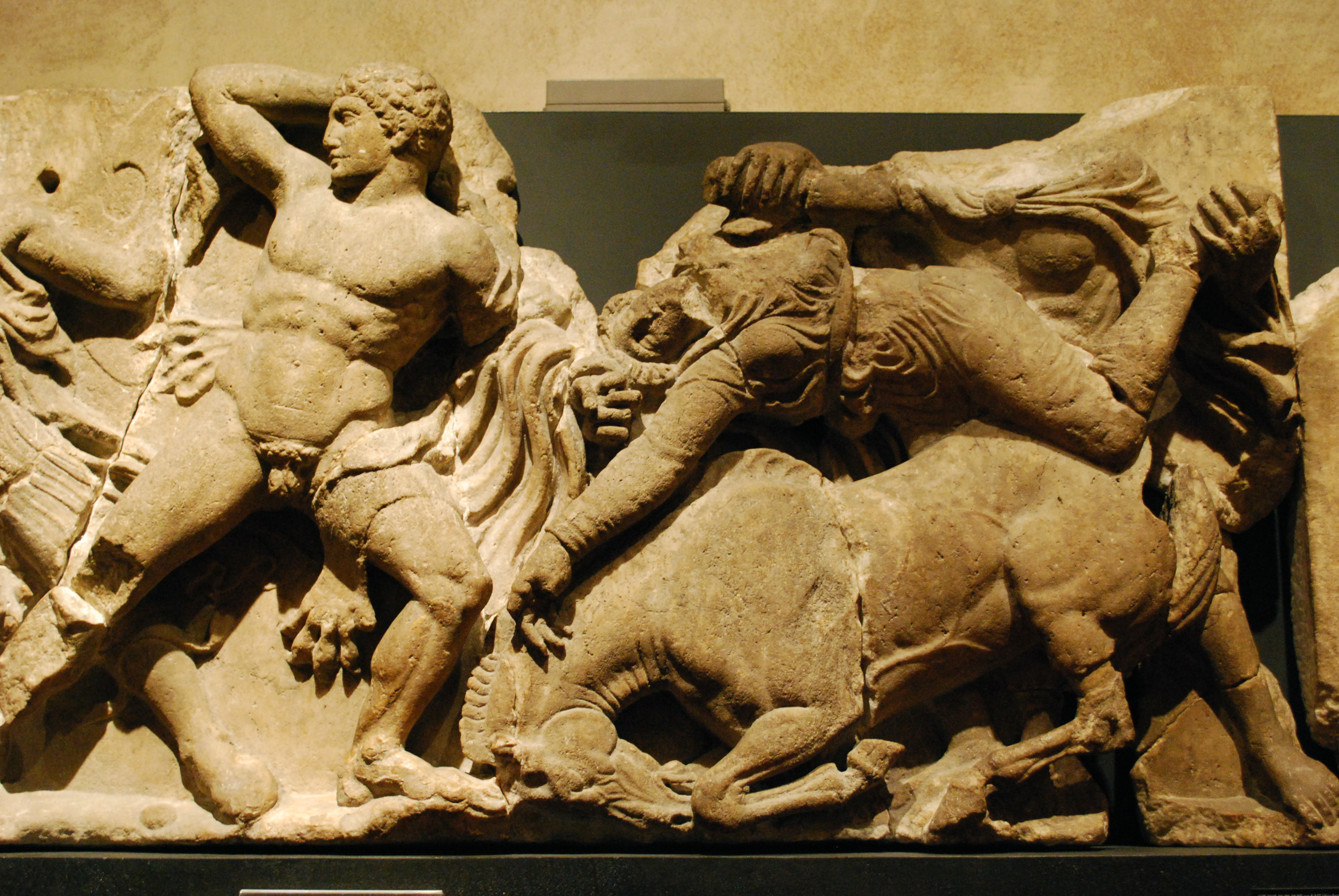
Фриз храма Аполлона в Бассах.
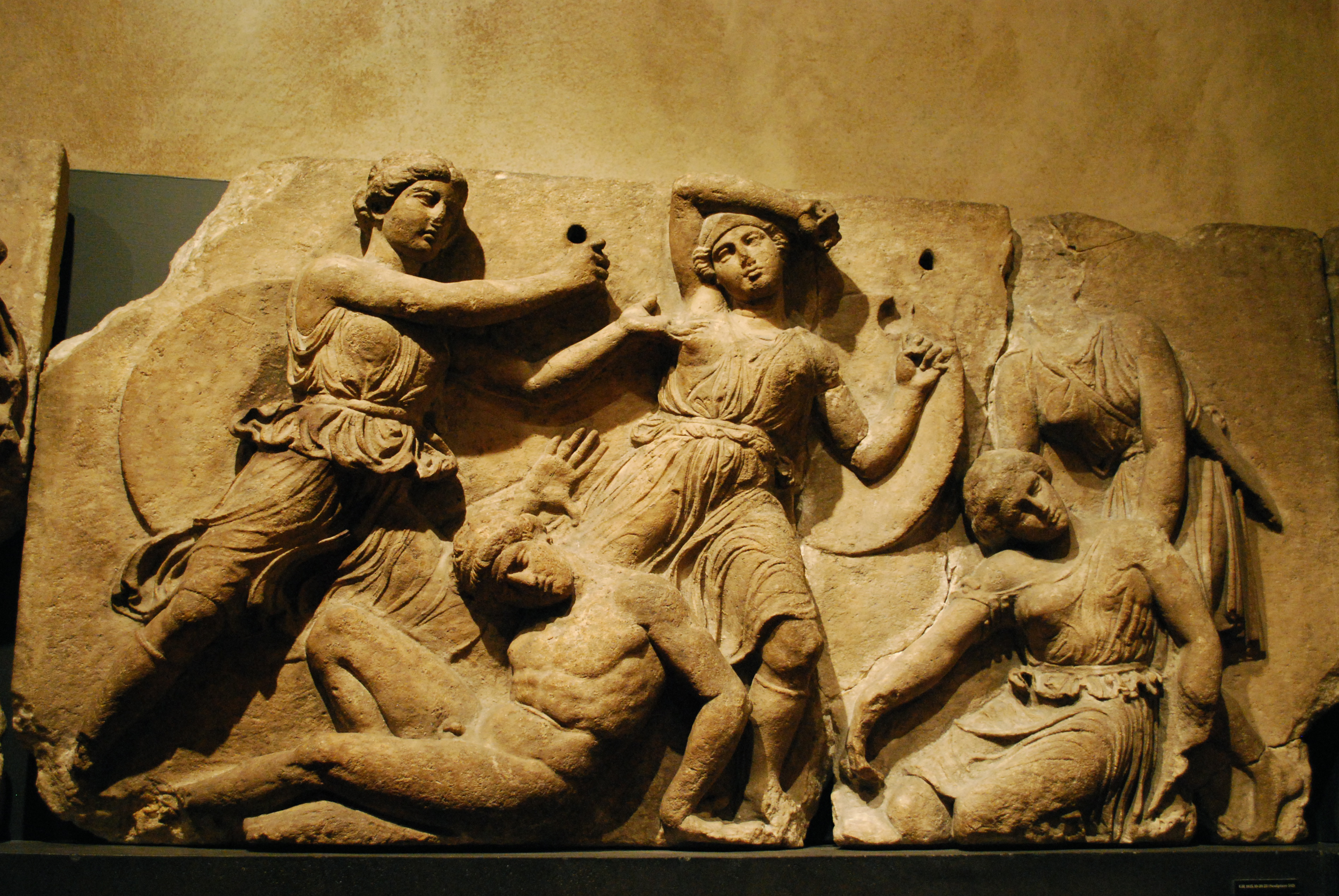
Фриз храма Аполлона в Бассах.
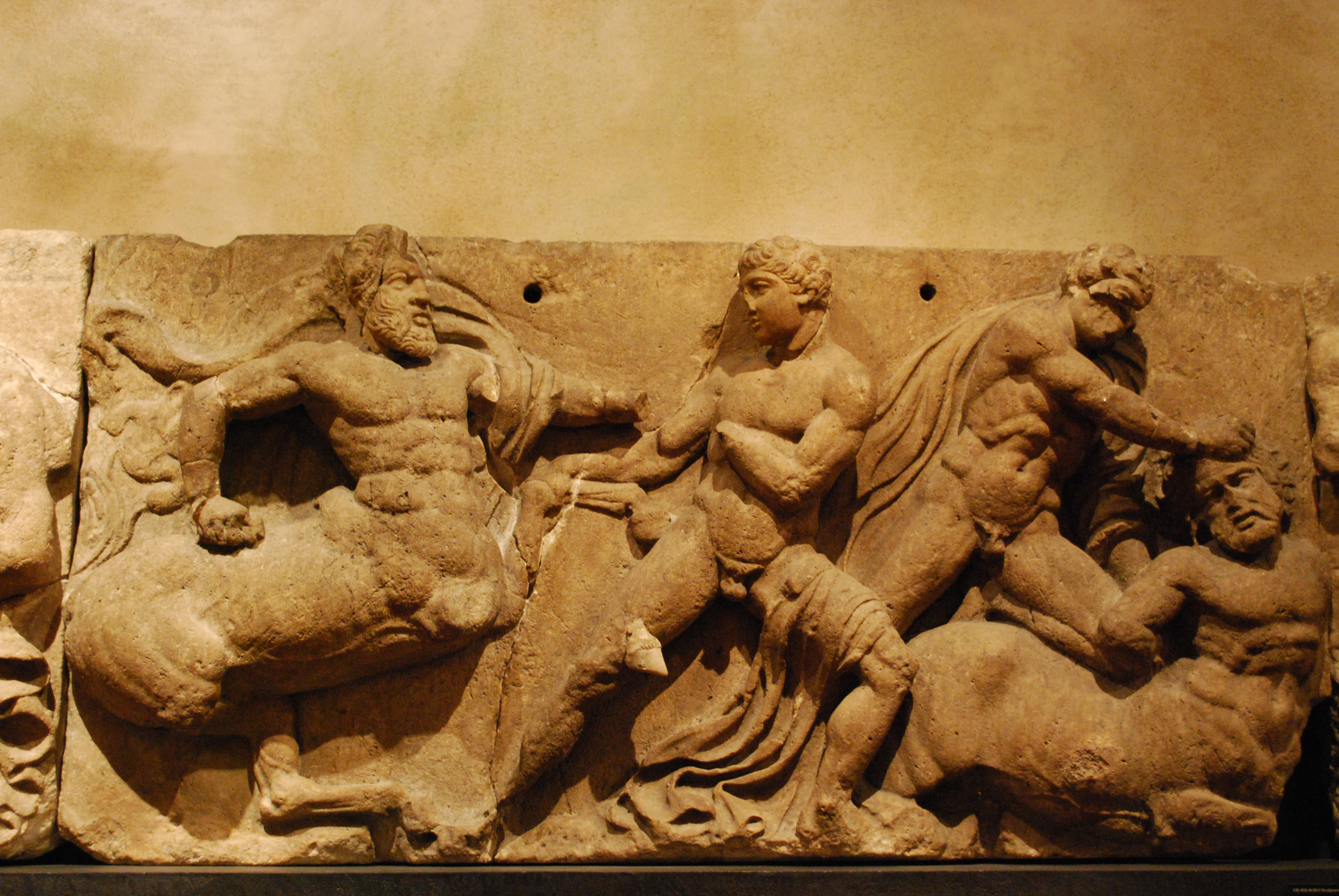
Фриз храма Аполлона в Бассах.
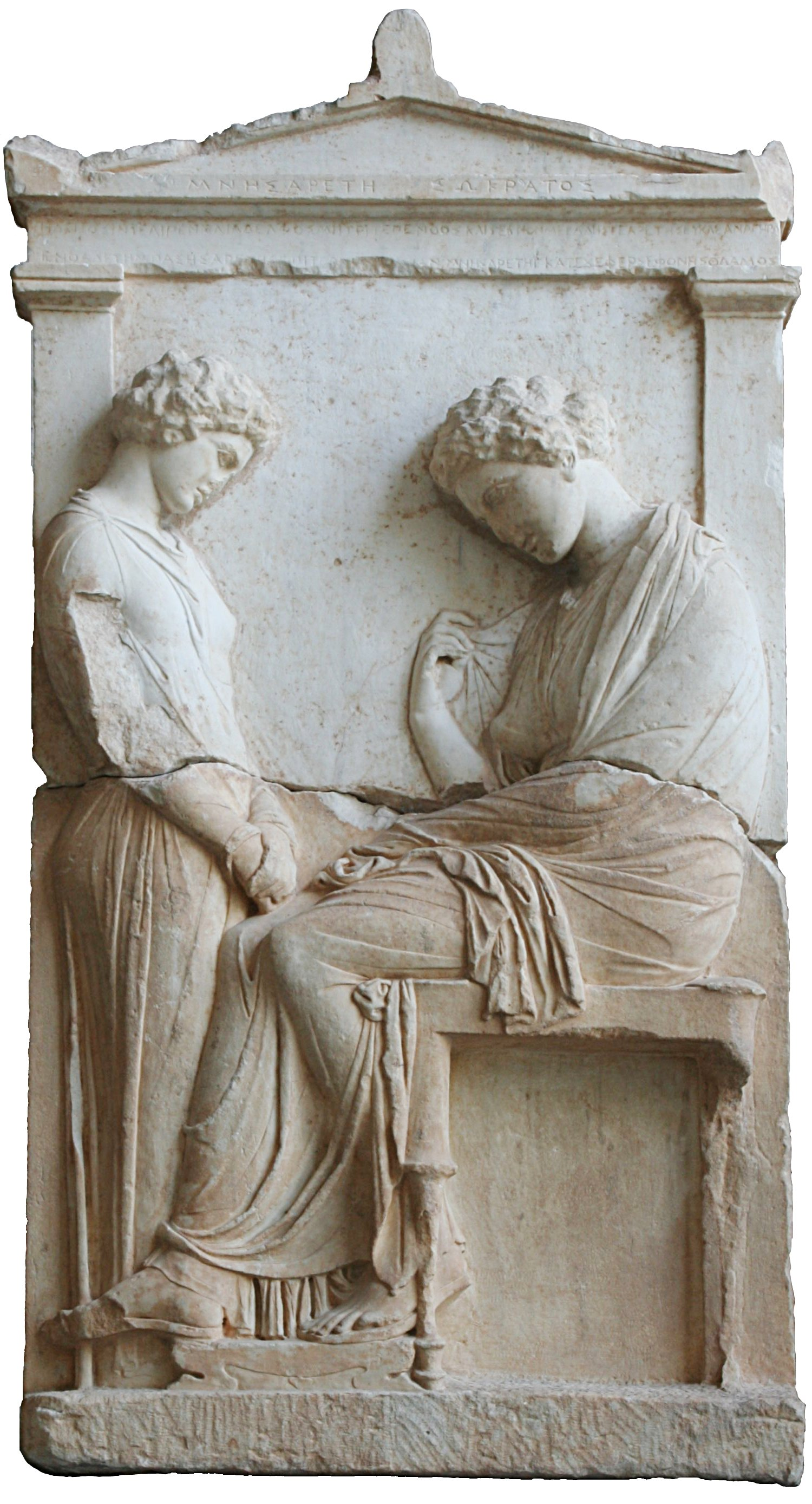
Надгробие Мнесарете. Мюнхен, Глиптотека.
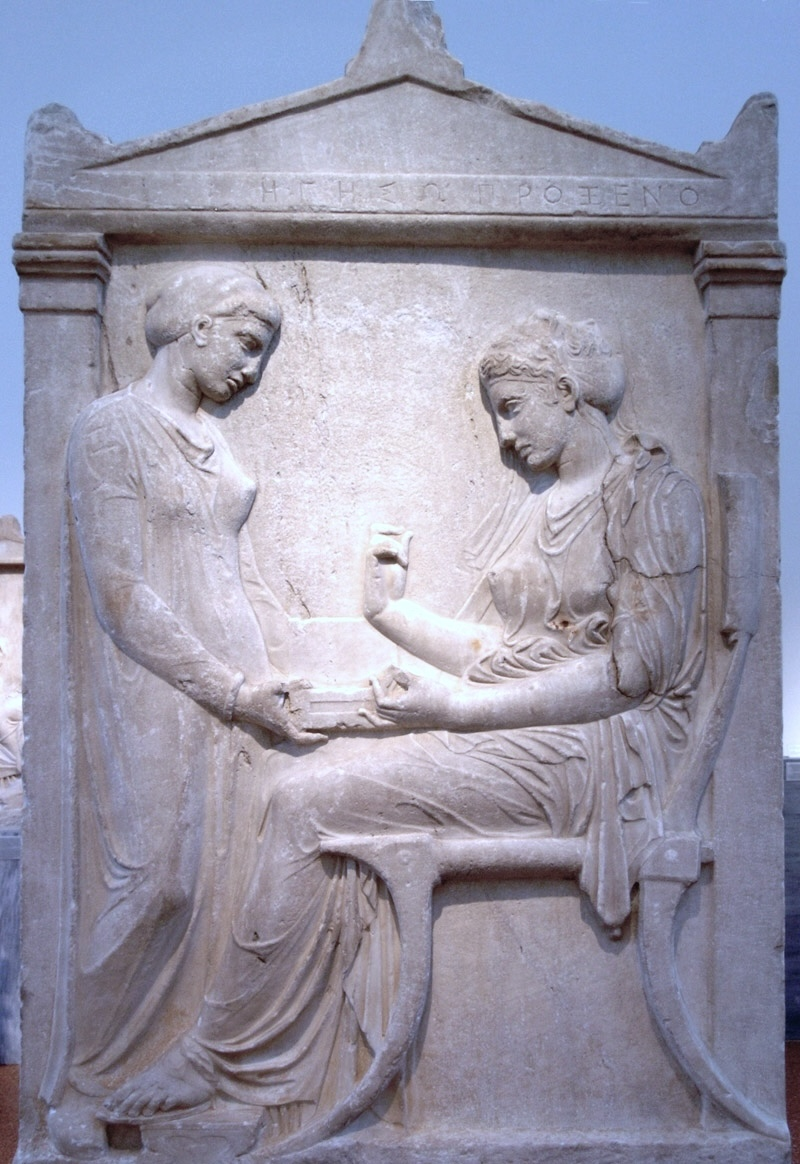
Надгробие Гегесо. Афины, Национальный археологический музей.

## Поздняя классика
В IV в. до н. э. греческая скульптура, не утратив своего совершенства, приняла иной, чем прежде, характер: к великим идеям и возвышенным чувствам, породившим столько замечательных произведений в век Перикла, присоединились новые понятия и стремления; создания пластики стали более страстными, проникнутыми драматизмом, в них проявилась более чувственная красота. Изменился также материал скульптуры: слоновая кость и золото были вытеснены мрамором; меньше стали использоваться металлические и иные украшения.

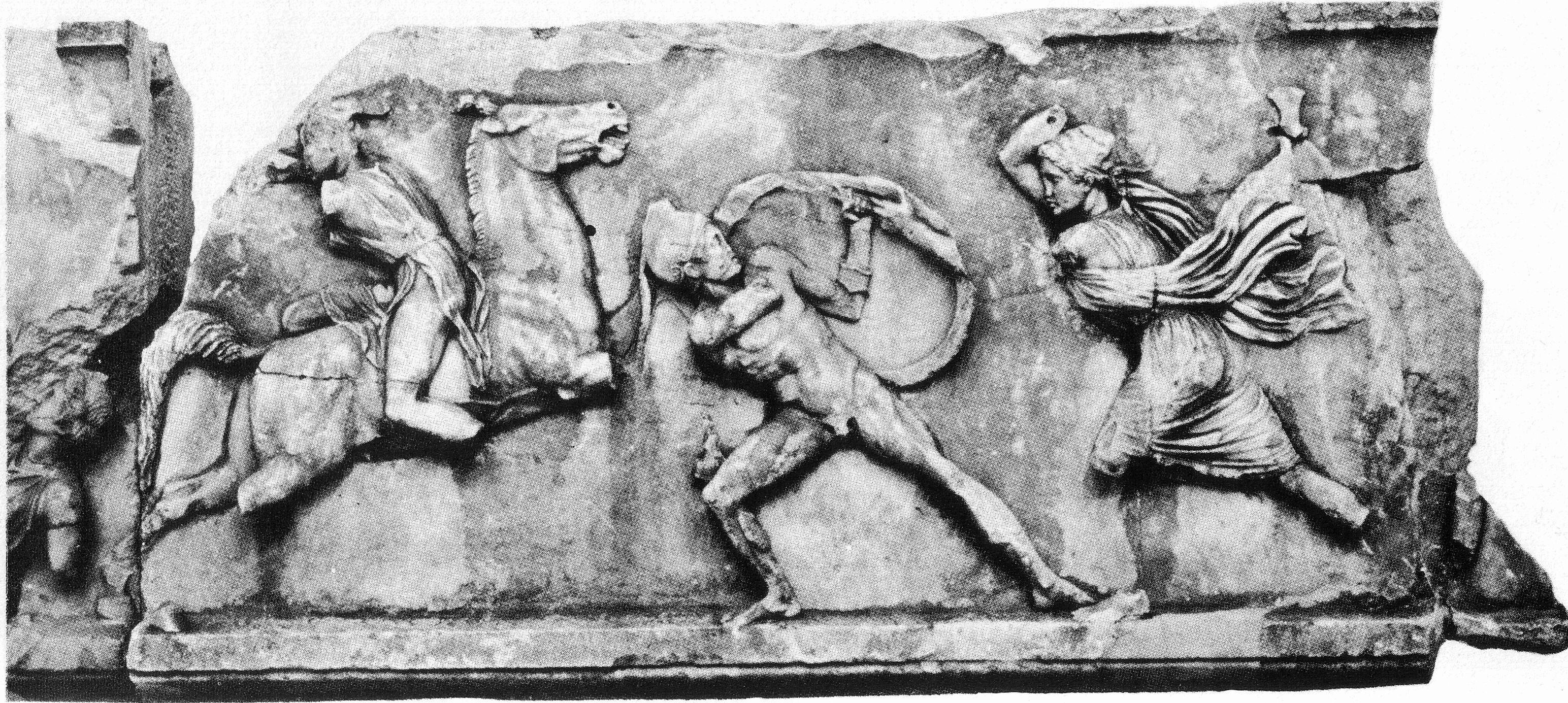
Скопас. Битва греков с амазонками. Фрагмент фриза Галикарнасского Мавзолея

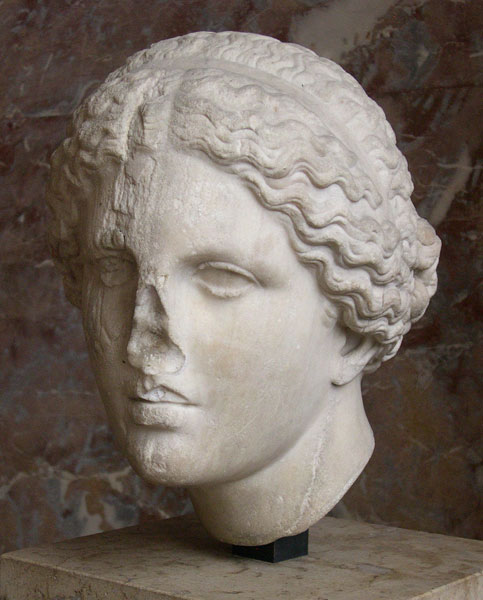
Афродита Книдская

Одним из представителей нового направления был Скопас, глава новоаттической школы. Он стремился выражать бурные страсти и достигал этой цели с силой, какая раньше не была присуща ни одному скульптору. Скопасу принадлежали, в числе прочего, оригиналы скульптур Аполлона Кифареда, сидящего Ареса виллы Лудовизи и, возможно, Ниобид, умирающих вокруг своей матери. Также ему принадлежит создание части рельефов Галикарнасского Мавзолея. Другой великий мастер той же школы, Пракситель, любил, подобно Скопасу, изображать глубокие чувства и вызванные страстью движения, однако лучше всего удавались ему идеально-прекрасные юношеские и полудетские фигуры с оттенком едва пробудившейся или ещё скрытой страстности (Аполлон Сауроктон, Книдская Афродита, Гермес с младенцем Дионисом на руках и др.).
В противоположность афинским мастерам-идеализаторам, скульпторы пелопоннесской школы этой же эпохи в Аргосе и Сикионе работали в натуралистическом духе, преимущественно воспроизводя сильные и красивые мужские фигуры, а также портреты известных лиц. Среди этих художников первое место принадлежит Лисиппу, создававшему скульптуры из бронзы, современнику Александра Македонского, прославившемуся его портретными изображениями. Лисипп дал новый канон пропорций человеческого тела своей статуей атлета-апоксиомена (то есть счищающего с себя пыль палестры) и создал, в числе прочего, типический образ Геракла.

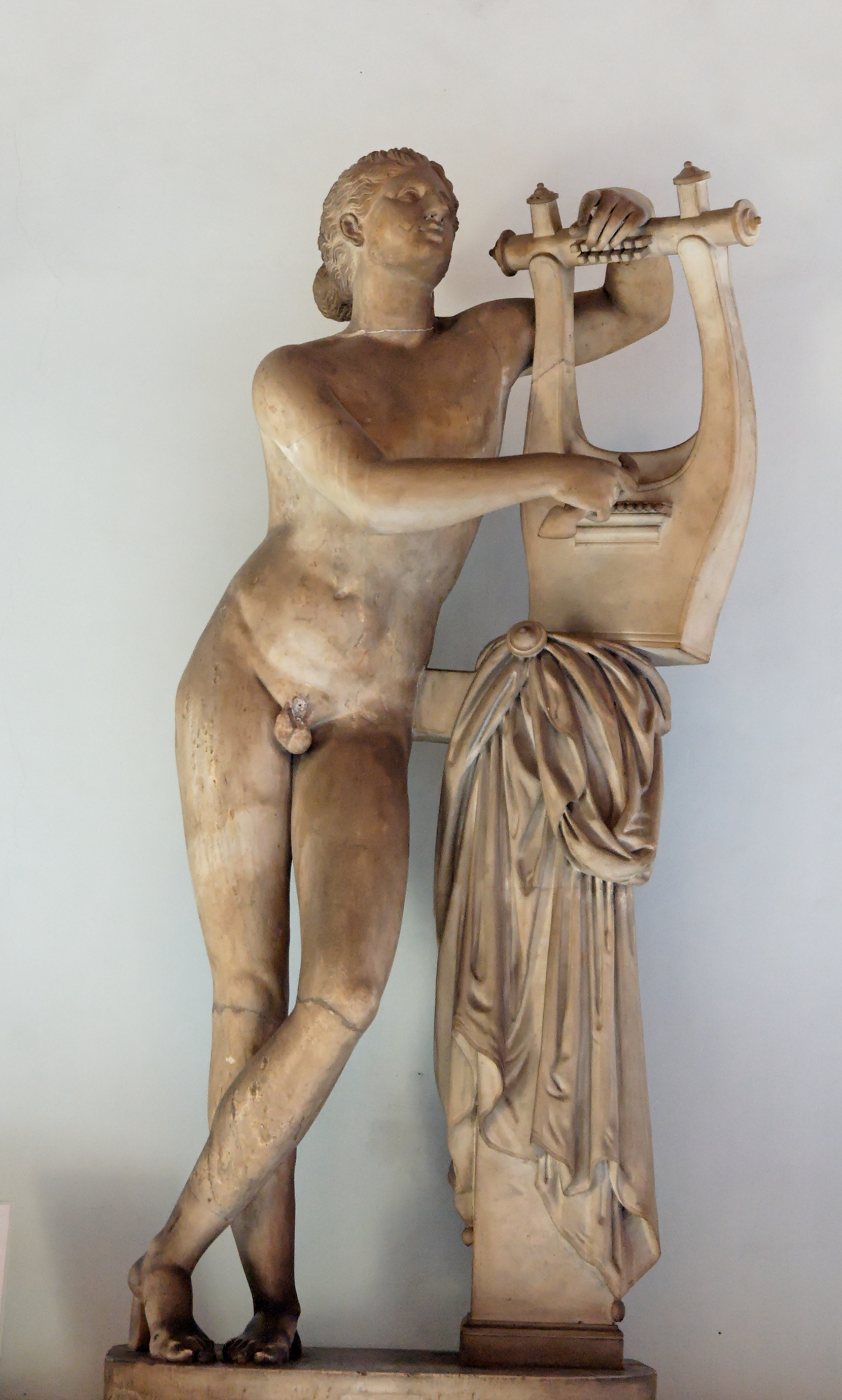
Аполлон Кифаред
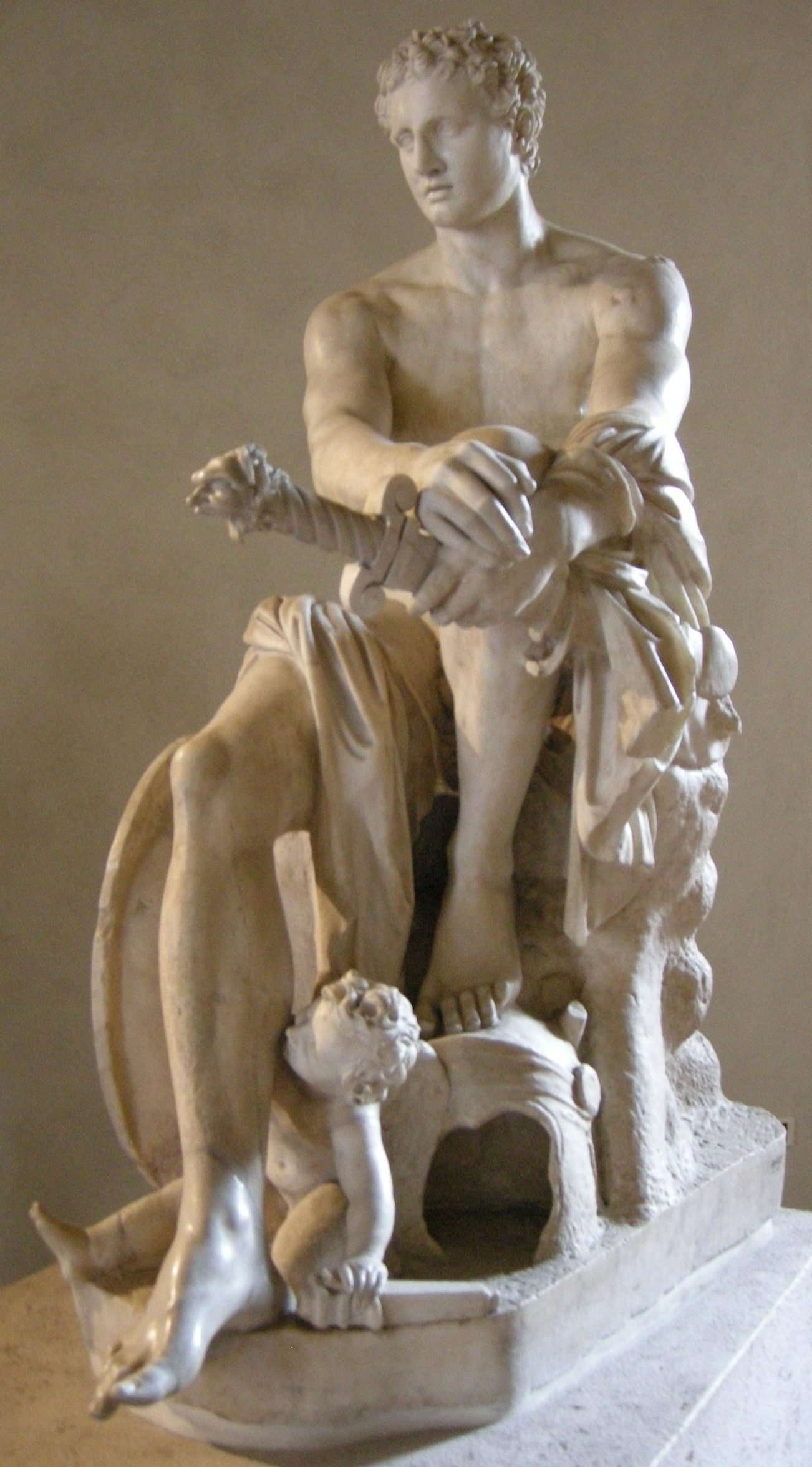
Арес виллы Людовизи
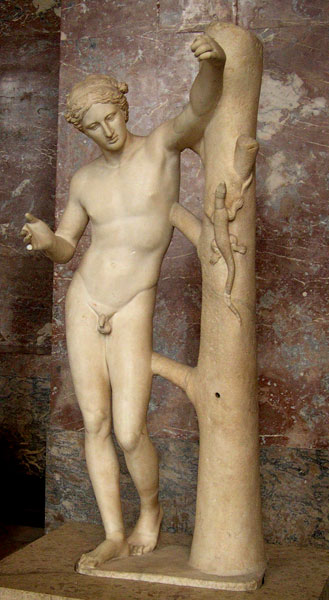
Аполлон Сауроктон
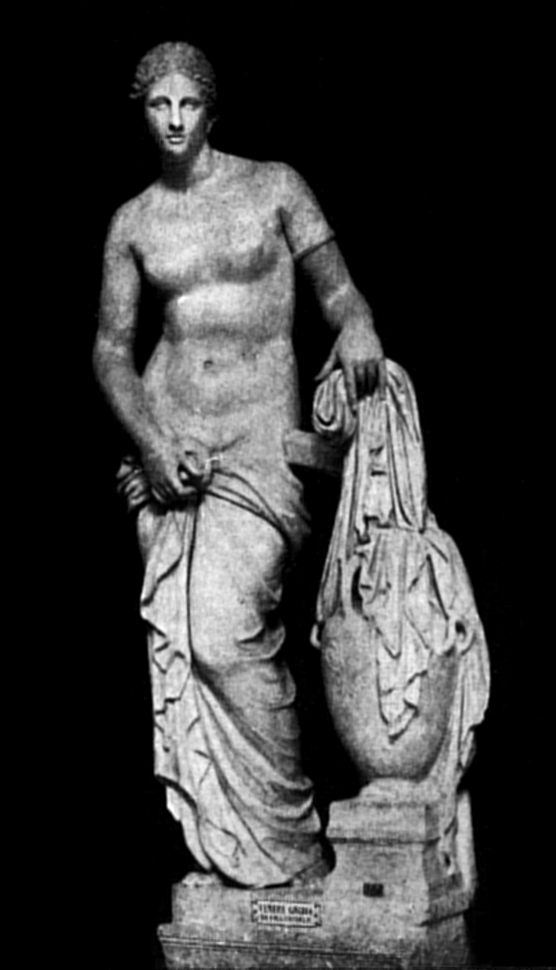
Афродита Книдская
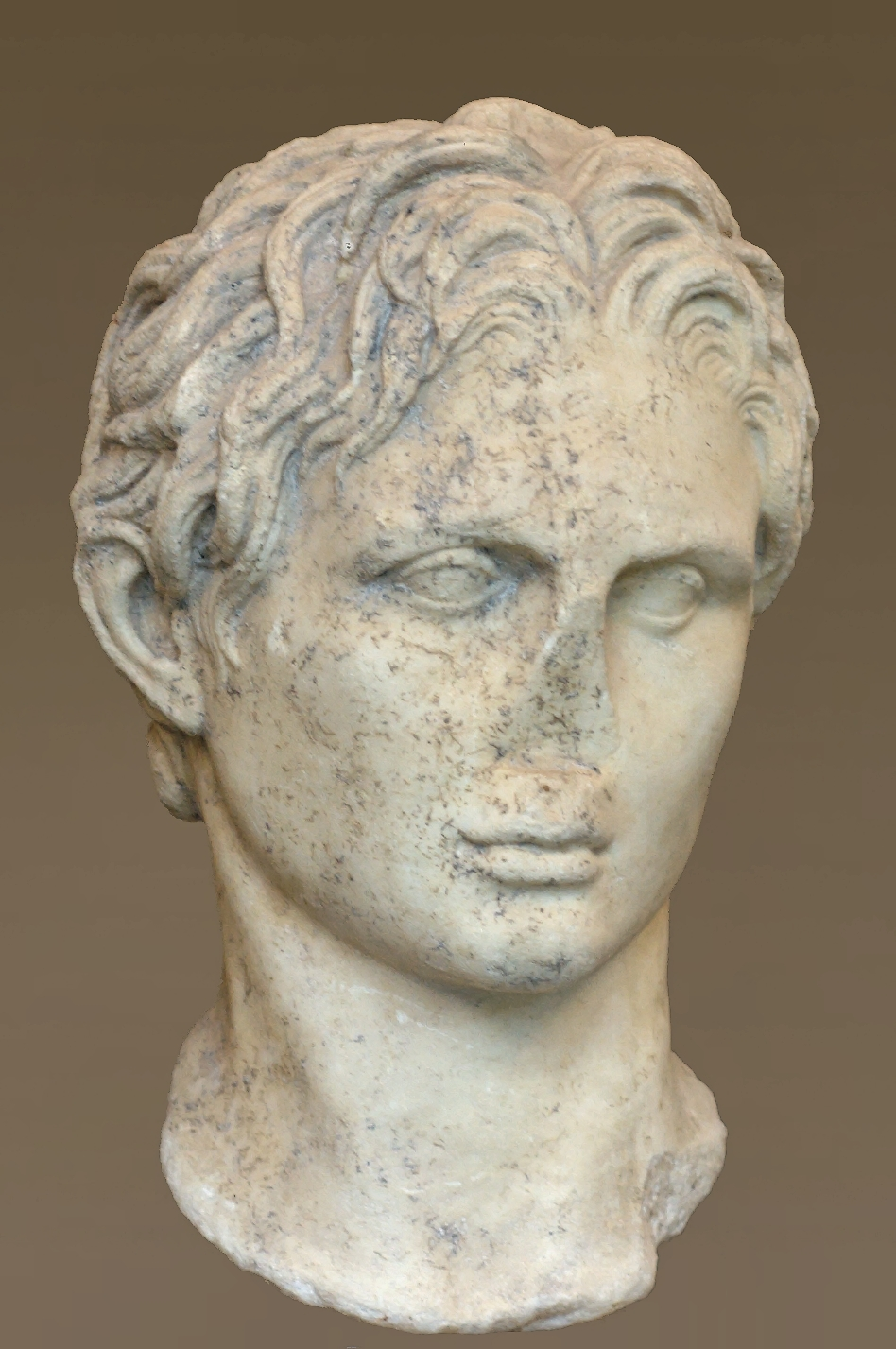
Александр Великий (копия скульптуры Лисиппа)
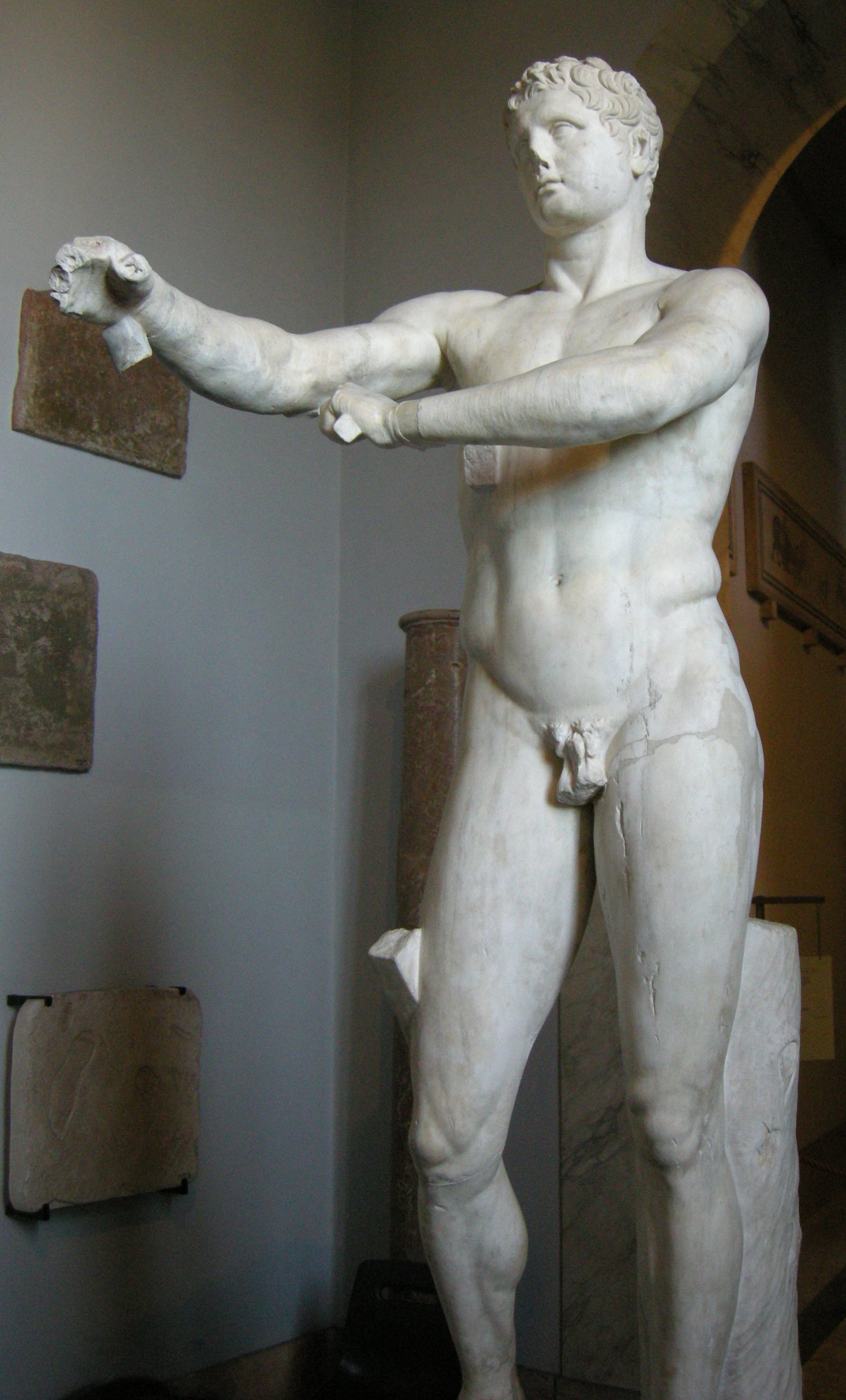
Апоксиомен
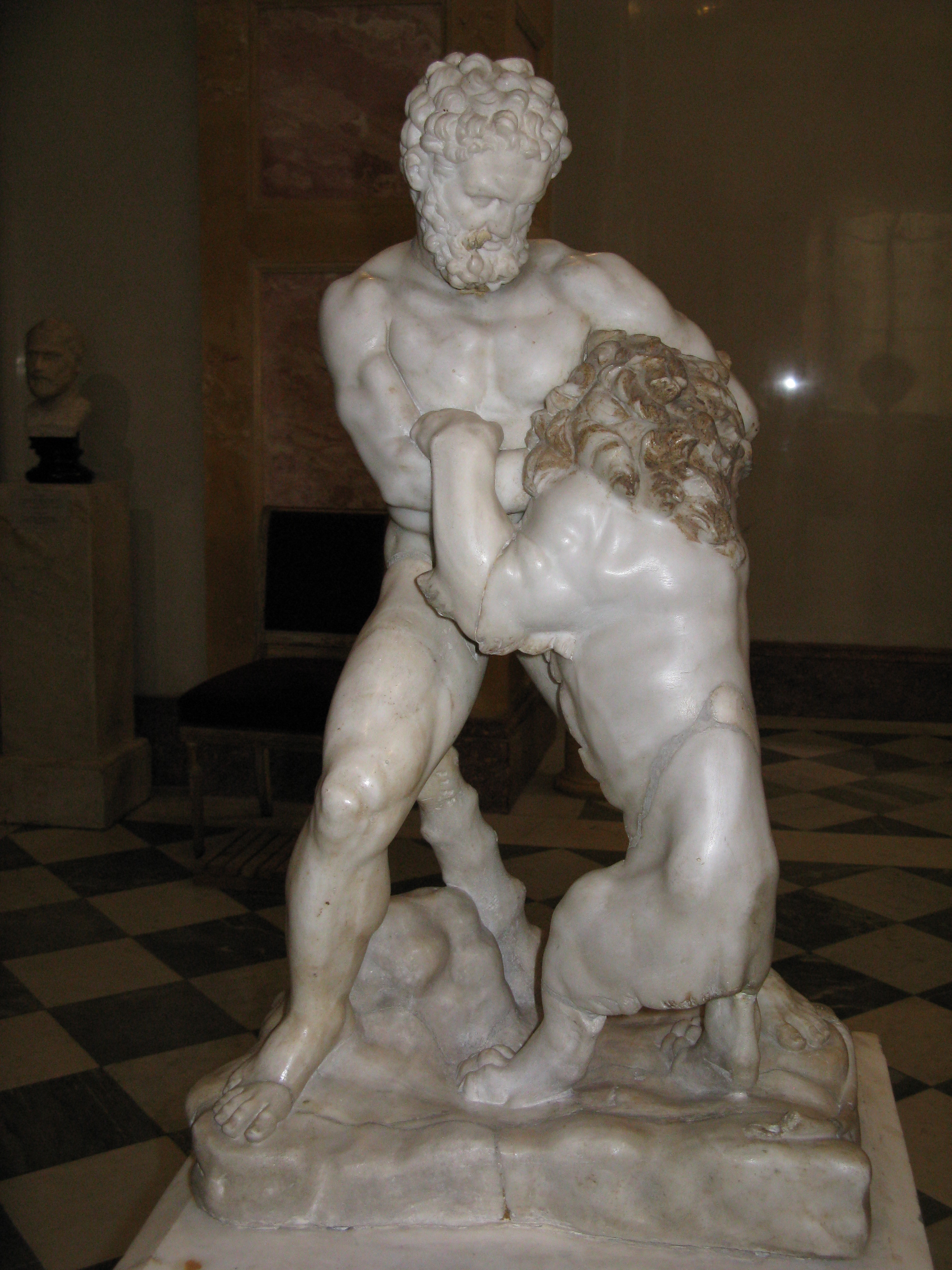
Геракл, борющийся с Немейским львом (копия скульптуры Лисиппа)